# Tombeau de Napoléon Ier aux Invalides
 (juillet 2025).
Le tombeau de Napoléon Ier est localisé dans l'hôtel des Invalides, un édifice conçu au XVIIe siècle par Libéral Bruand et Jules-Hardouin Mansart, puis transformé en panthéon des gloires militaires par Napoléon lorsqu'il y fait transférer le tombeau du Maréchal de Turenne. Si Napoléon meurt le 5 mai 1821 sur l’île de Sainte-Hélène, le projet de son tombeau aux Invalides ne commence qu'après l'annonce, en mai 1840, du retour du corps (ou des « cendres ») de l'Empereur. Cette annonce est suivie, le 10 juin de la même année, par le vote d'une loi fixant le lieu de la sépulture. Soumis au concours, la construction du monument revient finalement à Louis Visconti. Le corps de Napoléon rejoint son tombeau le 2 avril 1861, soit près de vingt ans après la décision de l'inhumer aux Invalides.
Le tombeau prend la forme d'une crypte ouverte mesurant près de 6 mètres de profondeur pour 23 mètres de diamètre. Conçue par l'architecte Louis Visconti et construite entre 1842 et 1853, cette crypte est accessible par le Dôme des Invalides et mise en évidence par la présence d'un imposant baldaquin en marbre de style néo-baroque. Elle abrite l'imposant sarcophage en quartzite rouge de l'Empereur, qui contient lui-même cinq cercueils (un en fer-blanc, un en acajou, deux en plomb, et un en ébène). Ce sarcophage repose sur un socle en dolérite verte entouré au sol d'une mosaïque de marbre et d'émaux représentant notamment une couronne de laurier. Douze statues de Victoires adossées à des piliers entourent le sarcophage et délimitent une galerie circulaire. Celle-ci est décorée de dix bas-reliefs rappelant les grandes institutions civiles napoléoniennes. Une cella aménagée dans l'axe de l'entrée du tombeau abrite une statue en pied de l'Empereur, aux pieds de laquelle repose les restes de Napoléon II.
Le tombeau de Napoléon est un symbole de l’histoire de France et du Premier Empire et doté d’une « dimension nationale, patrimoniale et unificatrice ». Il s'agit d'un lieu de mémoire, au sens de la définition donnée par Pierre Nora dans son ouvrage Les Lieux de Mémoire (1984), c'est-à-dire un « lieu, au sens précis du terme, où une société quelle qu’elle soit, nation, famille, ethnie, parti, consigne volontairement ses souvenirs ou les retrouve comme une partie nécessaire de sa personnalité ». Ce concept désigne les lieux où s’expriment la mémoire d’un évènement et dont la force de l’objet impose sa présence et son souvenir. Le tombeau de Napoléon constitue ainsi la promesse d’un lien entre l’espace et le temps au sein desquels la mémoire de l’Empereur s’incarne.[Interprétation personnelle ?]
Le tombeau de Napoléon combine plusieurs dimensions mémorielles : c’est d’abord un lieu monumental, dont l’architecture grandiose exalte la figure impériale et dont la fonctionnalité, bien qu’esthétique, sert la mémoire d’un homme. Il s'agit aussi d'un lieu symbolique où l’attention mémorielle est développée à travers des commémorations et des cérémonies officielles qui perpétuent la mémoire napoléonienne.[style trop lyrique ou dithyrambique]

## L'église Saint-Louis des Invalides

### Histoire de l'édifice

#### Construction
Lorsqu’il ordonne la construction de l’hôtel des Invalides en février 1670, Louis XIV souhaite y intégrer un édifice religieux afin de favoriser le bien-être spirituel des pensionnaires. Le chantier est d'abord mené par l'architecte Libéral Bruand, avant d'être repris par Jules Hardouin-Mansart. À la chapelle initialement prévue, il substitue un projet particulièrement ambitieux. L’édifice est composé de trois ensembles communicants : un « chœur des soldats », situé à l’emplacement prévu à l’origine, une église de plan centré à la gloire de Louis XIV, ainsi qu’un sanctuaire de plan ovale placé à la jonction des deux espaces. Bien qu’elles aient été conçues ensemble, les deux parties de l’édifice n’ont pas pu être achevées en même temps. Le « chœur des soldats », financé par le secrétariat d'État à la Guerre, est livré en 1679. Sa construction est menée par Simon Pipault, entrepreneur des Invalides depuis 1671, secondé par Michel Hardouin, le frère de Hardouin-Mansart. L’église royale est réalisée entre 1677 et 1706. Ce retard pourrait être dû à la complexité du projet ainsi qu’aux difficultés financières survenues lors de la seconde moitié du règne de Louis XIV.
Les premiers marchés relatifs à l’ouvrage sont signés en février 1677, et le gros œuvre est achevé à l’été 1692. La mort de Louvois en juillet 1691, ainsi que les restrictions budgétaires imposées dans le contexte de la Guerre de la Ligue d’Augsbourg retardent la réalisation des programmes sculptés commandés en 1691. L’ensemble est finalement achevé en 1706, avant d’être consacré et placé sous le patronage de saint Louis le 22 août de la même année. Louis XIV inaugure l'église Saint-Louis le 28 août 1706.

#### Depuis l'édification
Le sujet de la vocation première de cette double église est grandement débattu. Sous l’Ancien Régime, l’édifice ne fait pas l’objet de préoccupations funéraires évidentes, à l’exception des anciens gouverneurs, inhumés dans un caveau situé sous l’église des Soldats. Le choix d’un plan centré ainsi que la présence d’un dôme, celle d’une grande « place » circulaire au centre de la nef(lieu qui accueille par la suite le tombeau de Napoléon) pourraient amener à y voir une église funéraire, un « nouveau Saint-Denis pour la dynastie ». Quoi qu'il en soit, au cours du XVIIIe siècle, l’édifice commence à être davantage perçu comme un lieu propice à acquérir une fonction mortuaire.
L’église Saint-Louis des Invalides est grandement affectée par la Révolution de 1789. Les éléments relatifs à la monarchie sont masqués ou détruits entre 1792 et 1794 et le culte n'est rétabli qu'en août 1802. À la faveur de cette laïcisation s’opère un glissement symbolique : l’église devient le symbole de la gloire militaire. Les drapeaux pris aux armées vaincues, autrefois suspendus aux voûtes de Notre-Dame de Paris, sont transférés à Saint-Louis des Invalides en 1793, et l’église est transformée en « temple de Mars et des vertus guerrières » en 1797.

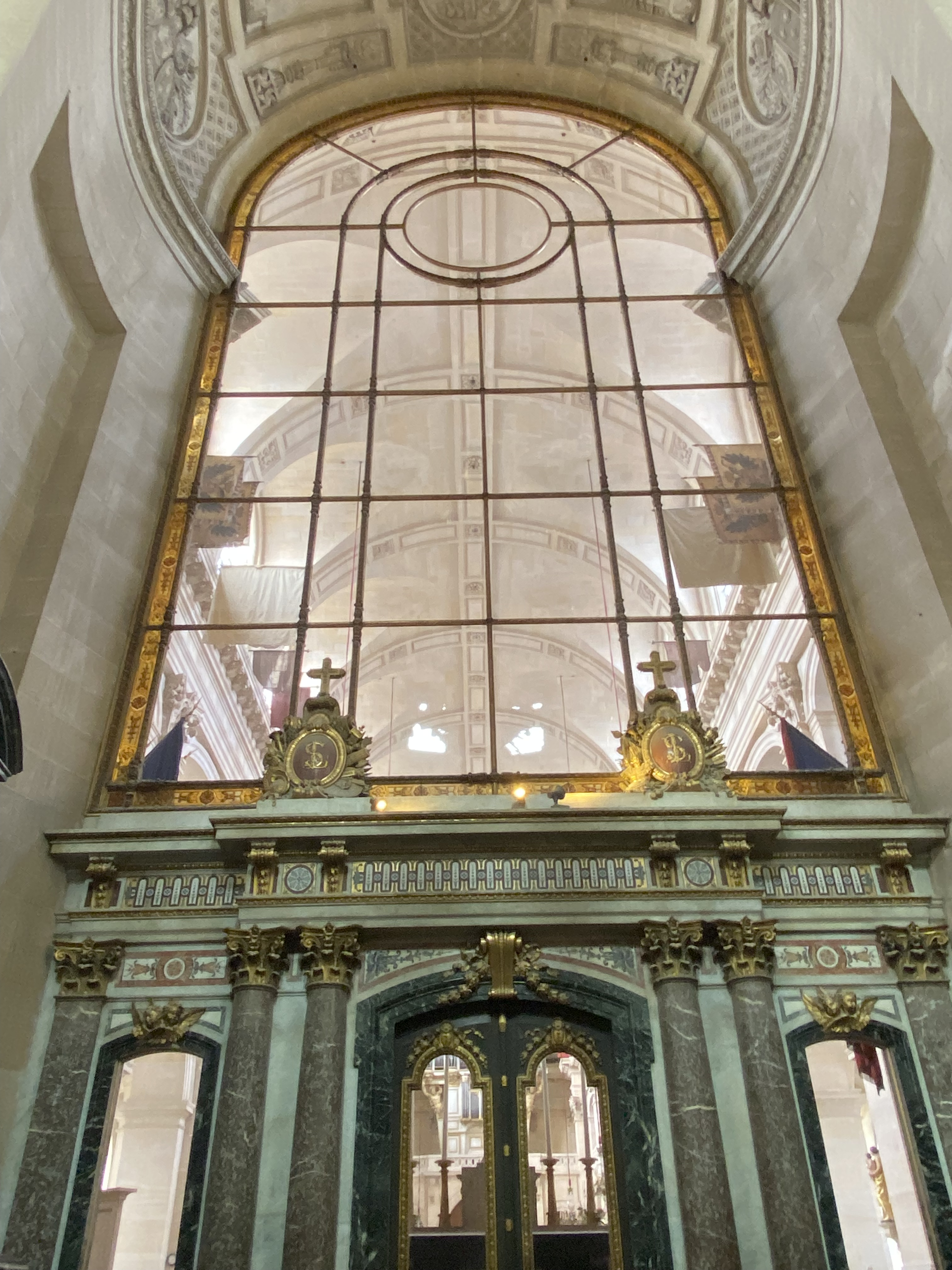
Cloison de verre séparant l'église des Soldats de l'église du Roi, vue depuis l'entrée de la crypte

Napoléon donne à l’édifice sa dimension funéraire. En tant que premier consul, il transfère le tombeau de Turenne dans la chapelle de la Vierge en septembre 1800. En 1808, le cœur de Vauban est installé dans la chapelle Sainte-Thérèse, par la volonté de Napoléon devenu empereur. Sous la monarchie de Juillet, deux innovations marquent la fonction funéraire de l’église : un caveau est aménagé dans une galerie préexistante, sous la chapelle Saint-Grégoire, pour accueillir les corps des victimes de l’attentat de Fieschi, le 28 Juillet 1835. Plus important encore, la décision est prise de placer le tombeau de Napoléon à Saint-Louis des Invalides. Face à l’entrée du mausolée de Napoléon sont installés en 1847, des monuments funéraires en hommage aux généraux Michel Duroc et Henri-Gatien Bertrand, fidèles compagnons de l’Empereur. En 1847, la réfection du monument de Vauban permet de créer une harmonie avec celui de Turenne.
Au Second Empire, l’hôtel des Invalides est classé monument historique en 1862, marquant le début de sa patrimonialisation. La Troisième République renforce cette démarche avec l'installation du musée de l'Artillerie en 1871 et l'ouverture du musée historique de l’Armée en 1896, qui fusionnent en 1905 pour former le musée de l'Armée. En 1873, une paroi vitrée est installée pour séparer le Dôme de l’église des soldats, distinguant ainsi le tombeau, devenu un lieu de mémoire, de l’église Saint-Louis. Parallèlement, un nombre croissant de dirigeants militaires est inhumé dans le caveau des gouverneurs, et un monument aux généraux de la Première Guerre mondiale est érigé en 1929.

### Architecture
D’un point de vue structurel, le plan prévu par Hardouin-Mansart a peu d’équivalent en France. Parce que l'édifice, plutôt que d'être disposé en équerre, est organisé selon un axe unique, il a pu être perçu aussi bien comme une église conventuelle que comme deux églises adossées.

#### L'église des soldats
L’église des Soldats obéit à un plan traditionnel. Il s’agit d’une longue nef rectangulaire à neuf travées, dépourvue de transept et dotée d’un chœur en abside. Le vaisseau central supporte un voûtement en plein cintre à doubleaux et lunettes, tandis que les bas-côtés sont voûtés de berceaux surbaissés à lunettes. L’élévation comporte trois niveaux : arcades, tribunes et fenêtres hautes. Elle obéit à un grand ordre de pilastres corinthiens. Certaines sculptures décoratives (dans les arcs doubleaux de la grande voûte ainsi que dans les balustrades de pierre qui ferment les tribunes) révèlent l’attention portée par Hardouin-Mansart au raffinement de la stéréotomie. Les bas-côtés comprennent chacun une porte menant vers une sacristie circulaire qui assure la transition vers le Dôme.

#### L’église du roi
L’église royale est conçue par Hardouin-Mansart comme un « bombardement symbolique » destiné à exalter la puissance monarchique. Le choix de construire une église à dôme de dimensions aussi importantes en est l’indice le plus explicite, dans la mesure ou Saint-Louis des Invalides aspire à être rapprochée de Saint-Pierre de Rome et à dépasser Saint-Paul de Londres. Le plan de l’édifice est organisé en croix grecque et s’inscrit dans un carré de 52 mètres de côté.

##### Extérieur
Sa façade principale comporte un frontispice central à deux ordres superposés (dorique et corinthien), couronné par un fronton triangulaire. Cette disposition permet d’articuler l’élévation des deux premiers niveaux avec un tambour orné selon un ordre de doubles colonnes composites. la présence d'un second rang de baies en plein cintre au niveau de l'attique, dispositif inédit en France, permet d’éclairer la seconde coupole de manière naturelle tout en étant invisible depuis l’intérieur de l’église. Le Dôme, doré et orné d’un riche programme sculptural, est coiffé par un lanternon rappelant les tempietti de la Renaissance italienne, sur lequel repose une flèche fleurdelisée portant une croix. L’ensemble s’élève à 107 mètres.

##### Intérieur
Le centre du plan en croix grecque est occupé par une nef circulaire, tandis que les angles accueillent quatre chapelles rondes reliées entre elles par des percées dans les piles de la croisée. À l’intérieur, la nef pavée de marbre polychrome est rythmée par un grand ordre de pilastres, dont l’entablement comporte, au niveau de la frise, l’insigne en forme de double L de Louis XIV. Les chapelles reproduisent cette structure en réduction à l’aide de colonnes engagées.
La partie basse de l’église privilégie le décor sculpté : y sont représentés les armes de France, des tableaux en bas-reliefs de la vie de Saint Louis, des anges volants portant les insignes royaux, ainsi que des statues de niches dans les quatre chapelles dédiées aux Pères de l’église latine. Sous le tambour, les pendentifs sculptés dans un premier temps sont finalement remplacés par les peintures à fresque des quatre évangélistes de Charles de La Fosse. Celles-ci sont surmontées par une frise composée d’une série de douze médaillons de rois de France en profil, allant de Clovis à Louis XIV.

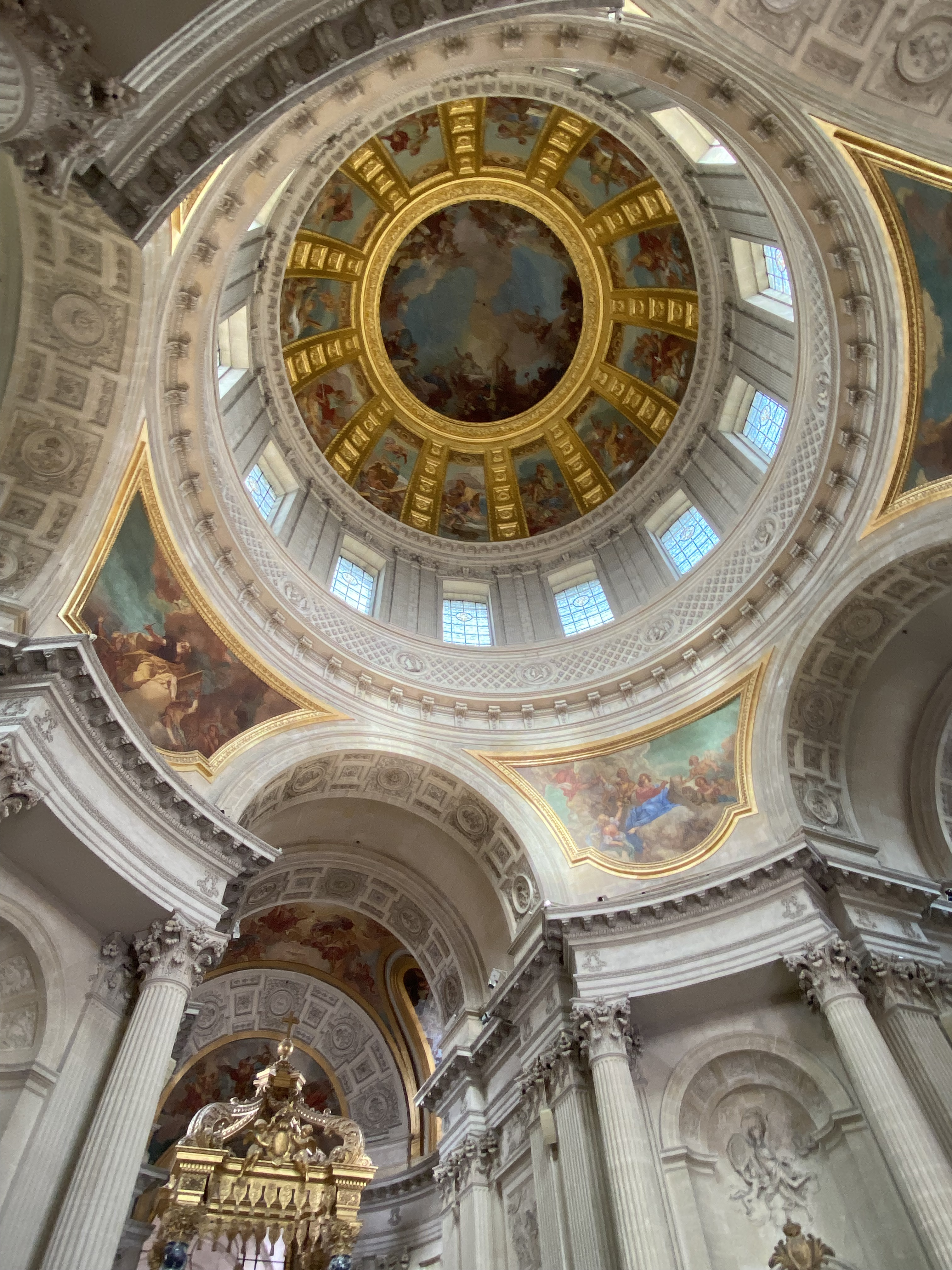
Coupole de l'église du Roi, peinte par Charles de la Fosse en 1705.

Au-dessus du tambour, une première coupole, peinte par Jean Jouvenet entre 1703 et 1704, représente les Douze apôtres en gloire. La seconde coupole a été décorée par Charles de la Fosse. Ce dernier adopte une vue di sotto in su pour figurer Saint Louis déposant son épée aux pieds du Christ, célébrant les liens privilégiés entre Dieu et la monarchie française, dépositaire d'une partie des instruments de la Passion (arma christi). La composition, achevée en 1705, s’inspire des coupoles peintes à Parme ou à Rome par Corrège, Pierre de Cortone ainsi que Lanfranco. Elle est cadrée par un anneau de personnages réunis en quatre groupes distincts et reliés par des nuées. Le Christ y est représenté au sommet d’une structure pyramidale, accompagné d’anges portant la croix à droite et de Saint Louis remettant ses armes à gauche. L’effet de perspective aérienne, couplé au dispositif d’éclairage naturel mis au point par Hardouin-Mansart, est pensé pour mimer la pénétration de la lumière divine au sein de l’église.
Dans le sanctuaire, au-dessus du baldaquin, Noël Coypel a décoré la voûte de la Trinité et de l'Assomption de la Vierge. Le décor des coupoles et des calottes des quatre chapelles latérales a été réalisé par Bon Boullogne pour les chapelles Saint-Ambroise et Saint-Jérôme, par Michelle II Corneille pour celle de Saint-Grégoire (remplacé par les peintures de Louis-Michel Van Loo dès les années 1760), ainsi que par Louis de Boullogne pour celle de Saint-Augustin.

## Les origines et la construction du tombeau

### Une première inhumation sur l'île de Sainte-Hélène

#### La vallée du Tombeau
Lorsqu’il rédige ses dernières volontés, Napoléon précise vouloir être enterré à Sayne Valley, un vallon sur l'île de Sainte-Hélène, qui prend par la suite divers qualificatifs, parmi lesquels « val Napoléon », « vallée du Tombeau », « vallée du Géranium » ou encore « vallée du Silence ».
Napoléon découvre ce lieu après une visite à la famille du grand maréchal Henri-Gatien Bertrand qui l’a suivi dans son exil. Séduit par l’endroit, il le baptise immédiatement « vallée du Géranium » en référence au géranium planté en ces lieux par le docteur David Kay, responsable de l’intendance médicale et principal commerçant du district de Longwood, qui habite à quelques mètres. Une source coule également à proximité et, se rendant régulièrement dans le vallon, Napoléon s'y désaltère à chaque reprise, réclamant même qu’on lui serve cette eau à Longwood House, son lieu de résidence. Sachant que les Anglais comptent l’inhumer sur l’île, Napoléon confie vouloir être enterré « près de la fontaine qui l’avait nourri pendant six ans ».
Il est ainsi inhumé le 9 mai 1821 sur ce vallon de l’île de Sainte-Hélène, qui prend depuis lors le nom de « vallée du Tombeau ». Aucune inscription relative à Napoléon ne figure sur la sépulture.

#### Un lieu de pèlerinage

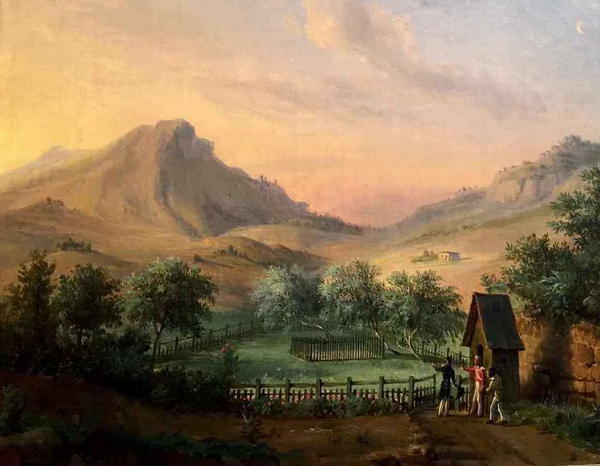
Tombeau de Napoléon à Sainte-Hélène, François Edme Ricois, huile sur toile, 1829, Ajaccio, palais Fesch-musée des Beaux-Arts.

Un droit d’accès s’élevant à 3 shillings est mis en place en 1840 pour les visiteurs se rendant sur la tombe. Deux sergents britanniques sont recrutés pour vendre les billets d'accès et un livre des visiteurs est également mis en place.
Après le transfert du corps à Paris, les voyageurs continuent à se rendre sur la première tombe de Napoléon. Cependant, les lieux se dégradent rapidement, faute d'entretien. En 1958, Martial Gauthier de Rougemont, premier conservateur des Domaines, se rend sur place pour réhabiliter et conserver les lieux. Dès l'année suivante, Longwood House et la tombe de la vallée du Tombeau sont remis en état.

### Le retour des cendres
La monarchie est rétablie en France avec la Seconde Restauration. Le roi de France Charles X, perçu comme une menace pour les libertés civiles établies sous l’Empire est renversé par la Révolution de Juillet 1830. Son successeur Louis-Philippe Ier, marque le renouveau de l’intérêt pour Napoléon.

#### Emergence du projet de rapatriement
Les initiatives symboliques, comme la restauration de la statue de Napoléon sur la colonne Vendôme en 1833 et l'inauguration de l’Arc de Triomphe en 1836, symboles du culte napoléonien, marquent ce regain d'intérêt pour la figure de l'Empereur. Par ailleurs, le parlement maintient l'exil des Bonaparte assimilés aux Bourbon et l'Aiglon, fils unique de Napoléon, décède en 1832. Ce dernier évènement marque la fin des espoirs de voir renaître l'Empire mais intensifie les demandes pour le retour de la dépouille de l'Empereur, comme en témoignent les nombreuses pétitions déposées en 1834.
En 1840, sous l’impulsion d’Adolphe Thiers et de Louis-Philippe Ier, le rapatriement des cendres de Napoléon est décidé. Ce rapatriement, orchestré en décembre 1840, marque un tournant dans la mémoire collective, plaçant Napoléon Ier comme un symbole national transcendant les clivages politiques.

#### Expédition maritime entre Sainte-Hélène et Paris
Les cendres de Napoléon sont ramenées en France sous la responsabilité du fils de Louis-Philippe Ier, le prince de Joinville, capitaine de la frégate la Belle Poule depuis 1839. Le départ a lieu le 7 juillet à Toulon. La Belle Poule est accompagnée de la Favorite. Les passagers du bateau la Belle Poule sont en majorité des compagnons d’exil de Napoléon ainsi que 5 vieux serviteurs de l’Empereur. Le cercueil de Napoléon est transféré à bord de la Belle Poule le 15 octobre qui arrive à Cherbourg le 30 novembre.
Le trajet de Cherbourg au Havre est assuré par le Normandie, un petit bateau à vapeur escorté par deux autres vapeurs. À partir de Val-de-la-Haye, le voyage se poursuit à bord du bateau La Dorade jusqu'à Courbevoie en passant par Pont-de-l'Arche, Vernon, Mantes, Maisons-Laffitte. La Dorade arrive à Courbevoie le 14 décembre 1840. Le lendemain se met en marche le cortège funèbre du Pont-de-Neuilly aux Invalides. Les ponts se transforment en arcs de triomphe et les manifestations officielles s’enchainent.

#### Une procession cérémoniale en plein cœur de Paris
Le cercueil de l’Empereur devait être initialement transporté sur un bateau catafalque, « imaginé par Visconti et Burgh, pour être amené au port des Invalides, à l’emplacement de l’actuel pont Alexandre-III ». Ce bateau, qui a bien été construit, n'est finalement pas utilisé.
Le cercueil est amené aux Invalides dans un grand char, orné d'une iconographie détaillée et conçu spécialement pour cette occasion. Victor Hugo le décrit en ces termes :

« L’ensemble à de la grandeur. C’est une énorme masse, dorée entièrement, dont les étages vont pyramidant au-dessus des quatre grosses roues dorées qui la portent. Sous le crêpe violet semé d’abeilles, qui le recouvre du haut en bas, on distingue d’assez beaux détails : les aigles effarés du soubassement, les quatorze Victoires du couronnement portant sur une table d’or un simulacre de cercueil. Le vrai cercueil est invisible. On l’a déposé dans la cave du soubassement, ce qui diminue l’émotion. C’est là le grave défaut du char. »

Le char traverse les lieux les plus emblématiques de Paris, parmi lesquels l'Arc de Triomphe, les Champs-Élysées et la place de la Concorde. Le long des Champs-Élysées, dix-huit statues de Victoires alternent avec des colonnes couronnées par l’aigle impériale. Sur la place de la Concorde, des tribunes entourées de mâts dominent l’espace, tandis que le pont de la Concorde, magnifié par quatre colonnes triomphales, porte huit statues monumentales représentant la Sagesse, la Force, la Justice et la Guerre d’un côté, l’Agriculture, les Beaux-Arts, l’Éloquence et le Commerce de l’autre. Enfin, devant le Palais Bourbon, se dresse une statue colossale de l’Immortalité, réalisée par Cortot, venant parachever cette mise en scène grandiose.

#### L'arrivée aux Invalides
Sur l’esplanade des Invalides, s’élève une statue en bronze de Napoléon réalisée par François-Joseph Bosio, initialement conçue pour couronner la colonne de Boulogne-sur-Mer. « L’allée centrale […] est désormais bordée de trente-deux statues en plâtre mesurant sept mètres de haut, alternant avec des trépieds à feu. Ces statues représentent des figures historiques telles que Clovis, Charles Martel, Philippe II Auguste, Charles V, Jeanne d’Arc, […] et Macdonald, qui semblent se toiser avec défiance » . L’ensemble des décors et la cérémonie ont été mis en place et orchestrés par les architectes Louis Visconti et Henri Labrouste.
En arrivant, à l'hôtel des Invalides, le cercueil de Napoléon est reçu par le roi Louis-Philippe Ier dans l'église Saint-Louis. Débute alors une cérémonie au cours de laquelle sont mis en avant des objets personnels symbolisant la gloire de Napoléon, tels que son célèbre chapeau et son épée d'Austerlitz. L’hôtel des Invalides est presque entièrement dissimulé sous des tentures noires et mauves, dont la pose a débuté le 18 novembre. Un arc de triomphe en toile orne le centre de la grille principale, tandis que la cour d’honneur est embellie par des trophées d’armes surmontés d’aigles et de guirlandes. Au centre, l’entrée de l’église des soldats est dissimulée derrière un vestibule monumental en toiles peintes. L’intérieur est également recouvert de tentures mauves et un immense catafalque, surmonté d'une aigle impériale aux ailes déployées, a été érigé au centre de l’église du Dôme. Partout, des inscriptions, des noms et des dates évoquent les grands moments de l’Empire.

### Le testament de NapoléonIer

#### Le contenu du testament
Napoléon commence à dicter son testament au général de Montholon à partir du 11 avril 1821, soit quelques semaines avant son décès, le 5 mai 1821. Le testament, d'une longueur de cinq pages manuscrites, contient sept codicilles, des inventaires de ses effets personnels, des instructions pour ses exécuteurs testamentaires ainsi que deux lettres à des banquiers.

#### Un testament politique

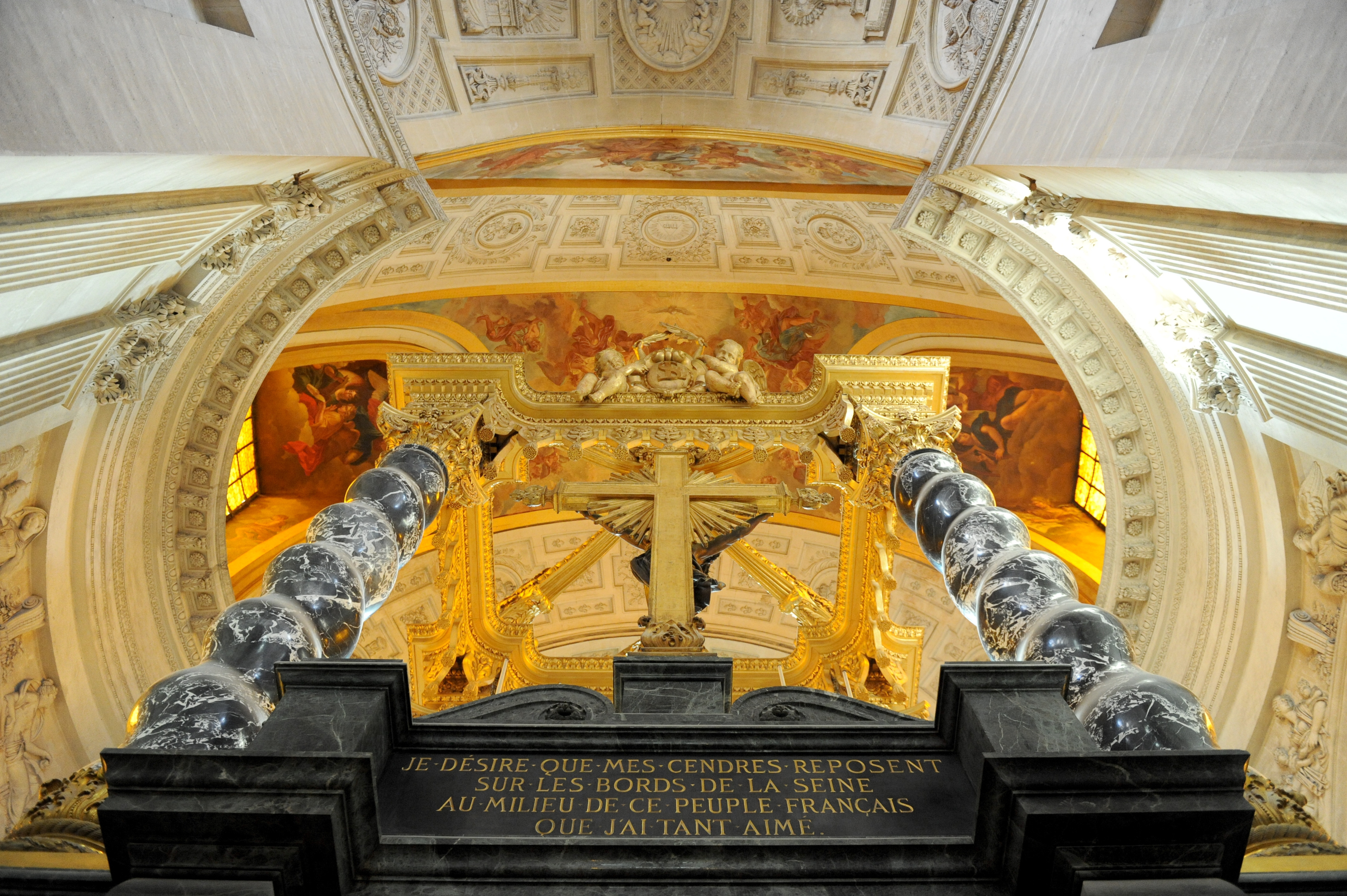
Citation du testament de Napoléon dans le tombeau des Invalides.

Au-delà des dernières volontés qu'il formule, Napoléon donne à son testament une forte dimension politique. Il y développe cet aspect en faisant notamment de la formule « Tout pour le peuple français » sa devise. Il inscrit ainsi sa vision politique dans une logique libérale qui s’oppose au régime royaliste. L'extrait le plus connu et le plus commenté du testament est gravé à l’entrée de la crypte du Dôme des Invalides qui mène au tombeau : « Je désire que mes cendres reposent sur les bords de la Seine, au milieu de ce peuple français que j'ai tant aimé ».
Il a souvent été conclu que Napoléon faisait directement référence à l’hôtel des Invalides en évoquant les bords de Seine, à tort. C’est en réalité sous la Monarchie de Juillet qu’il est décidé de laisser son corps reposer en ces lieux. À l'origine, Napoléon souhaitait que son corps repose dans la nécropole royale de la basilique de Saint-Denis. En choisissant ce lieu symbolique qui abrite la sépulture des monarques depuis Dagobert Ier, il cherchait à légitimer et inscrire son règne dans la lignée dynastique des rois de France. Avant son exil, il envisageait par ailleurs d’en faire une église impériale en y faisant exécuter des travaux de restauration et d’aménagement.

#### L'exécution testamentaire
Dans son testament, Napoléon désigne les comtes Montholon, Bertrand et Marchand comme ses exécuteurs testamentaires. Ces derniers embarquent depuis l'île de Sainte-Hélène vers l'Europe le 27 mai 1821. À leur arrivée, ils tentent de faire valider le testament et de régler les legs mais rencontrent le refus du gouvernement de Louis XVIII. Montholon, exécuteur principal du testament, fait donc enregistrer une partie du testament à Londres, action rendue possible par le fait que Sainte-Hélène est juridiquement dépendante de cette ville. Les démarches ne parviennent cependant pas à leur terme et il faut attendre l'arrivée au pouvoir de Louis-Napoléon Bonaparte en 1848 pour que l'exécution testamentaire se poursuive. Ce dernier demande la restitution de l'ensemble testamentaire aux autorités britanniques. L'ensemble des legs sont honorés et les démarches successorales sont bouclées.
Durant les mois qui suivent le décès de Napoléon, son testament est abondamment diffusé, malgré la censure royale imposée par la monarchie constitutionnelle instaurée depuis 1815. Cette diffusion prend principalement la forme d’estampes illustrées avec des portraits de l’ancien souverain exilé ou accompagné de chansons bonapartistes.

### Le lieu de l’inhumation: le choix des Invalides
Le retour des cendres de l’Empereur, projet initié par le gouvernement d’Adolphe Thiers, se prolonge par le discours prononcé par Charles de Rémusat le 12 mai 1840. Dans ce discours, le ministre de l’Intérieur désigne l’hôtel des Invalides comme lieu de sépulture de Napoléon Ier et justifie ce choix en ces termes :

« Il fut Empereur et Roi ; il fut le souverain légitime de notre pays. À ce titre, il pourrait être inhumé à Saint-Denis ; mais il ne faut pas à Napoléon la sépulture ordinaire des rois ; il faut qu'il règne et commande encore dans l'enceinte où vont se reposer les soldats de la patrie, et où iront toujours s'inspirer ceux qui seront appelés à la défendre. Son épée sera déposée sur sa tombe. L'art élèvera sous le dôme, au milieu du temple consacré par la religion au Dieu des armées, un tombeau digne, s'il se peut, du nom qui doit y être gravé. »

Le gouvernement avance aussi d’autres arguments. Il s’agit tout d'abord de profiter d’un édifice déjà connu et de lui attribuer une nouvelle fonction. Ensuite, le choix des Invalides permet de respecter le vœu de l’Empereur d’être inhumé sur les bords de la Seine. Enfin, ce choix est également politique : il tend à éviter les reviviscences dynastiques qu’aurait pu susciter la construction d’une sépulture à Saint-Denis (tel que l'aurait souhaité Napoléon) et affirme la supériorité de la monarchie de Juillet sur l’Empire.
Le choix des Invalides fait, dès lors, l’objets de vifs débats, tant dans la presse qu’au Parlement,. La Société Libre des Beaux-Arts, par exemple, condamne ce projet et propose plutôt l’édification d’un monument sur la colline de Chaillot. D’autres sites sont également envisagés pour accueillir la dépouille impériale : le Champ-de-Mars, la place Vendôme, la place de la Concorde, l’Arc de Triomphe, l’église de la Madeleine ou encore Saint-Denis.

### Le concours (1841)

#### L'organisation du concours
Le discours de Charles de Rémusat est suivi, le 10 juin 1840, par la promulgation d’une loi ordonnant la construction du tombeau de l’Empereur sous le Dôme de Saint-Louis des Invalides. Son article 2 précise : « Le tombeau sera placé sous le dôme, exclusivement réservé, ainsi que les quatre chapelles latérales, à la sépulture de l’empereur Napoléon. À l’avenir, aucun autre cercueil ne pourra y prendre place ». Cette loi prévoit également que la construction du tombeau fasse l’objet d’un concours public.
Initialement, l’administration ne souhaite pas organiser de concours et pense confier la réalisation du tombeau à l’architecte Félix Duban et au sculpteur Carlo Marochetti. Après examen des propositions des deux artistes, Carlo Marochetti est pressenti pour conduire ce projet.

« Pour le tombeau, je répugnais à le mettre au concours. J’avais l’idée d’en charger Duban, regardé alors comme le meilleur de nos architectes et de confier tout ce qui était sculpture à Marochetti. […] Duban entendait régler tout l’ensemble du monument, et ne laisser au statuaire qu’une œuvre de praticien. Ce n’était point ma pensée […]. Je me confirmai dans cette combinaison, lorsque Duban m’eut remis divers projets dont aucun ne me satisfit. […] Marochetti me remit au contraire une esquisse qui me frappa beaucoup et dont Thiers fut enchanté,. »

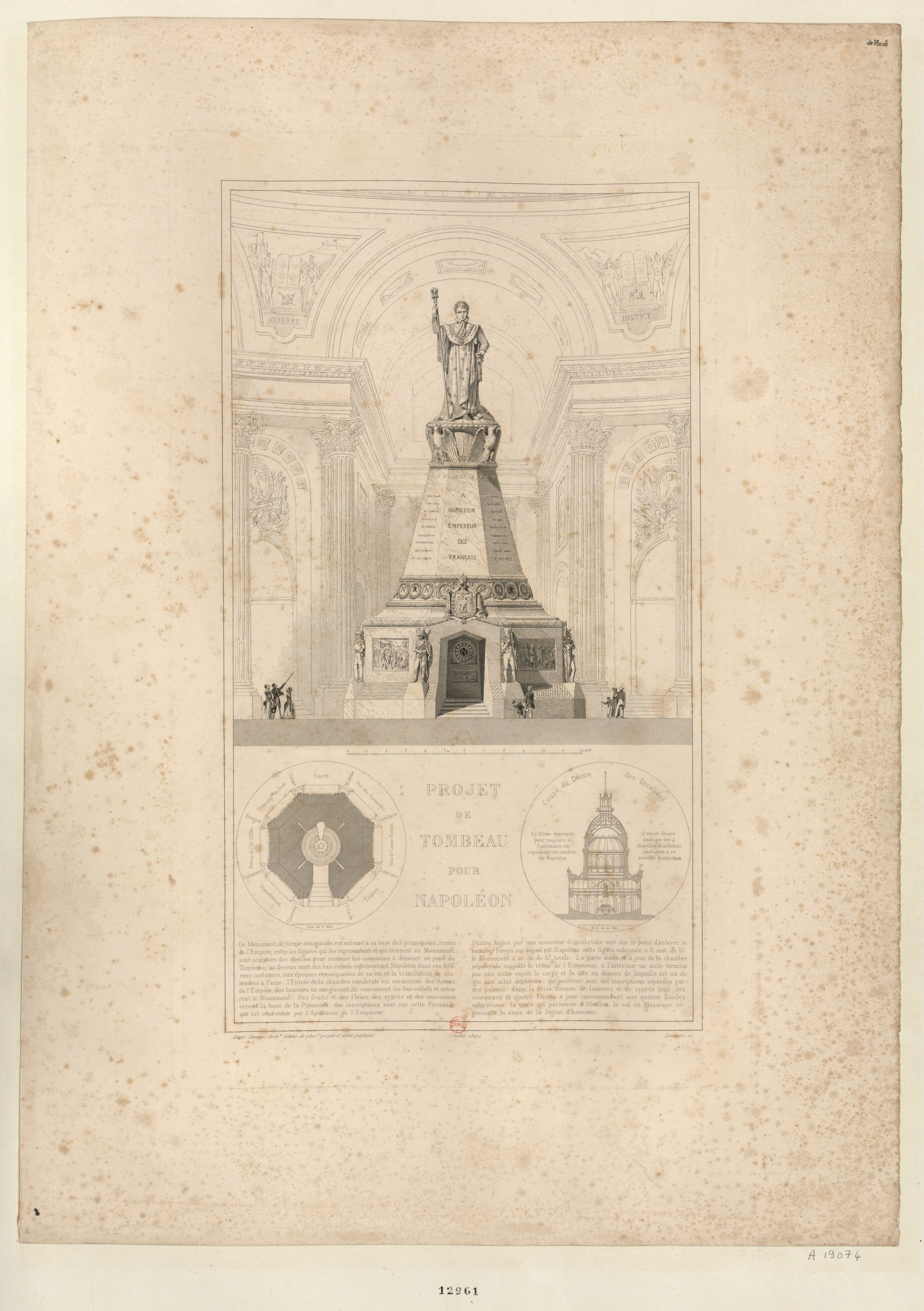
Projet de tombeau pour Napoléon, Augustin François Lemaître (graveur), Hector Horeau (dessinateur), juillet 1840.

L’opinion publique ne comprend pas qu’un monument de cette importance ne soit pas confié à un artiste national. De vives critiques sont émises à l’encontre de cette décision et le milieu artistique, particulièrement hostile à ce choix, plaide pour l’organisation d’un concours,. En septembre 1840, la Société Libre des Beaux-Arts publie ainsi un libelle insistant sur la nécessité d’organiser un véritable concours, tout en regrettant le choix des Invalides qui, selon elle, condamne le tombeau à n'être « qu'une sorte de meuble » ou de « monument dans le monument ». Finalement, les deux projets proposés par Carlo Marochetti ne parviennent à convaincre ni la presse ni l’administration et sont eux aussi largement critiqués. Plusieurs contre-projets font alors leur apparition, dont certains sont imaginés par Hector Horeau, Antoine Etex ou bien Félix Duban.
Mise sous pression, l’administration finit par abandonner la procédure de commande officielle au profit de l’organisation d’un concours, annoncé à la Chambre des députés le 13 avril 1841.

#### Le déroulement et les résultats
Plus de 80 candidats participent à cette compétition, parmi lesquels des figures comme Félix Duban, Louis Visconti, Hector Horeau, Antoine Etex, Achille Déveria, Louis Petitot, Etienne-Hippolyte Maindron, Louis Auvray, Jean-Baptiste Cannissié, Henri de Triqueti, Louis Moreau, Théodore Chassériau ou encore Henri Labrouste. L’absence de programme laisse les artistes relativement libres et leur permet de choisir parmi trois orientations possibles : « la crypte, le tombeau adossé ou l'espace qui gît sous le Dôme ». Les seules recommandations proviennent du rapport d’une commission présidée par Ludovic Vitet : le tombeau doit s’intégrer au monument conçu par Hardouin-Mansart, sans le dénaturer ; il ne doit pas être trop imposant ou triomphal.
L’exposition des projets à l’École des Beaux-Arts, le 27 octobre 1841, rencontre un grand succès. Les projets présentés sont très variés, tant dans leur conception que dans leur style, et peuvent être classés en deux groupes : ceux dans lesquels le tombeau est placé au-dessus du sol et, à l'inverse, ceux dans lesquels le tombeau est placé en dessous du sol.
La composition du jury n'est décidée qu'en novembre 1841. Le rapport d'évaluation, rédigé par Théophile Gaultier, classe Louis Visconti et Victor Baltard en tête : Baltard, avec son projet de crypte fermée, et Visconti, avec son projet de crypte ouverte. Cette dernière proposition, jugée plus pertinente par la commission, est finalement retenue et Louis Visconti obtient la charge de l’édification du tombeau. Visconti propose une stratification en investissant le sous-sol, séparant les registres, laïque dans la crypte (tombeau de l’Empereur), religieux au rez-de-chaussée (église du Dôme). L'idée d'une crypte ouverte se veut également une évocation en miroir de la coupole ouverte au sommet. Théophile Gautier, secrétaire de la commission de choix du tombeau de l'Empereur, joue un rôle déterminant dans la concrétisation de ce projet.

### Les architectes et leurs projets
Directeur des musées nationaux, Félix Duban prévoit, dans son premier projet, dé réaliser un monument qui s’inspire des tombeaux de l’Antiquité. Sobre, minimaliste et surmonté d’un aigle, il s'inscrit ainsi dans la tradition néoclassique. Une aquarelle de ce projet, réalisée vers 1840, a été acquise en 2023 par le musée de l'Armée. Le deuxième tombeau qu’il imagine et qu’il présente au concours de 1841 est beaucoup plus théâtral, riche et élaboré. Carlo Marochetti envisage quant à lui un tombeau avec de nombreuses sculptures et de riches éléments décoratifs mettant en scène la figure de Napoléon. L'Empereur se voit notamment attribuer une statue équestre apposée au tombeau. Ces projets ne satisfont pas le ministre Charles de Rémusat et la construction du tombeau revient à Louis Visconti.

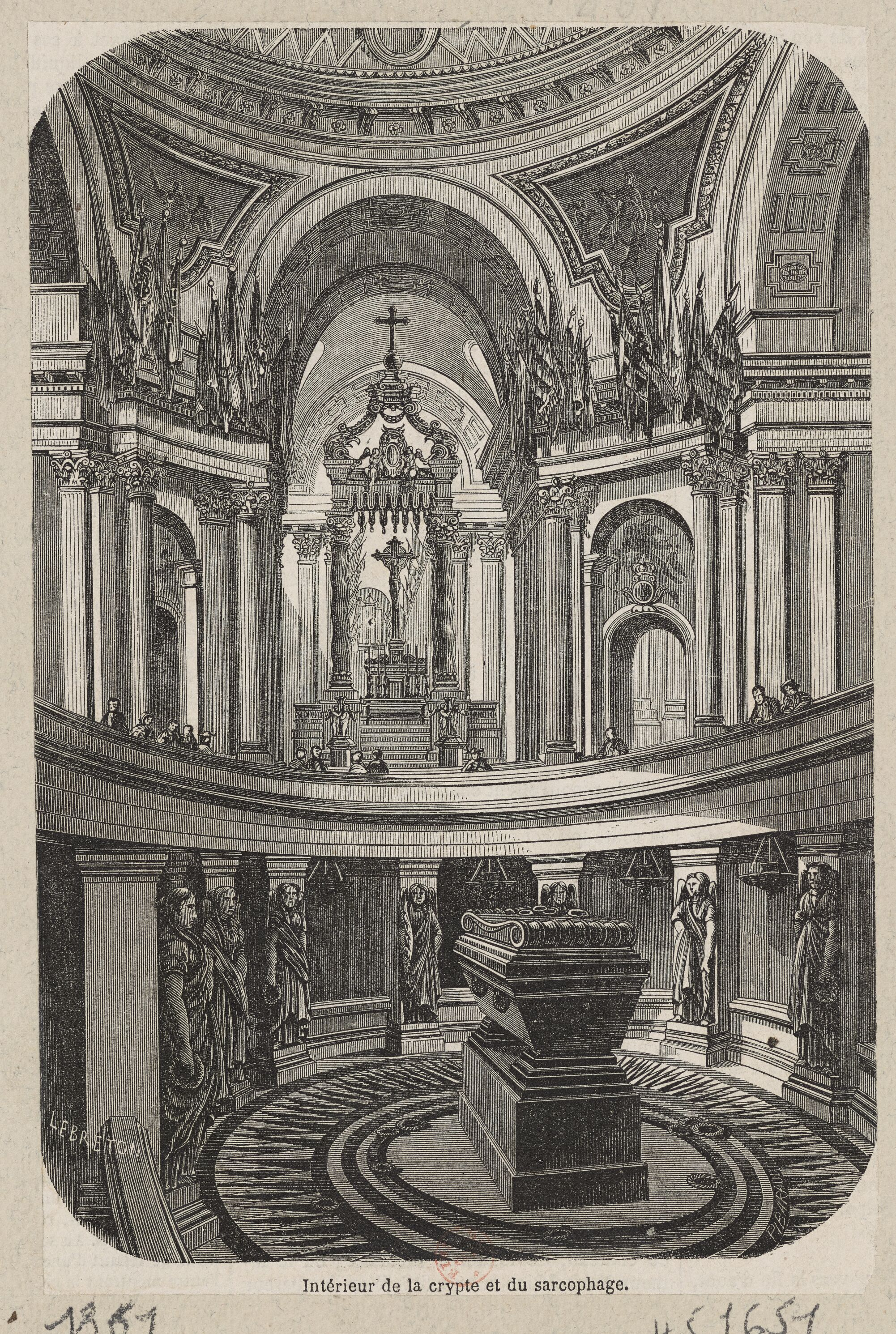
Lebreton, Intérieur de la crypte et du sarcophage, 1861.

Louis Visconti est un architecte engagé dans plusieurs projets d’envergures par Napoléon III. Il participe au réaménagement des Tuileries en 1848 et à celui du palais du Louvre en 1851. Cet architecte est également connu pour avoir réalisé de nombreuses tombes au cimetière du Père-Lachaise, mais aussi plusieurs fontaines parisiennes (comme la fontaine Saint-Sulpice ou la fontaine Molière). En mars 1842, il remporte le concours et obtient la commande du tombeau de l’Empereur. Afin de ne pas dénaturer le décor de l’église Saint-Louis des Invalides, Visconti décide de placer le tombeau dans une crypte derrière le maître-autel. Ce projet prévoit la création d’un riche programme sculpté réalisé par plusieurs artistes du XIXe siècle et complété par l’installation d’une statue équestre à la mémoire de l’Empereur dans la cour d’honneur.
La réalisation de ce projet s’attache à respecter l'harmonie entre l’édifice de Jules Hardouin-Mansart et la crypte empreinte d’un style antiquisant. Cette « stratification des styles » répond à une « stricte séparation des registres, laïque dans la crypte, religieuse à la surface originelle du Dôme ». La forme finale imaginée par Visconti symbolise les exigences collectives issues du concours afin de proposer le fruit d’une réflexion commune et se propose ainsi comme une synthèse des différents projets . Ce projet révèle ainsi la vocation funéraire profonde du tombeau et tente de concilier la figure du prince des batailles et fondateur d’un État moderne en Napoléon, plutôt que la figure du despote.

### Chronologie de la construction du tombeau
- 12 mai 1840 : le ministre de l’Intérieur, Charles de Rémusat (1797-1875), annonce à l’Assemblée nationale le retour des cendres de Napoléon et désigne l’hôtel des Invalides comme lieu de sépulture[58]. Ce choix s’explique notamment parce que Napoléon avait transformé le Dôme en panthéon militaire avec la translation des restes de Turenne en septembre 1800 puis de Vauban en 1808.
- 10 juin 1840 : la loi pour la construction du tombeau sous le Dôme des Invalides est votée : « le tombeau sera placé sous le Dôme consacré ainsi que les quatre chapelles latérales à la sépulture de l’empereur Napoléon »[59]. L’Assemblée nationale alloue alors un budget de 500 000 francs (AN, F21 738, État de rapport des crédits, Paris, 1841-1849).
- 15 décembre 1840 : cérémonie du retour des cendres de l’Empereur[26].
- 13 avril 1841 : annonce à la chambre des députés de l’ouverture d’un concours pour l’édification du tombeau de Napoléon, à l’occasion du vote des crédits destinés à la construction[39].
- 22 mars 1842 : à l’issue du concours, le projet de Louis Visconti est retenu[49].
- Décembre 1842 : l’autel paroissial est avancé dans la nef de l’église des soldats en conséquence de la construction de l’entrée du tombeau à l’arrière du maître-autel. Les autels sont dès lors disjoints, modifiant le discours et la stratification ancienne du lieu[60].
- 1843 : Visconti demande davantage de crédits. Un projet de loi pour financer le projet est voté à la Chambre des pairs le 26 mai. Visconti obtient 1 500 000 francs supplémentaires. La chambre précise la modification du culte inhérente à la construction : « l’église actuelle des Invalides se trouvera diviser en deux parties distinctes, l’une, celle au nord destinée au service ordinaire du culte ; l’autre, celle au sud, entièrement réservée au silence du tombeau »[61].
- Entre 1843-1847 : Visconti enrichit le tombeau d’un programme sculpté incluant[56] :
  - À l’entrée de la crypte, deux génies funèbres en bronze portant les insignes impériaux et réalisés par le sculpteur Francisque Duret.
  - Contre les douze colonnes délimitant la galerie circulaire, douze allégories de la Victoire ailées en marbre commandées au sculpteur James Pradier.
  - Dans la galerie circulaire, dix bas-reliefs en marbre blanc représentant l’œuvre civile de l’Empereur.
  - Au rez-de-chaussée, un maître-autel en marbre noir d’Isère.
- 1844 : les tombeaux de Duroc, surnommé « l’ombre de l’Empereur » car chargé de sa sécurité, et du général Bertrand, homme de confiance de Napoléon à Sainte-Hélène, sont édifiés à l’entrée de son tombeau. Les tombeaux, en dolérite verte, sont construits par Visconti de part et d’autre du passage reliant le Dôme à l’église des soldats afin de ne pas déroger au principe d’isolement du tombeau impérial.
- 13 avril 1845 : loi autorisant le transfert des dépouilles des maréchaux Bertrand et Duroc.
- 5 mai 1847 : Louis-Philippe Ier préside la cérémonie du transfert des dépouilles de Duroc et Bertrand.
- Mars 1848 : la Deuxième République charge le ministre de l’Intérieur Ledru-Rollin de statuer sur la nécessité de dépenser davantage pour les travaux. La commission reproche notamment le choix du quartzite rouge de Carélie au lieu d’un marbre français comme il était préconisé dans le projet initial. Visconti doit renoncer à l’élévation de la statue équestre de Carlo Marochetti dans la cour d’honneur (AN, F21 739, Rapport de Charles Blanc, Paris, 1849). Malgré la réticence du rapport de Ledru-Rollin, les travaux reprennent à la faveur de l’ascension politique de Louis-Napoléon Bonaparte[62].
- Fin 1849 : les dépenses pour la construction s’élèvent à 1 997 455,50 francs. Il ne reste donc que 2 554, 50 francs sur les 2 millions alloués en 1841 et 1843. Visconti écrit au ministère pour obtenir davantage de crédits. Il constate : « Tout est commencé, rien n'est achevé »[63]. Il obtient 2,119 millions de francs supplémentaires pour terminer les travaux, les fonds sont répartis sur quatre ans (AN, F21 738, Etat de rapport des crédits, Paris, 1841-1849). La construction du tombeau aura donc coûté plus de 4 millions de francs au lieu des 500 000 envisagés en 1841.
- 1851 : installation des bas-relief sculptés par Auguste Dumont et François Jouffroy et édification de la cella conçue pour abriter les reliques de l’Empereur[64].
- 1852 : les balustrades et les tribunes du Dôme sont retirées (AN, F21 729, lettre de Visconti au ministre de l’Intérieur, 12 janvier 1852).
- 1853 : création du baldaquin[65].
- Avril 1853 : Napoléon III renoue avec un projet écarté par Louis-Philippe Ier pour des raisons de politique dynastique, de construire un tombeau à Saint-Denis et confie à Viollet-Le-Duc l’étude d’un caveau dynastique à Saint-Denis[62].
- 5 mai 1853 : la cérémonie d’inauguration aurait dû avoir lieu la date anniversaire de la mort de l’Empereur, mais les travaux n’étant pas terminés, elle est annulée[62].
- 15 août 1853 : fête de la Saint Napoléon sur l’esplanade des Invalides[62].
- 29 décembre 1853 : décès de Louis Visconti. Son projet de tombeau aux Invalides est écarté au profit du projet de caveau dynastique à Saint-Denis[62].
- 2 avril 1861 : le corps de Napoléon quitte la chapelle Saint-Jérôme où il reposait depuis 1841 pour intégrer le tombeau des Invalides[62]. Sa tête est orientée au sud et ses pieds au nord dans les cinq cercueils à l’intérieur du sarcophage.
- 1862 : L'hôtel des Invalides est classé au titre des Monuments Historiques[66].
- 1873 : projet de mise en place d’une séparation entre l’église et le Dôme. Une grille en verre est alors installée, permettant de marquer nettement l’espace consacré et l’espace désacralisé. La symbolique de l’église et du Dôme, devenu tombeau, change, passant d’une « Trinité qui scelle l’alliance du trône et de l’autel »[67] depuis Louis XIV, à une dichotomie entre le sacré, dans l’église et le profane, sous le Dôme.

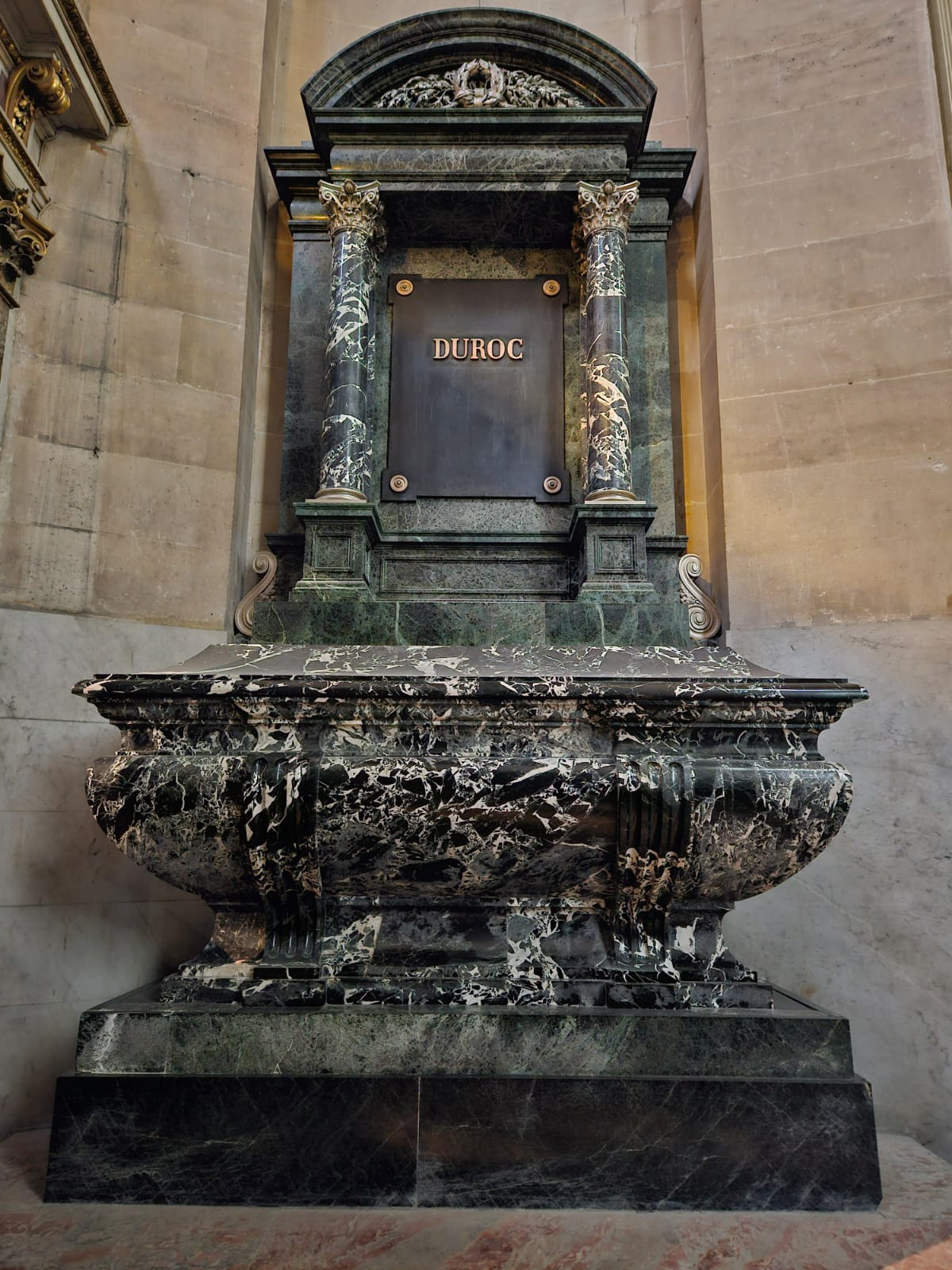
Le tombeau de Duroc.
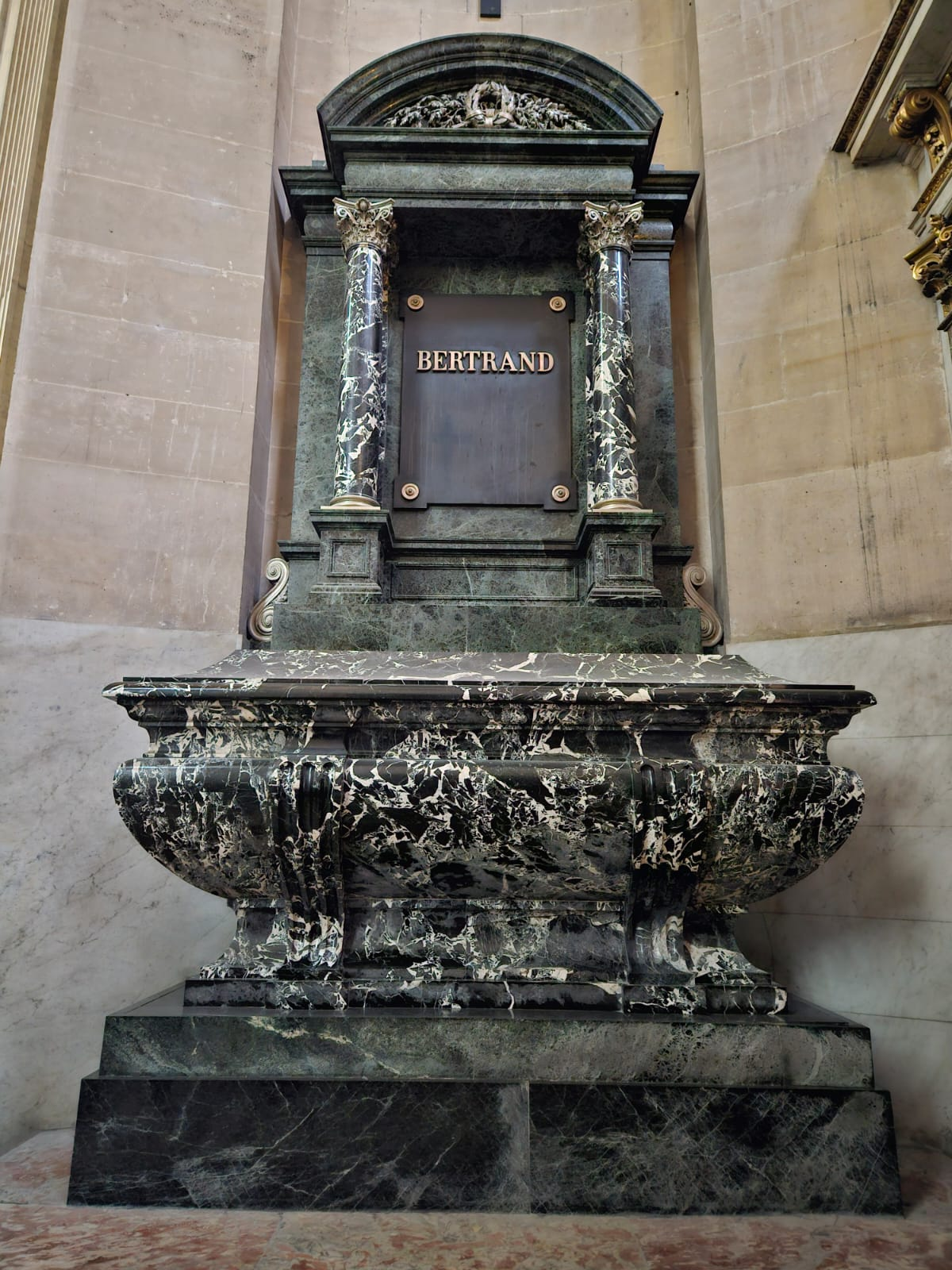
Le tombeau de Bertrand.
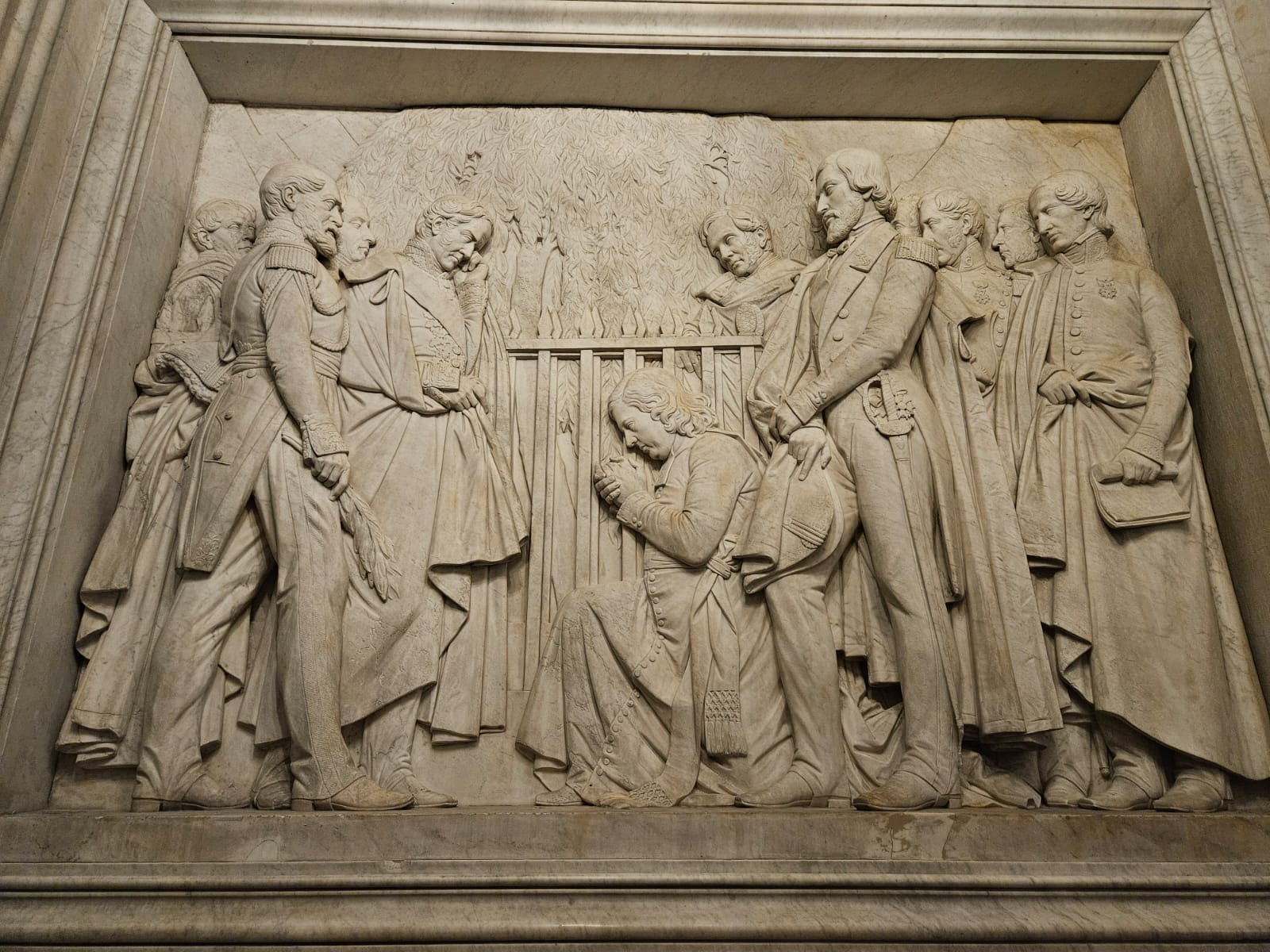
Le prince de Joinville présidant l'exhumation des cendres à Sainte-Hélène le 15 octobre 1840, Auguste Dumont, 1851.
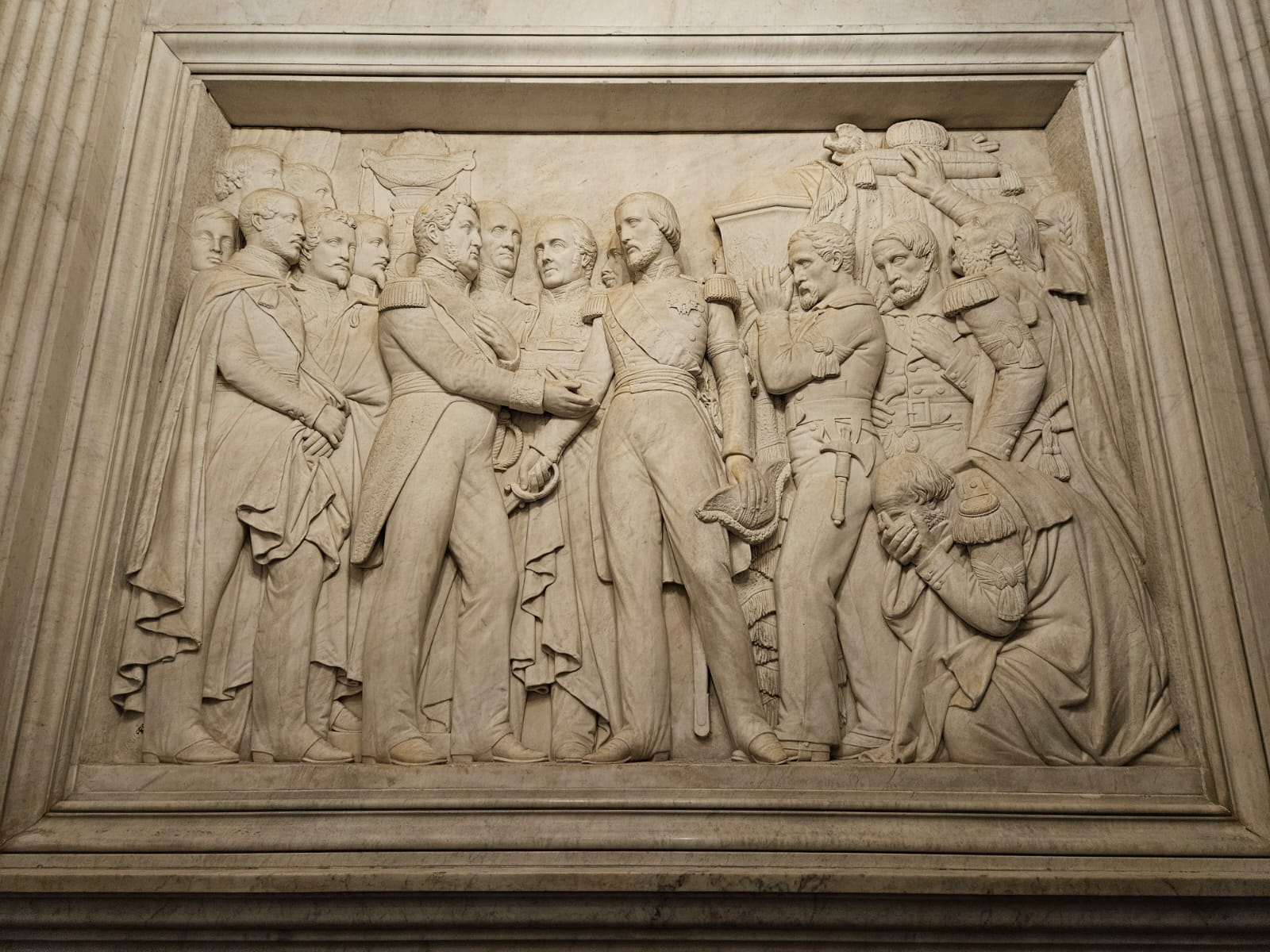
Le prince de Joinville remettant la dépouille de Napoléon à Louis-Philippe aux Invalides, François Jouffroy, 1851.

## Description du tombeau

### Le caveau des gouverneurs
Le caveau des gouverneurs est un espace souterrain, situé sous l’actuel autel et la nef de l’église des soldats. Cet espace a été édifié pendant le règne de Louis XIV, lors de l’édification de l’ensemble, afin d’accueillir les dépouilles des gouverneurs des Invalides. Une place importante leur est accordée car ils sont considérés comme les représentants du pouvoir étatique aux Invalides. En 1794, le caveau est profané et dévasté, les cercueils de plombs sont retirés. La tradition d’y inhumer les gouverneurs est interrompue avant de reprendre sous l’Empire.
Ce lieu revêt une grande importance dans le projet d’édification du tombeau de Napoléon puisqu’il fait partie intégrante du parcours initiatique proposé par Visconti. Ce dernier envisageait de construire une entrée monumentale située dans la cour d’honneur. Une galerie de 80 mètres de long passant sous le sol de l’église, au cœur du caveau des gouverneurs, devait mener à l’entrée du tombeau. Ce projet a particulièrement plu au jury du concours parce qu’il avait l’avantage d’inscrire le tombeau dans l’édifice préexistant, comme demandé, tout en le plaçant dans un lieu particulièrement symbolique.
Toutefois, le projet initial de Visconti a été repensé et l’idée de créer ce long corridor abandonnée. Auguste Rougevin, architecte des Invalides depuis 1832, est chargé de modifier le caveau. Ce dernier présente un projet d’entrée vers le caveau par un escalier à double révolution en 1844. La proposition de Visconti de créer une entrée située au revers de l’autel de l’église des soldats face à l’entrée de la crypte, au revers du maître-autel du Dôme est retenue en 1853, et édifiée par Rougevin par la suite.
Le caveau n’est finalement pas inclus dans le projet initial de Visconti. Cependant, il continue d’exister et est progressivement transformé en panthéon militaire puisque des chefs militaires s’étant particulièrement distingués y sont également enterrés. Cette fonction s’amplifie au cours du temps et sous le règne de Louis-Philippe Ier les obsèques y sont très solennelles. Aujourd’hui, sur les 93 sépultures, 27 sont celles d’anciens gouverneurs. Parmi les personnalités inhumées dans le caveau, le général de Lariboisière et le maréchal Bessières sont présents. Cette fonction perdure jusqu’à aujourd’hui puisque les restes de Rouget de Lisle ont également rejoint le caveau en 1915. En outre, des maréchaux de la Première et de la Seconde Guerre Mondiale y reposent tels le maréchal Fayolle et le général Leclerc. Aujourd’hui le caveau des gouverneurs n’est pas ouvert à la visite, mais un petit oculus construit à l’extrémité du caveau est visible depuis la nef de l’église.

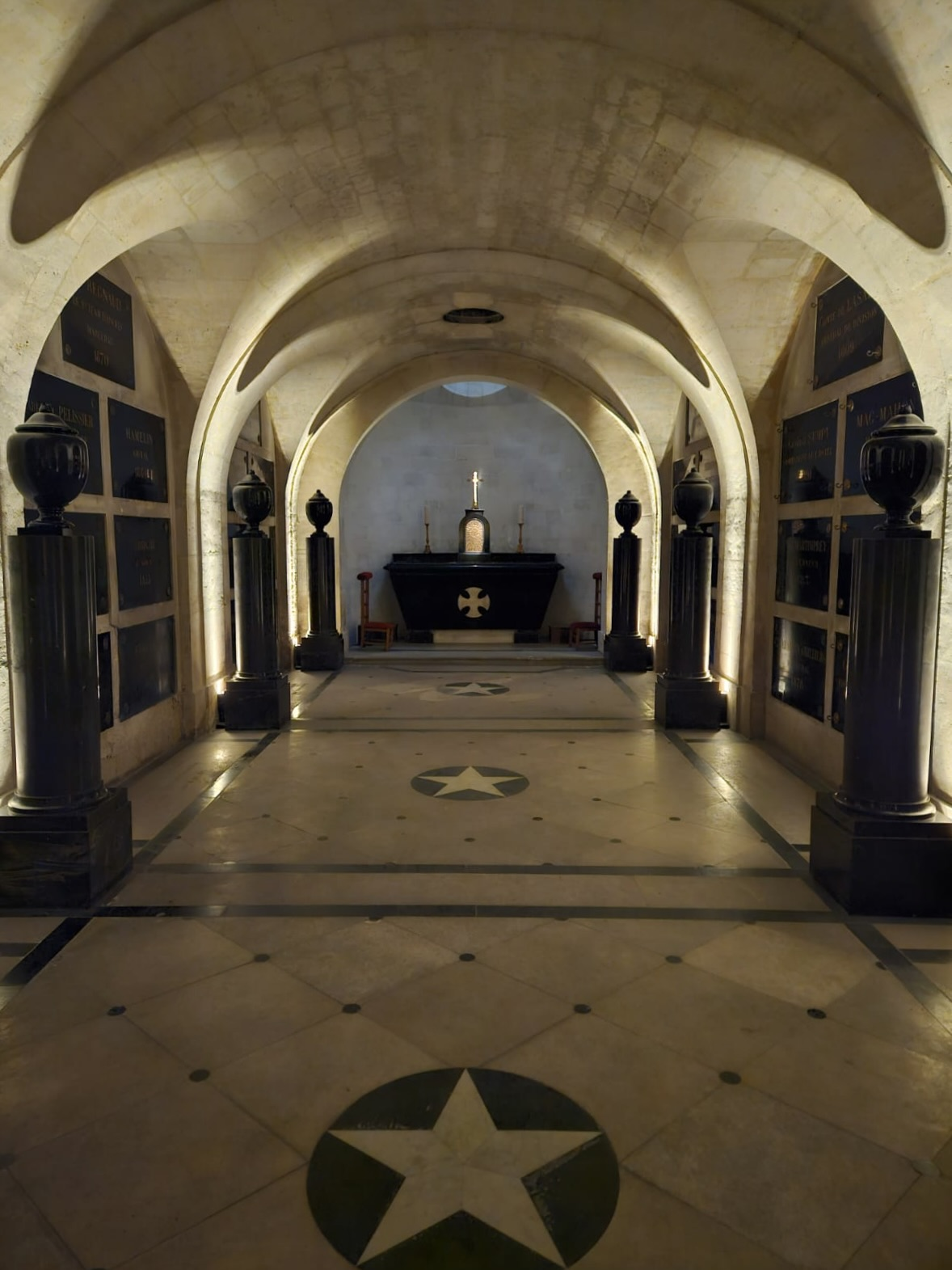
Vue intérieure du caveau des gouverneurs.
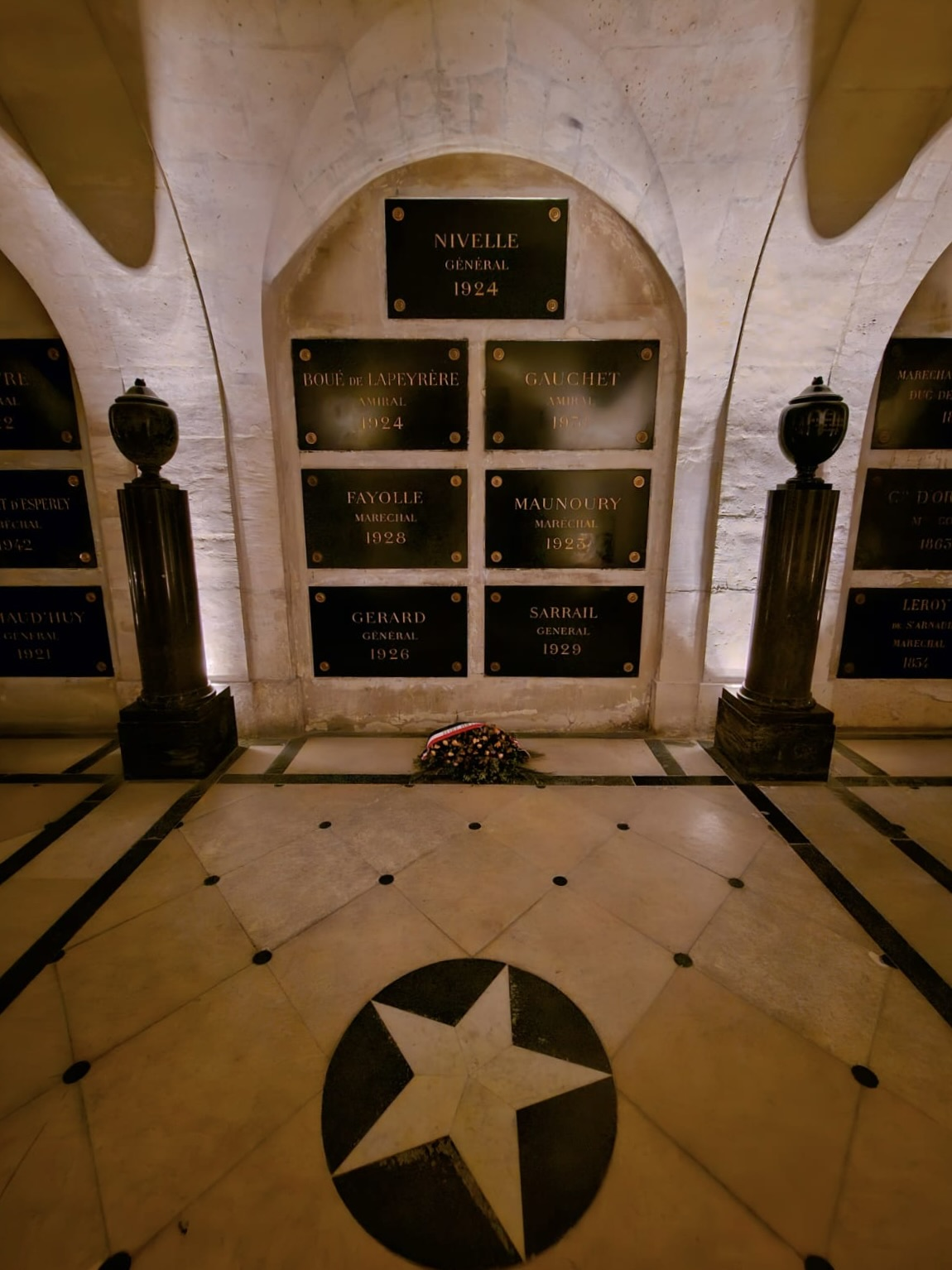
Exemples de caveaux, en particulier celui du maréchal Fayolle, à l'intérieur du caveau des gouverneurs.
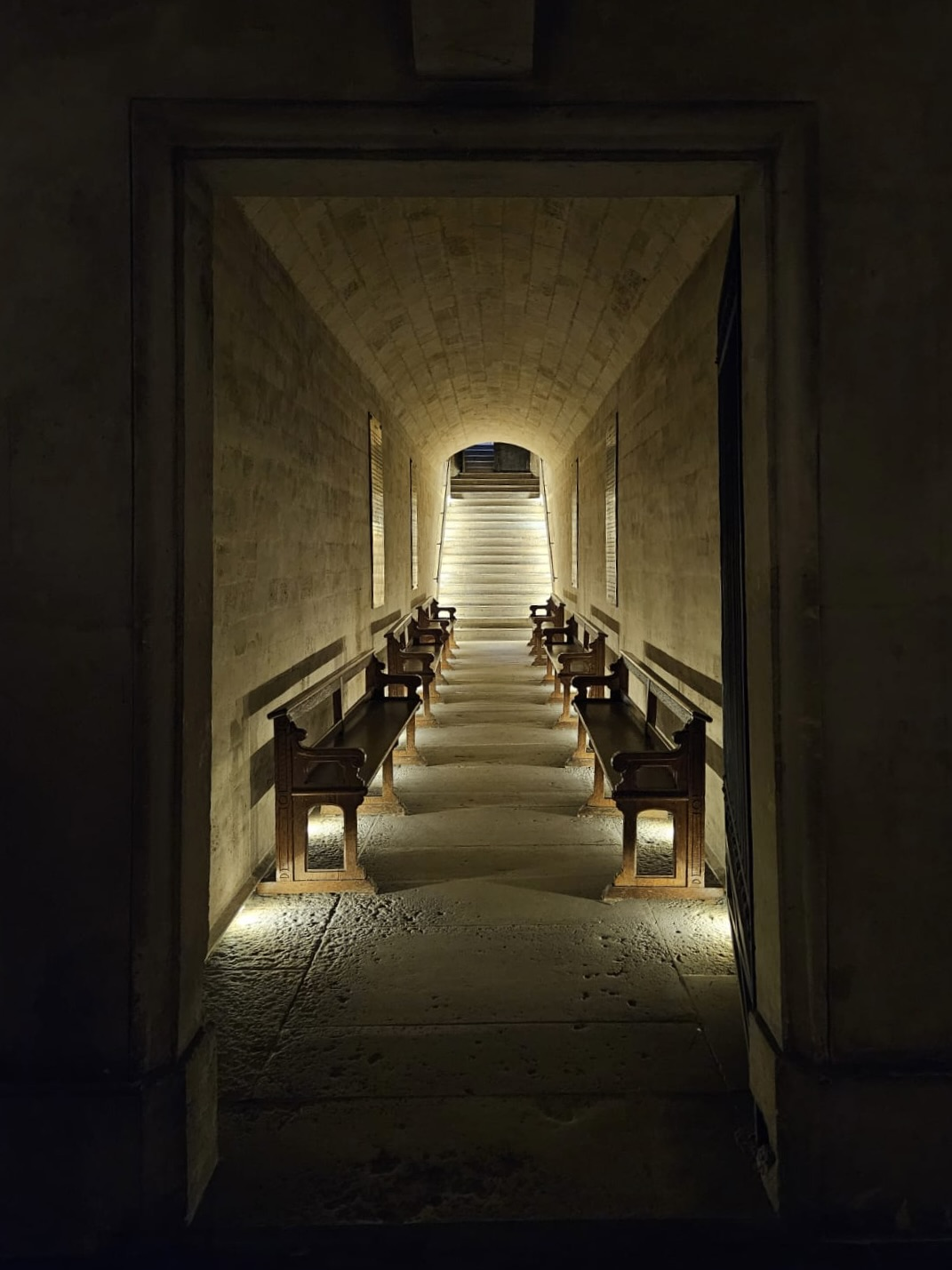
Couloir du caveau des gouverneurs vue depuis l'intérieur du caveau.

### Le baldaquin

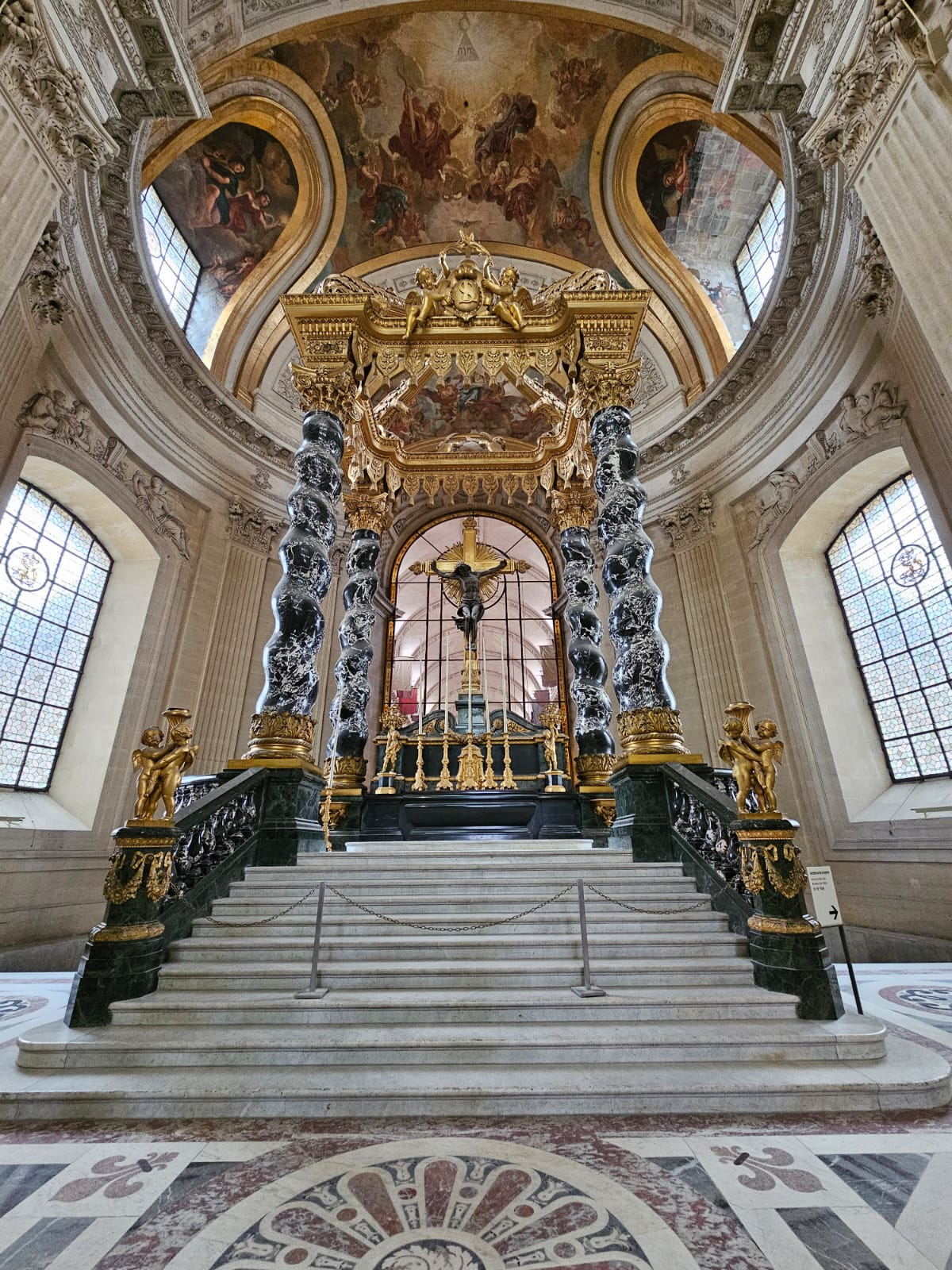
Baldaquin de l'Eglise du Dôme des Invalides, bronze et marbre noir et blanc de Saint-Girons, style néo-baroque.

Un baldaquin en marbre de style néo-baroque marque visuellement, depuis le rez-de-chaussée du Dôme, l'entrée du tombeau de l'Empereur. Il reprend la structure du baldaquin de Saint-Pierre de Rome, conçu par Le Bernin. Érigé par Visconti en 1853, le baldaquin se distingue par son architecture et sa haute élévation vers le Dôme. De plan carré, il est constitué de quatre colonnes torses venant soutenir une imposante architrave. Le baldaquin est richement décoré et l’on y trouve l'aigle impériale, les couronnes de laurier, et les lettres « N » entrelacées. Le baldaquin incorpore également d'autres éléments à connotations plus religieuses : des anges en cèdre doré sculptés par Jean-Jacques Feuchère, des guirlandes de fleurs et deux croix dont celle du maître-autel abritée sous le baldaquin,. Le Christ en bronze sur la croix du maître-autel a été réalisé par Henry de Triqueti,.
Ce baldaquin est en réalité le quatrième baldaquin construit aux Invalides, les précédents ayant été détruits. Le baldaquin de Visconti remplace celui construit par Paul-Thomas Bartholomé, détruit à l’occasion de la cérémonie du retour des cendres et de la création du tombeau. Le baldaquin de Visconti est un marqueur de tombe qui reprend l'emplacement des précédents baldaquins. Il magnifie le tombeau et souligne la grandeur de l'Empereur, tout en répondant aux besoins de maintenir un maître-autel. Deux escaliers, construits de part et d'autre du baldaquin, conduisent le visiteur à l’entrée de la crypte.

### L'entrée monumentale
L'entrée de la crypte du tombeau est marquée par deux génies funèbres en bronze sculptés par Francisque Duret entre 1842 et 1853. Ces figures portent les insignes impériaux – la couronne, la main de justice, le globe terrestre et l'épée – symboles du pouvoir civil et militaire. Depuis 1847, les tombeaux des généraux Duroc et Bertrand encadrent l'entrée, témoignant de leur dévouement à Napoléon jusqu'à la fin.
À l'entrée de la galerie circulaire, deux bas-reliefs sculptés par Auguste Dumont et François Jouffroy évoquent les grandes étapes du retour des cendres de Napoléon en 1840. Le premier, signé Dumont, représente le prince de Joinville, fils de Louis-Philippe, présidant à l'exhumation de l'Empereur sur l'île de Sainte-Hélène. Autour de lui, ses compagnons de voyage se recueillent sous des saules pleureurs, rappelant la vallée du Géranium, lieu d'inhumation de Napoléon en 1821. Le deuxième bas-relief, œuvre de Jouffroy, illustre l'arrivée des cendres aux Invalides et leur réception solennelle par Louis-Philippe, dans un geste politique fort visant à rassembler la nation autour de la mémoire impériale.
Le vestibule de la crypte mène à un couloir, vestige des fondations du Dôme édifié à la fin du XVIIe siècle. Ce passage dessert deux caveaux : le premier abrite les sépultures de quatorze victimes de l'attentat contre Louis-Philippe en 1835 ; le second accueille plusieurs membres de la famille Bonaparte, dont Jérôme Napoléon Charles Bonaparte. On y trouve également les urnes contenant les cœurs du général Charles Leclerc, époux de Pauline Bonaparte, et de leur fils Dermide. Plus récemment, en 2021, le général Charles Gudin, mort lors de la campagne de Russie, a été inhumé après le rapatriement de sa dépouille.

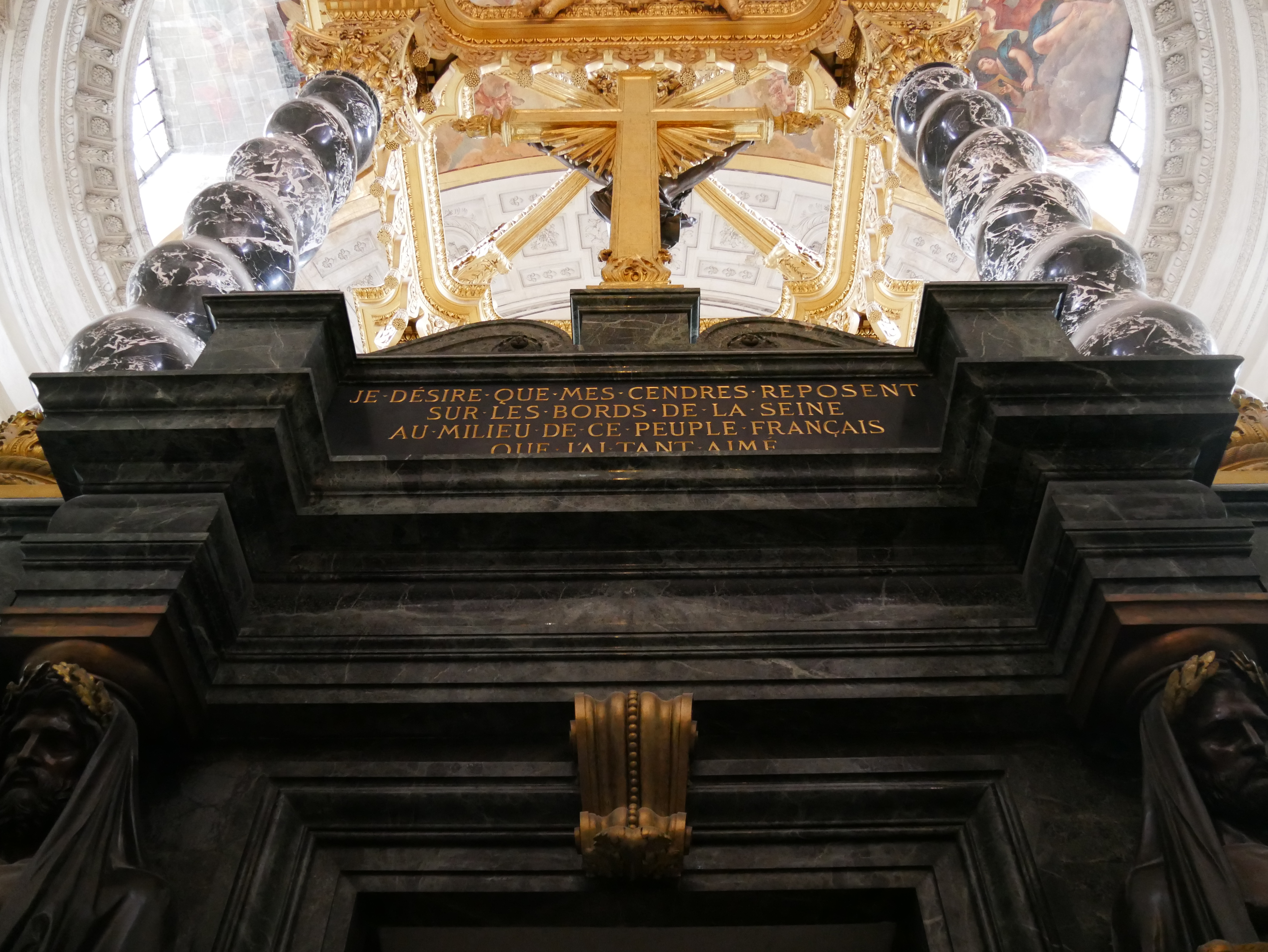
Extrait du testament de Napoléon Ier au-dessus de l'entrée monumentale de la crypte.
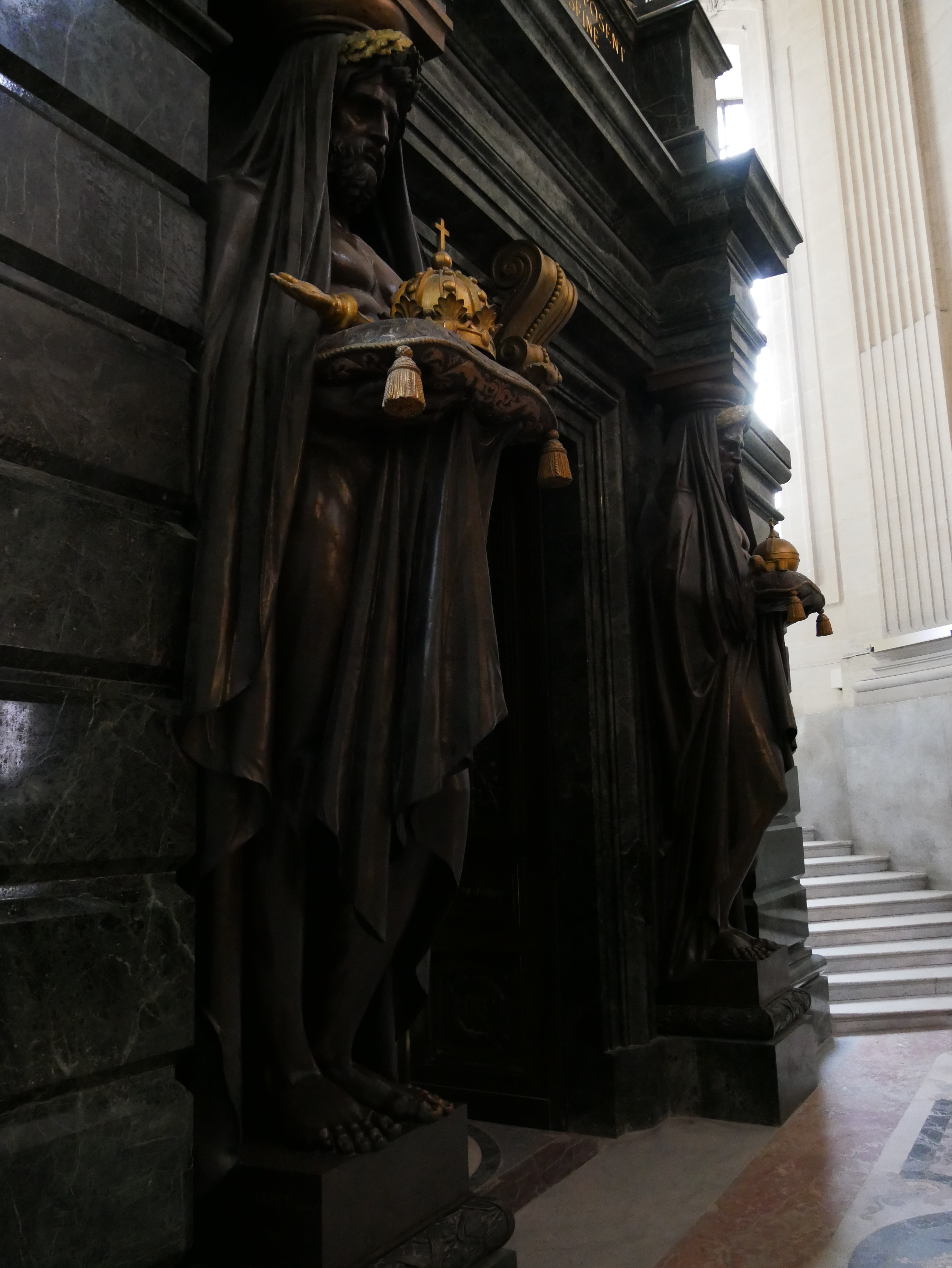
Les génies funèbres gardant l’entrée monumentale de la crypte du tombeau de Napoléon Ier, vue d’ensemble.
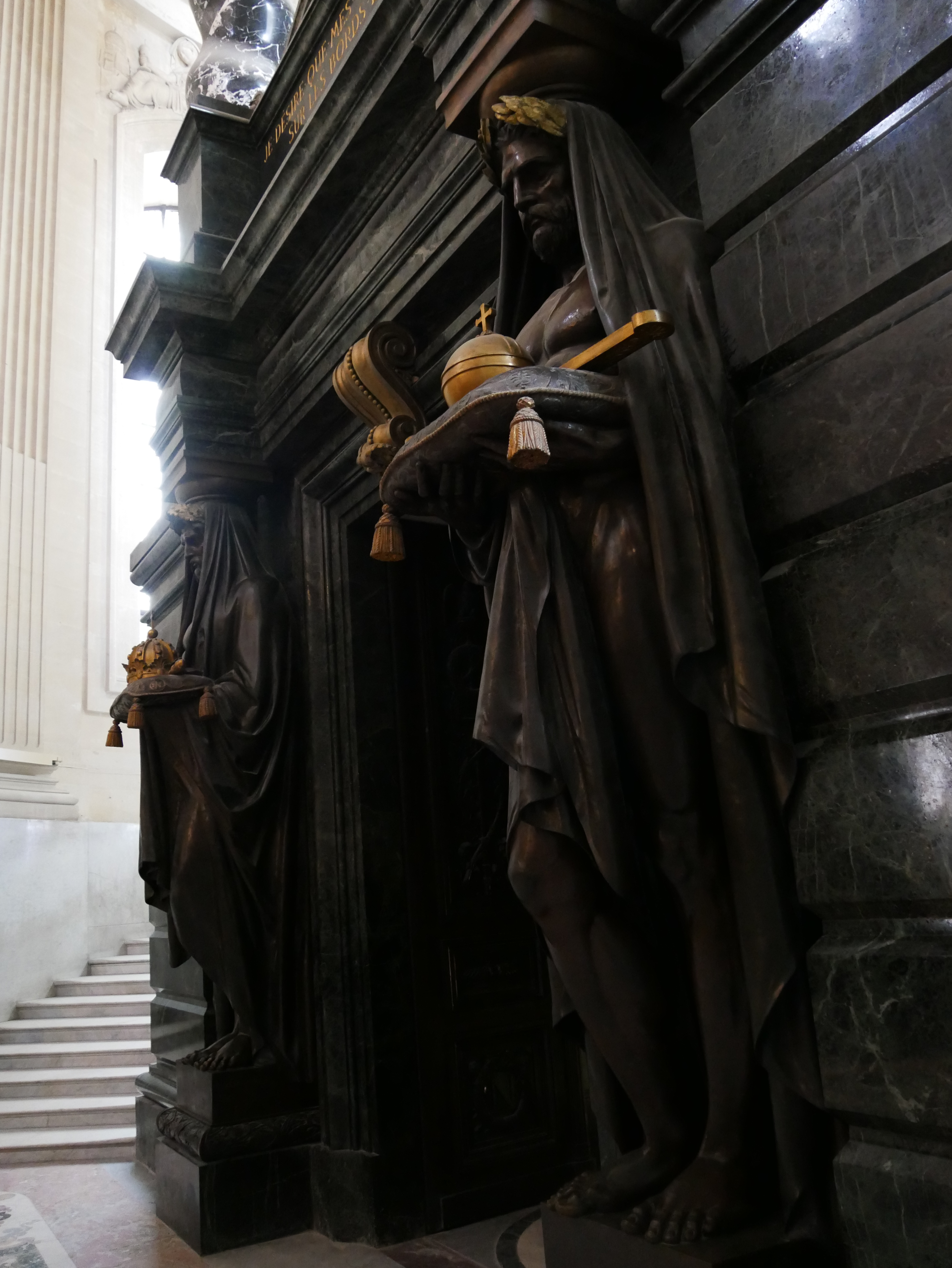
Autre vue globale de l'entrée monumentale du tombeau de Napoléon Ier
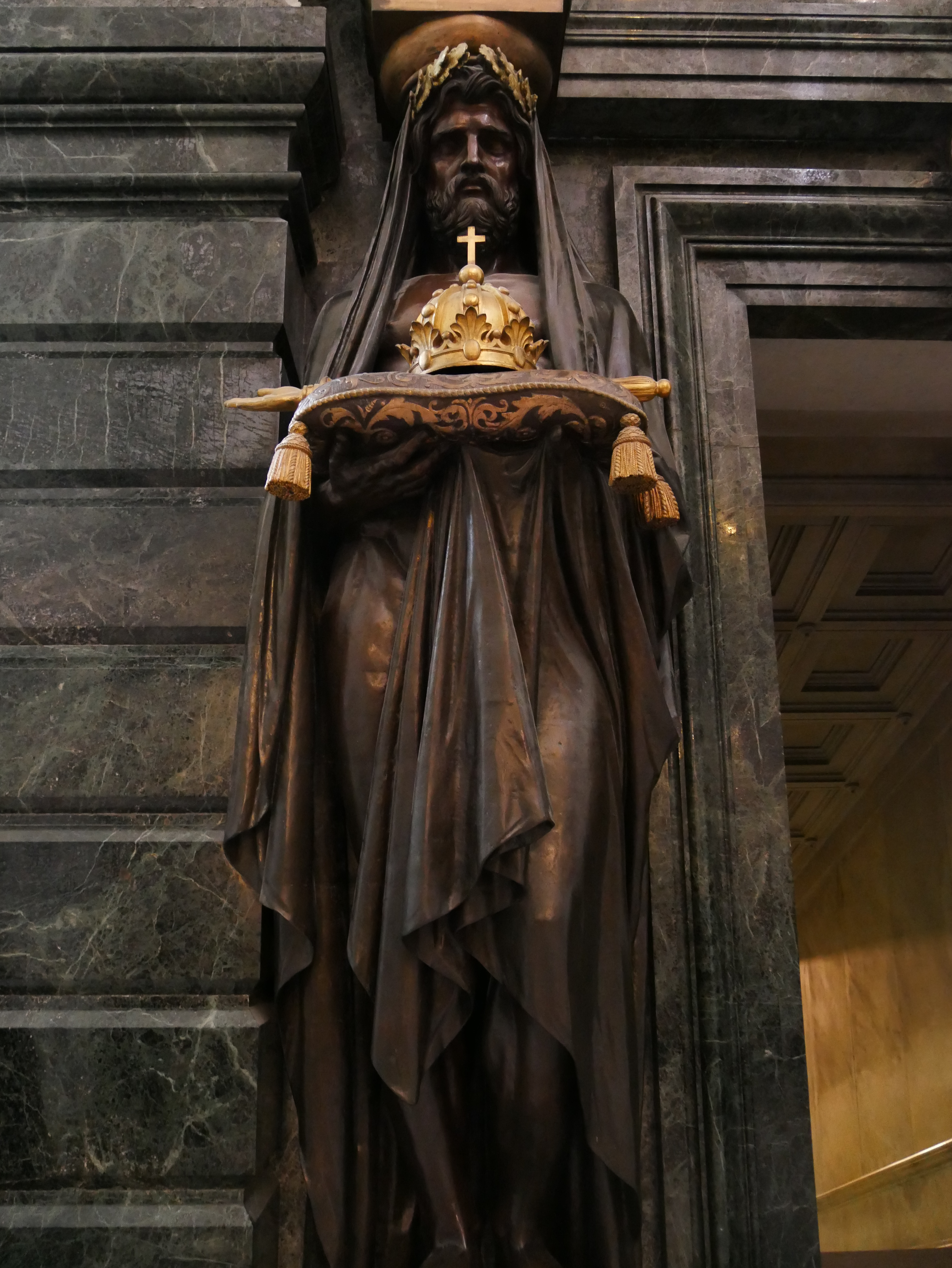
Génie funèbre gardant l’entrée monumentale de la crypte du tombeau de Napoléon Ier (à gauche)
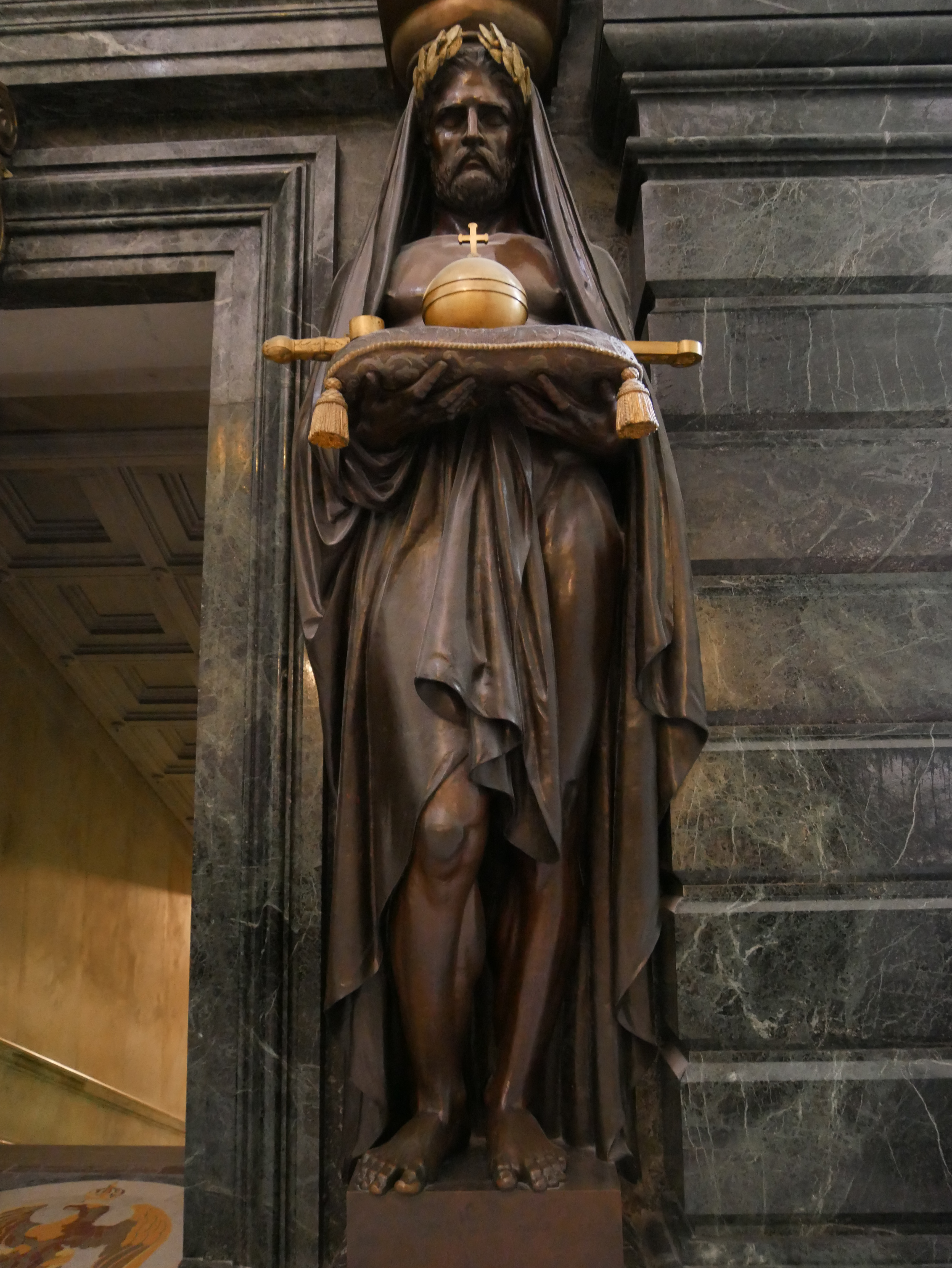
Génie funèbre gardant l’entrée monumentale de la crypte du tombeau de Napoléon Ier (à droite).

### La crypte ouverte

#### Le sarcophage
Le sarcophage de Napoléon Ier, placé au centre de la crypte, doit initialement être réalisé en porphyre. En effet, Visconti souhaite l'usage de « porphyres » prestigieux, traditionnellement employés pour les sépultures des empereurs romains. Le « porphyre rouge antique » est ainsi envisagé pour la réalisation du sarcophage de l'Empereur, tandis qu'une roche verte, porphyre ou granite, est préférée pour le socle,. Pour les matériaux nécessaires à la réalisation du tombeau, la commission gouvernementale demande cependant que leur extraction provienne de carrières situées sur le territoire national.
Une roche verte sombre provenant du sud des Vosges est finalement choisie pour le socle du sarcophage ainsi que pour son assise circulaire. Les blocs destinés à la fabrication du socle sont extraits d'une carrière de Haute-Saône située sur la commune de Ternuay, au pied du mont Tillet, sur la rive gauche de la vallée de l'Ognon. Malgré les nombreuses recherches menées par Visconti, aucune roche ne semble avoir un aspect similaire au « porphyre antique » qui était envisagé. Un échantillon de roche nommé « porphyre rouge antique de Russie » lui est alors présenté. Sa composition structurelle (dureté, couleur rouge sombre et grain minéral) correspondant pratiquement aux attentes de l’architecte : elle est finalement choisie. La formation géologique de cette roche a été datée grâce aux analyses paléomagnétiques : elle a environ 1,7 milliard d'années et date donc du Protérozoïque inférieur. Il s'agit d'une roche extrêmement ancienne du bouclier fenno-scandinave, qui est aujourd'hui considérée comme l'une des plus anciennes roches sédimentaires connues sur Terre,. Louis Visconti prend la décision d'envoyer une mission en Russie, dirigée par le diplomate Louis-Antoine Léouzon Le Duc (premier traducteur du Kalevala en français en 1846) afin d'identifier le gisement géologique correspondant. C’est en Carélie russe, près de l'agglomération de Chokchu, que ce gisement est découvert sur les rives occidentale du lac Onega, où il fait extraire vingt-neuf blocs de porphyre russe pour les acheminés à Paris. L'un d'entre eux, le plus imposant, permet de réaliser en une seule pièce le couvercle du sarcophage.
Le tombeau de l'Empereur demeure aujourd'hui le seul monument en France réalisé en quartzite rouge provenant des rives du lac Onega. Cette roche étant issue de dépôts sédimentaires marins parmi les plus anciens encore visibles à la surface de la Terre, ce choix pourrait symboliser l'éternité, volontairement ou non, et inscrire un message codifié dans la conception du tombeau, fruit du hasard ou d'une intention réfléchie.
La dimension titanesque du sarcophage de Napoléon s’explique par le nombre de cercueils qu'il renferme : cinq cercueils en tout, un en fer-blanc, un en acajou, deux en plomb et un en ébène. Ces derniers s’emboitent tour à tour autour du corps, contenant le cœur ainsi que l’estomac.
Les dimensions du sarcophage :
- Premier socle : la longueur est de 4,76m, la largeur est de 3,06m et la hauteur est de 0,46m.
- Deuxième socle : la longueur est de 3,81m, la largeur est de 2,11m et la hauteur est de 1,16m.
- Socle basale de porphyre du sarcophage : la largeur est de 1,72m.
- Base du sarcophage : la longueur est de 3,15m, la largeur est de 1,47m.
- Couvercle du sarcophage : la longueur est de 4,76m, la largeur est de 3,06m et la hauteur est de 0,46m.
- Hauteur totale du sarcophage avec socle : 5m et 5,30m / 5,35m en comptant avec le sommet d’une des deux volutes du couvercle du sarcophage.

#### Le sol en mosaïque

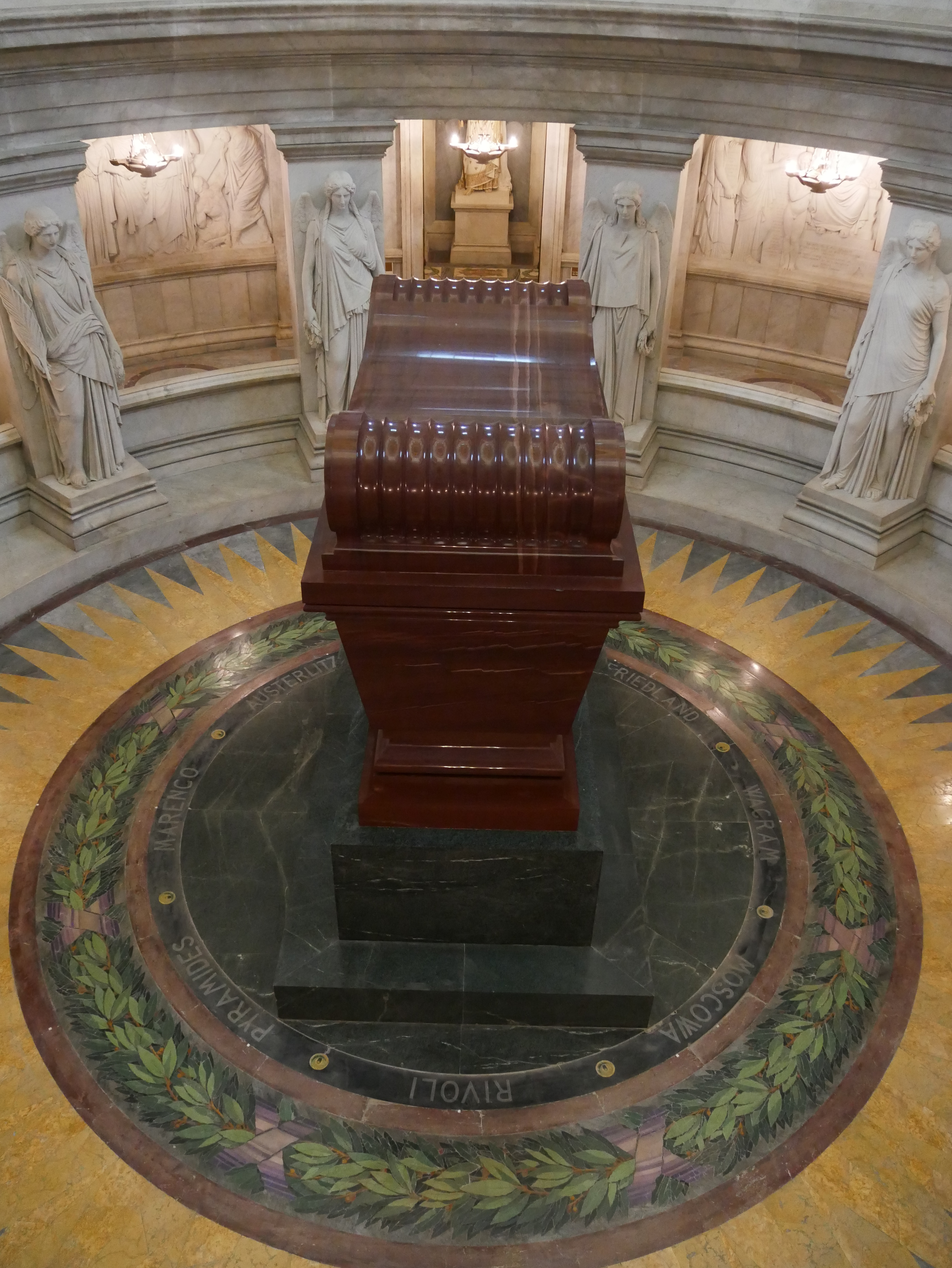
Sol du tombeau de Napoléon Ier

Réalisée en marbres, en pierres ornementales et en émaux par Amilcar Ciuli et Titus Scagnoli, cette mosaïque de forme circulaire présente une composition symbolique riche en références impériales. Un soleil rayonnant entoure une couronne de laurier, symbole de victoire et de gloire. Ce motif, inspiré de l’Antiquité, renforce l’image de Napoléon en souverain guidé par son destin. Sur le sol sont également inscrits les noms de huit des plus grandes victoires militaires de Napoléon, précisant ses exploits stratégiques et rappelant son rôle de conquérant. L’agencement des inscriptions et des motifs participe à la mise en scène du tombeau.
Les matériaux utilisés pour ce revêtement témoignent d’un choix méticuleux, mêlant différentes roches extraites de carrières françaises. La dolérite du sud des Vosges, ainsi que d’autres pierres issues des Alpes, des Pyrénées et du Nord de la France, mettant en valeur les ressources nationales,.

#### LesVictoiresdeJames Pradier

##### Du projet degisantà celui des Victoires

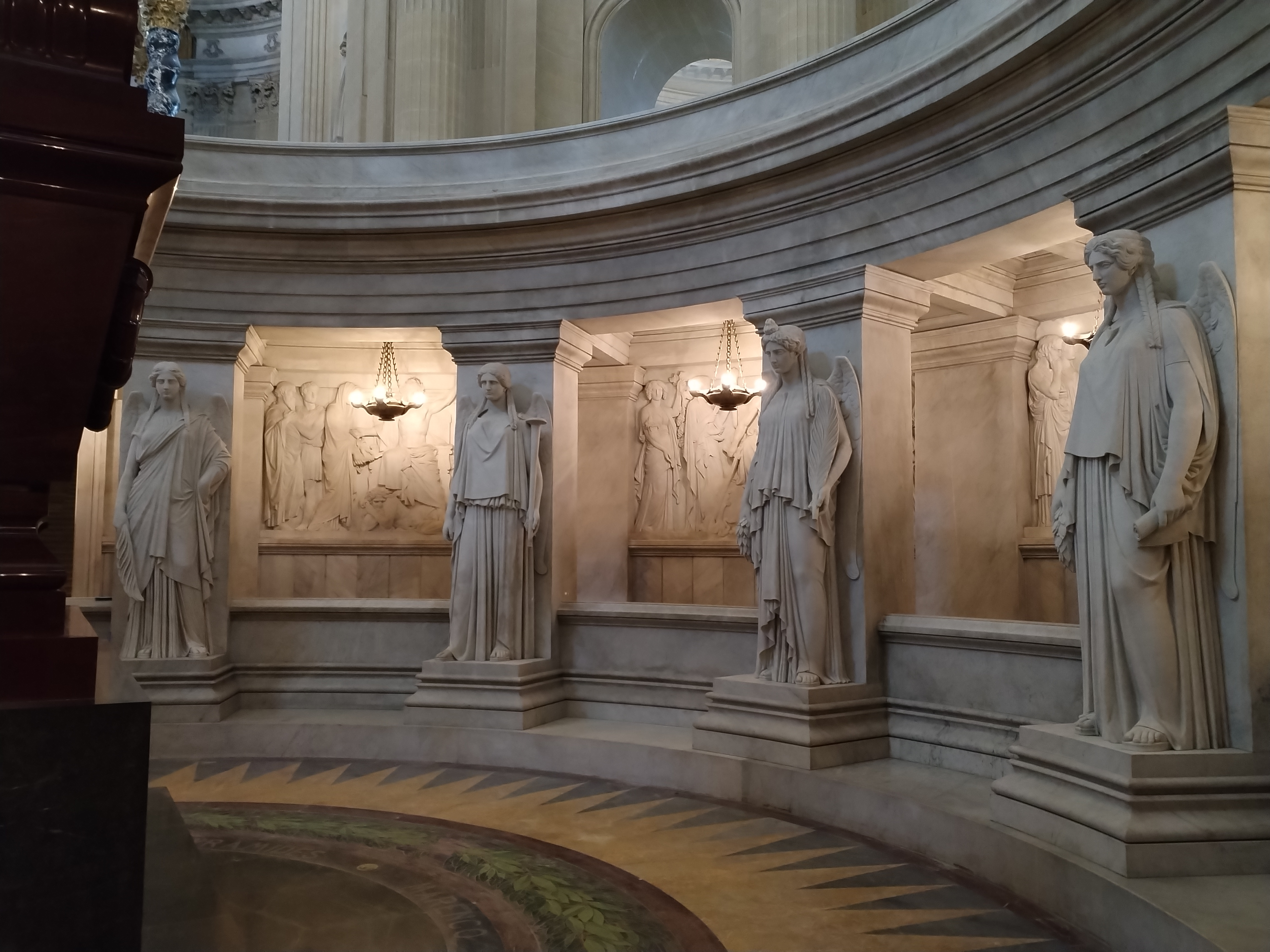
Les Victoires n°1, 2, 3 et 4.

James Pradier ne dépose pas de projet de tombeau pour le concours de 1841. Quel que soit le projet choisi, il souhaite que lui soit confié la réalisation du gisant de l'Empereur qui devra surmonter le tombeau. D'ailleurs, son nom est déjà mentionné pour la réalisation de ce gisant, lequel devait être dessiné par Jean-Auguste-Dominique Ingres, dans une lettre de Prosper Mérimée datée du février 1841. En juillet 1842, après la victoire en janvier de Louis Visconti au concours, Pradier se met en contact avec Henraux, son fournisseur de marbre pour lui fournir un bloc pour le gisant. Cependant, Louis Visconti, qui présente son projet définitif le 16 août 1843, décide finalement de ne pas placer de gisant au-dessus du tombeau, suivant en cela l'avis du comité créé pour le suivi des travaux et dans lequel siègent notamment Jean-Auguste-Dominique Ingres, David d'Angers, Pierre Fontaine et dont Théophile Gautier assure le secrétariat. Néanmoins, le 15 septembre 1843, il confie à Pradier la réalisation de douze allégories féminines ailées et debout qu'il souhaite disposer autour de la crypte. Dès le 17 septembre 1843, Pradier est critiqué dans le journal L'Artiste. D'autres artistes souhaitaient en effet que la commande soit répartie entre plusieurs sculpteurs.
Il faut noter que dans le premier projet de Visconti qui date de 1841, il n'est pas encore question de Victoires mais de colonnes doriques. Ces colonnes évoluent ensuite en pilastres inscrits surmontés par des petites figures ailées en relief comme le montre son projet adopté le 31 décembre 1842. Ainsi, l'idée des Victoires pourrait être le résultat des discussions entre Visconti et Pradier.
Le contrat pour la réalisation des 12 Victoires est écrit par Visconti et Pradier en 1844. La rémunération de Pradier se monte à 240 000 francs qu'il perçoit par plusieurs versements successifs. Il reçoit d'ailleurs un premier versement de 5 000 francs le 9 juillet 1844 pour les dessins des Victoires. Plusieurs de ces études sont conservées dans différents musées : le musée Fabrede Montpellier, le musée du Louvre, l'École nationale supérieure des beaux-arts de Pariset le musée d'art et d'histoire de Genève,,,,,,. Il envoie rapidement ensuite deux modèles aux dimensions finales. Dans sa correspondance, Pradier rapporte les exigences de Visconti en terme stylistique et iconographique : « ces figures du style le plus élevé […] inspiré des cariatides grecques du temple d'Érechtée ou des bas-reliefs des panathénées, auront entre elles une très grande conformité de lignes […] [et] ne devront différer entre elles que par l'expression, l'agencement des draperies, et par quelques attributs ménagés avec adresse de manière à faire reconnaître, s'il est possible, le lieu où la victoire a été remportée, ou bien encore une couronne, une palme, une branche de laurier sont aussi des attributs qui peuvent convenir ». Ces exigences conduisent Pradier à modifier son projet initial où les Victoires étaient davantage dénudées comme l'atteste un dessin conservé au musée Fabre pour finalement adopter un style plus solennel. Contrairement à d'autres artistes, Pradier ne s'est pas rendu au British Museum voir les reliefs du Parthénon amenés en Grande-Bretagne par lord Elgin en 1807 et acquis par le British Museum en 1816, et encore moins en Grèce. Toutefois, l'art grec antique est connu en Europe de l'Ouest par des dessins et des moulages et les reliefs du Parthénon sont moulés dès 1818. Le sculpteur Jean-Baptiste Giraud en possède la série complète qu'il montre aux visiteurs de son hôtel place Vendôme. L'École des Beaux-Arts de Paris et le musée du Louvre en possèdent également.
Visconti exige 12 modèles des Victoires d'une hauteur égale à la moitié de la hauteur finale mais Pradier les livre au tiers de la hauteur. Il confie à deux de ses collaborateurs, Guillaume et Tersa, la tâche d'en agrandir deux aux dimensions finales. Une commission composée de Cavé, Vittet, Visconti, Gatteaux et Nanteuil les acceptent et Pradier commande les marbres à son fournisseur, Henraux, le 15 novembre 1844 : ils arrivent en novembre 1845. Pradier, contrairement à ce qui fût le cas pour la plupart de ses travaux, ne sculpte pas les Victoires sur place mais dans les hangars du Dépôt des marbres situé sur l'Île des Cygnes où il reçoit l'autorisation de s'installer.

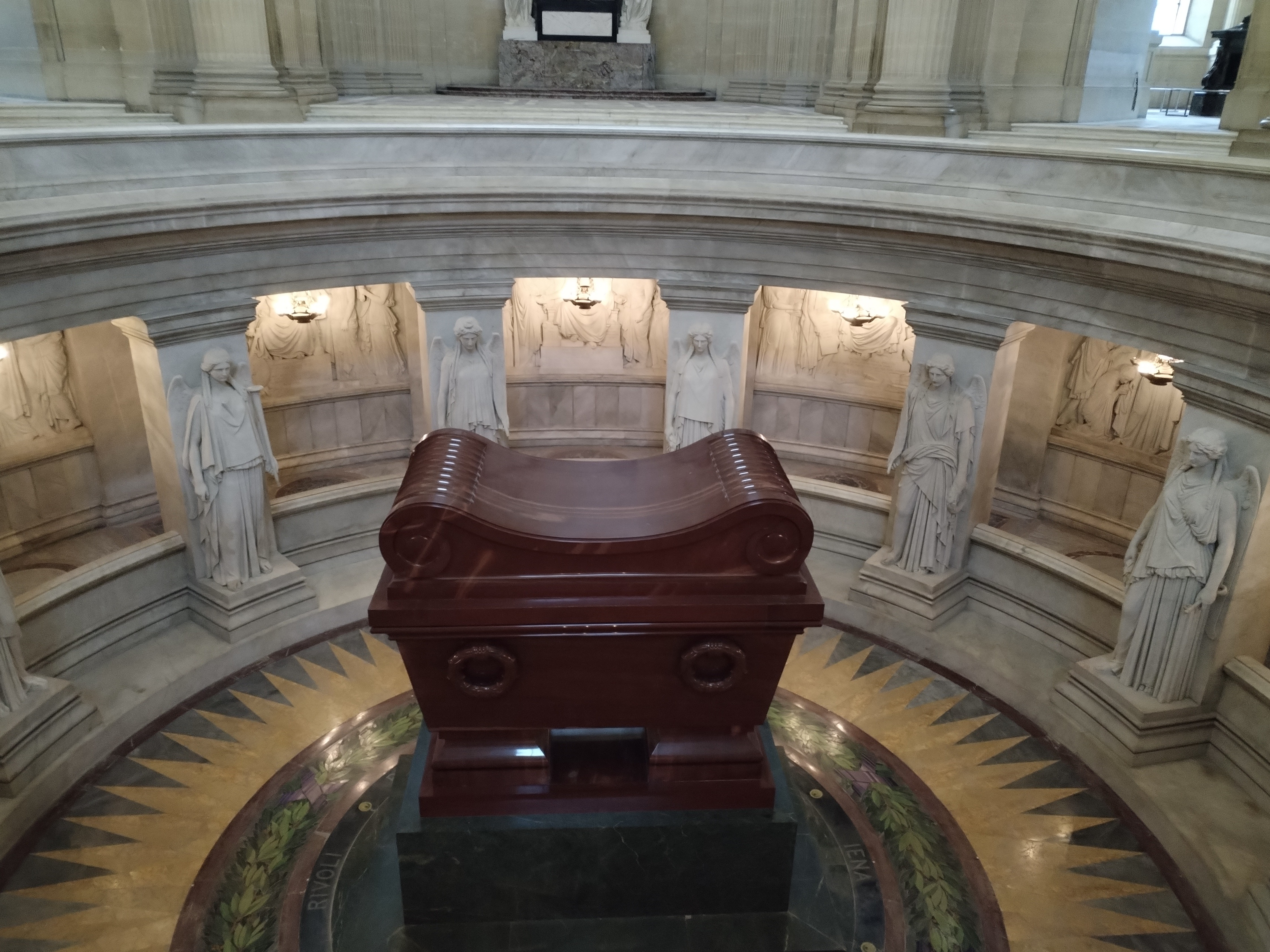
Le tombeau et les Victoires vus du rez-de-chaussée.

##### Un chantier qui s'étale dans le temps
Afin d'accélérer l'entreprise, James Pradier n'attend pas les versements de l'État qu'il sait lent à payer. Il contracte régulièrement des emprunts pour payer ses collaborateurs et tous les ouvriers qui travaillent à la réalisation des Victoires. Cependant, le chantier s'arrête en 1847 faute de crédits : seules cinq Victoires ont été livrées. Le chantier ne redémarre qu'en 1850 après qu'un important crédit complémentaire ait été voté en juin 1850 et que Pradier ait touché 80 000 francs : les sept Victoires restantes sont installées dans la crypte peu de temps après. Le 11 octobre 1850, Pradier demande que les échafaudages soient retirés pour juger de leur effet et exécuter des retouches.
Alors que Pradier considère que les Victoires sont terminées, Visconti exige des retouches au début de l'année 1852. Pradier proteste directement dans une lettre auprès du ministre de l'Intérieur. Il reçoit le dernier versement le 19 février 1852 et meurt le 4 juin 1852. Les retouches demandées par Visconti sont alors exécutées par Eugène-Louis Lequesne en 1853 et lui sont payées 4 000 francs le 20 juin de la même année. Les modèles en plâtre sont détruits.

##### Description des Victoires

###### Caractéristiques communes
Les Victoires sont des statues adossées en marbre mesurant 355 centimètres de haut (seule la Victoire n°5 mesure 350 centimètres). Toutes les Victoires regardent vers le tombeau. Leurs ailes sont plaquées contre les piliers. Elles sont toutes vêtues d'un long péplos tombant jusqu'à terre. La texture des draperies des Victoires est finement travaillée par Pradier. Si de loin le marbre paraît lisse, la surface est en fait animée par des stries horizontales ou obliques qui suivent le mouvement des plis. Seules les pointes des pieds sont visibles dépassant des draperies et enserrées dans des sandales aux semelles épaisses. Les Victoires sont en appui sur une jambe et le pied opposé à la jambe d'appui est systématiquement déporté en avant et sur le côté. Aucune Victoire n'est signée.
Pour Claire Maingon, « les Victoires ne sont pas des figures de deuil et de douleur, comme les fameuses pleureuses, mais les reflets de la gloire impérieuse, impériale et immortelle ».

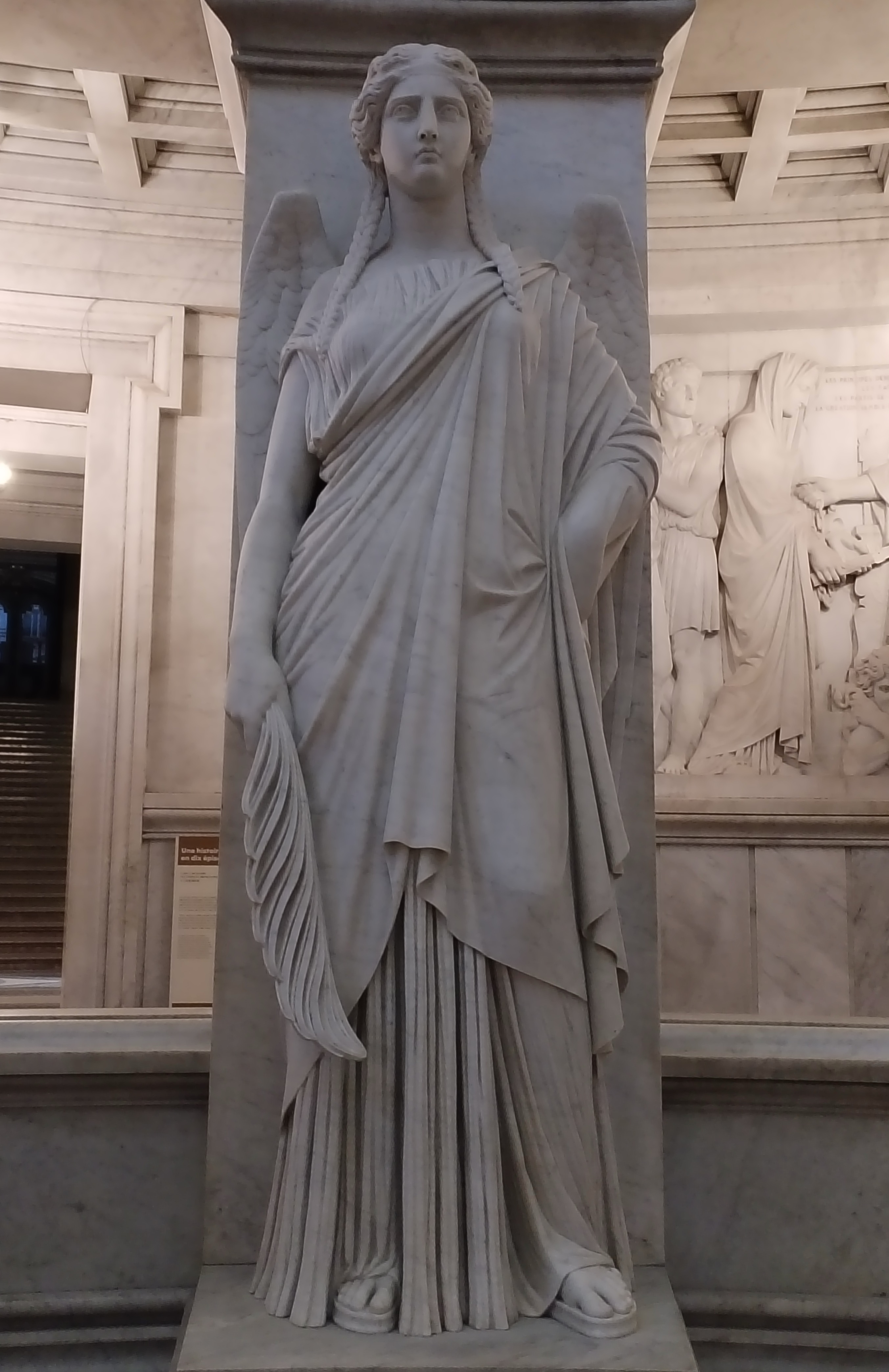
Victoire n°1
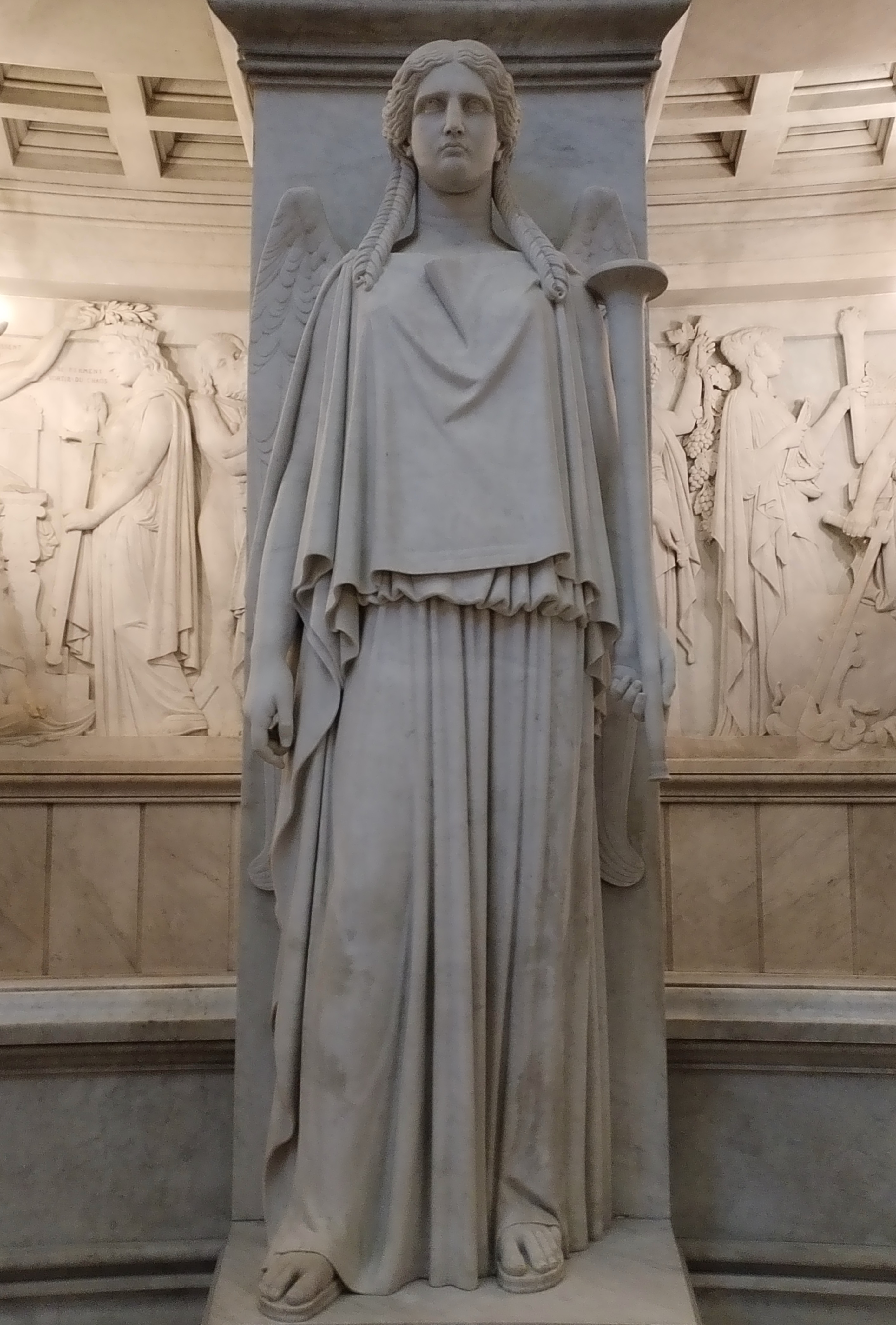
Victoire n°2
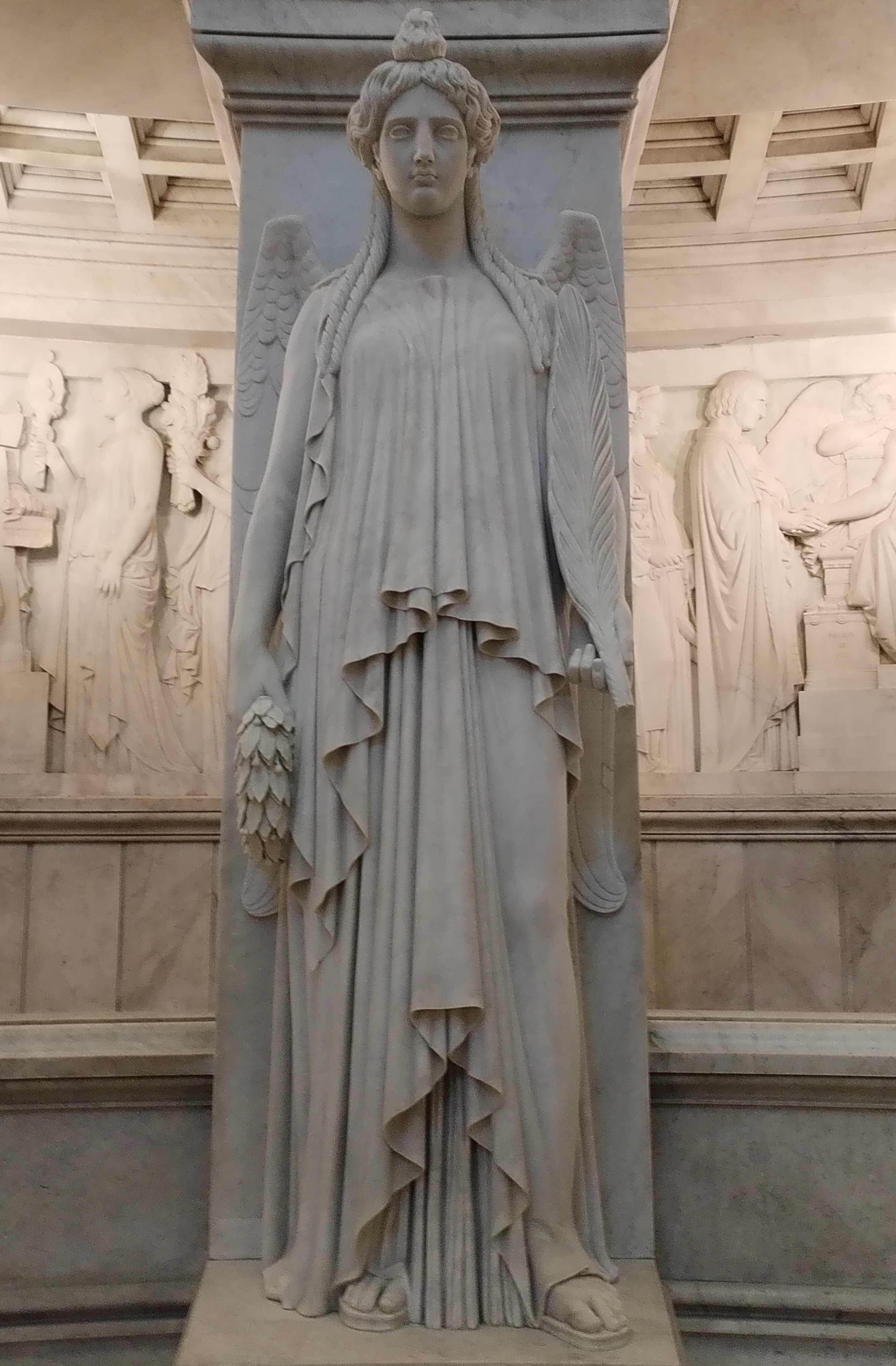
Victoire n°3
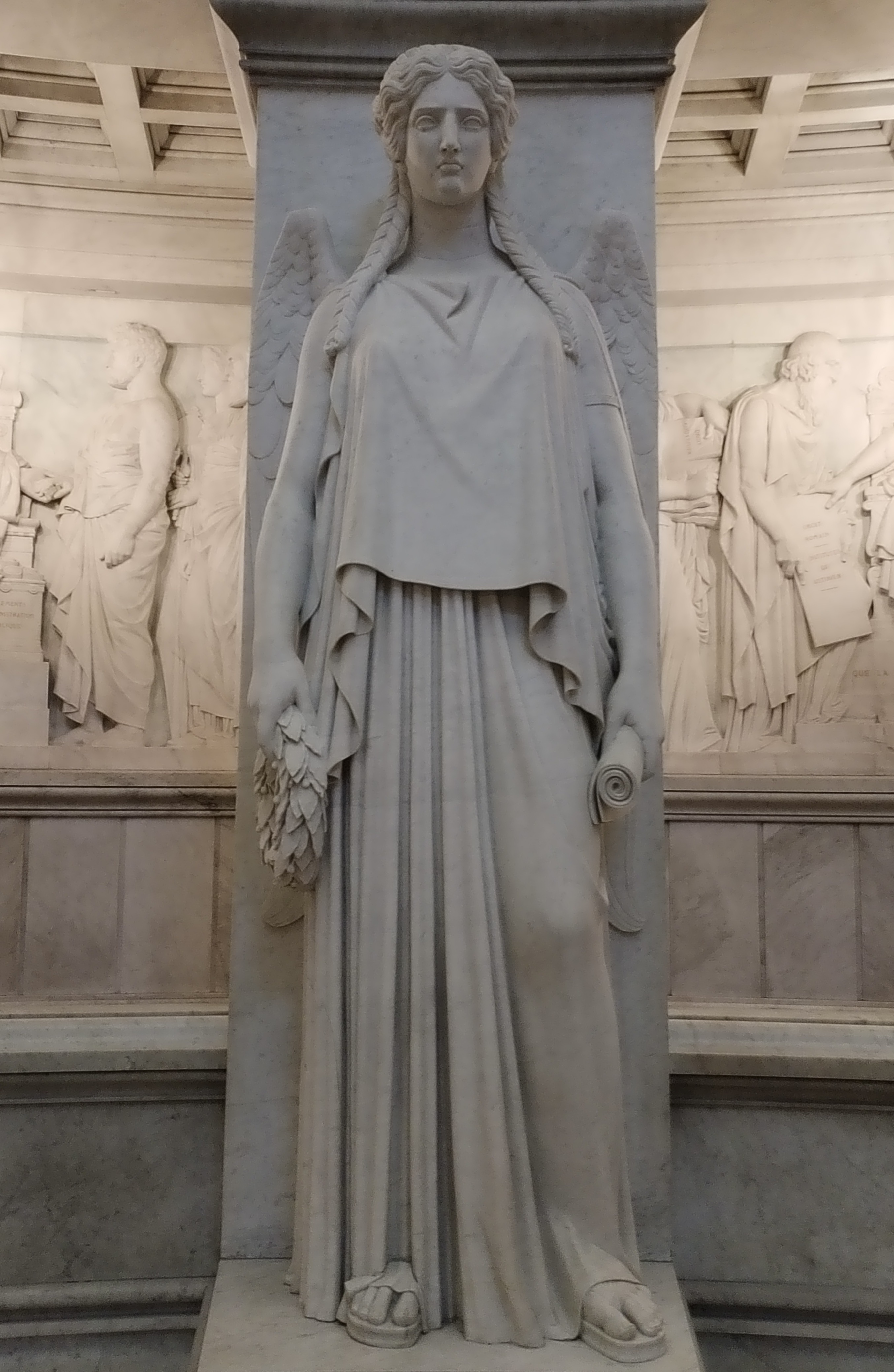
Victoire n°4
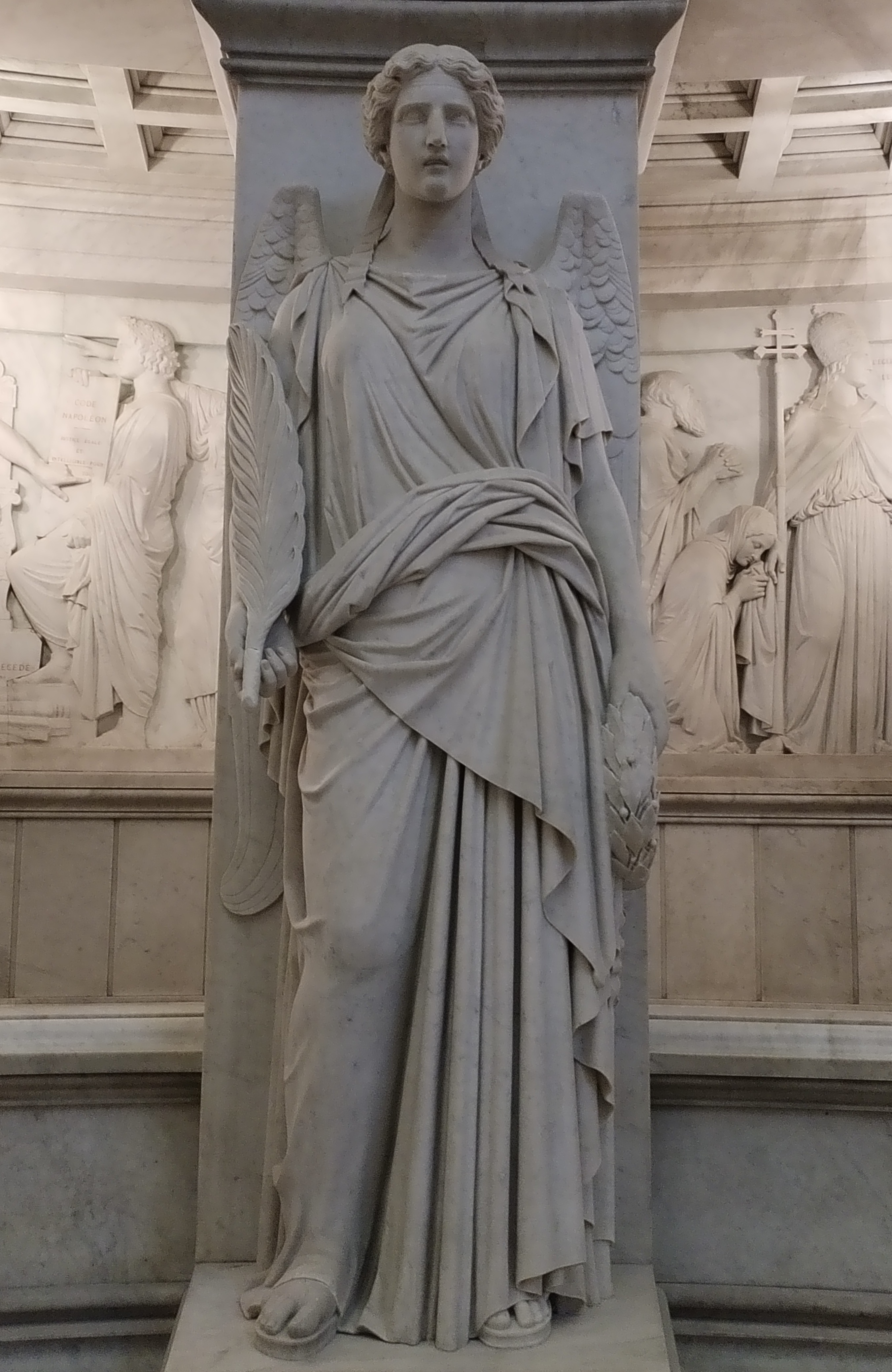
Victoire n°5
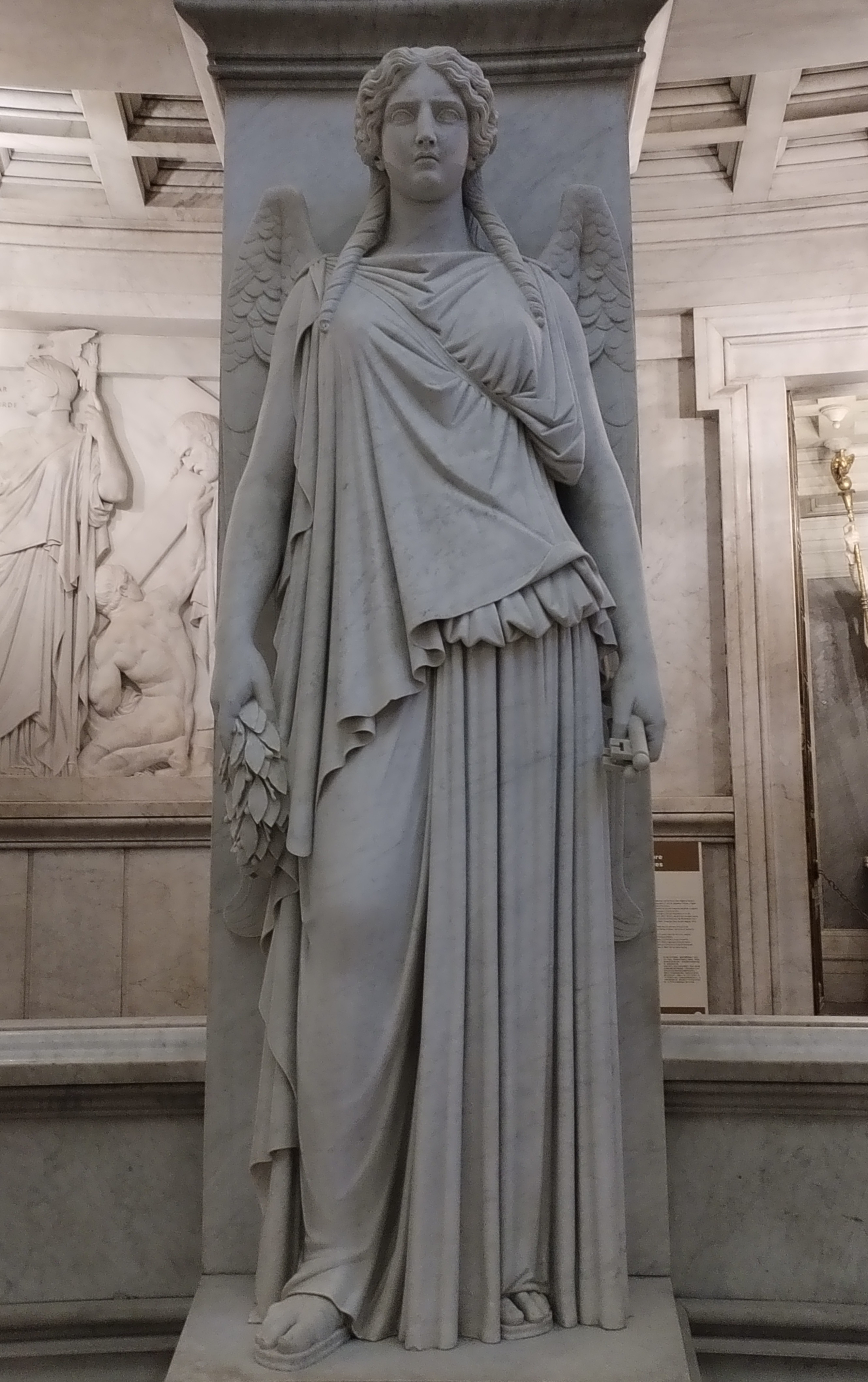
Victoire n°6
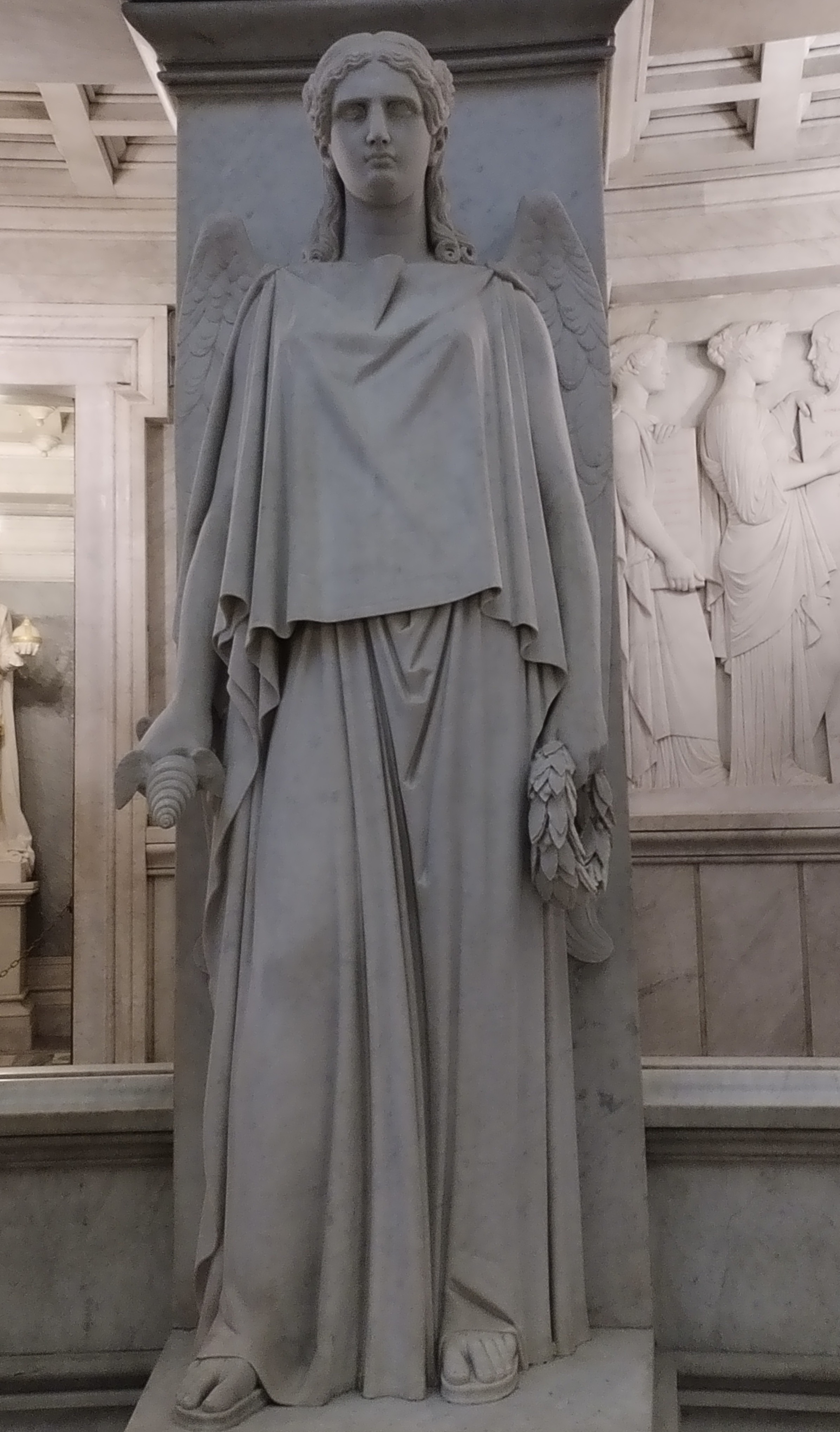
Victoire n°7
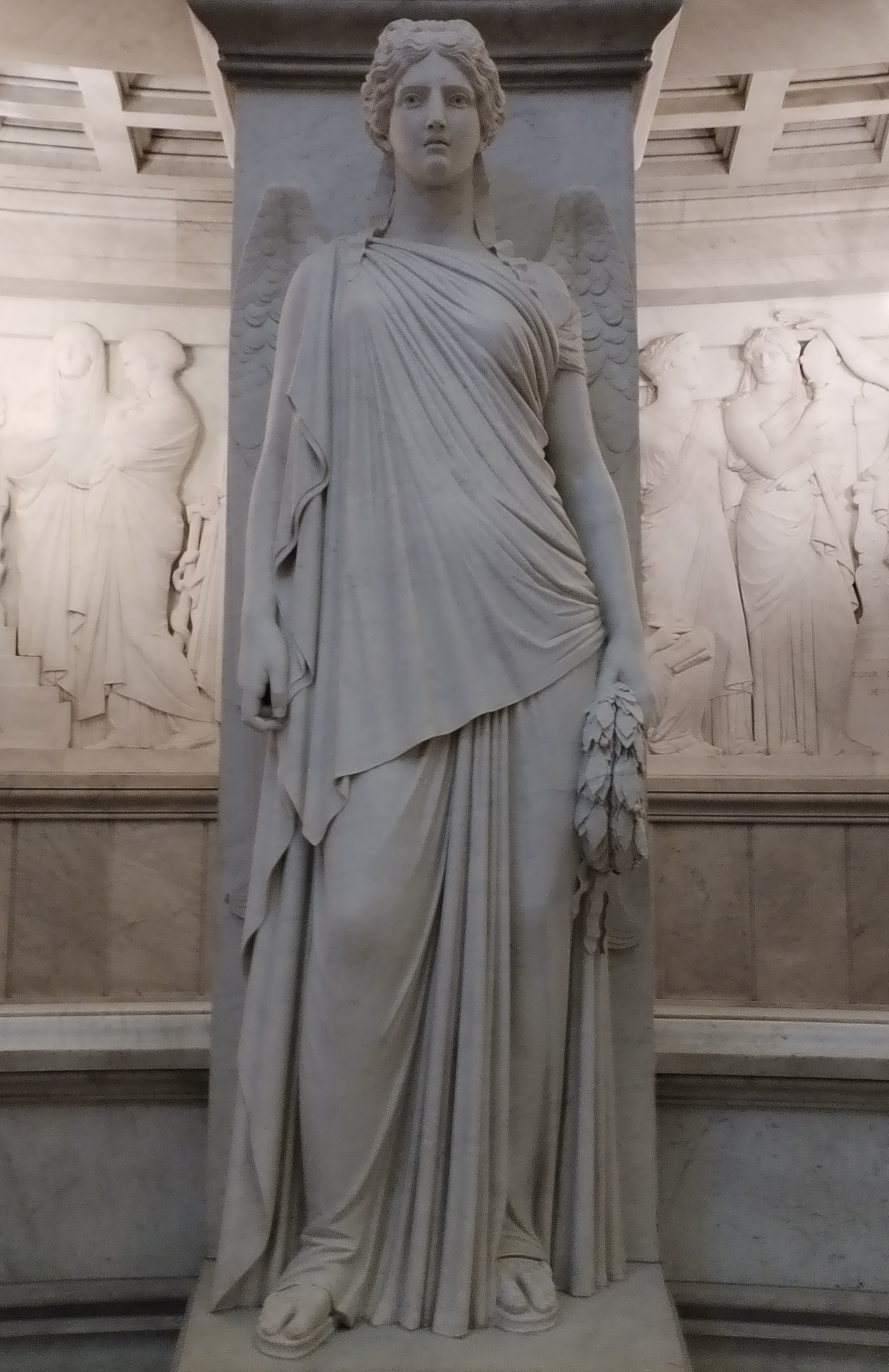
Victoire n°8
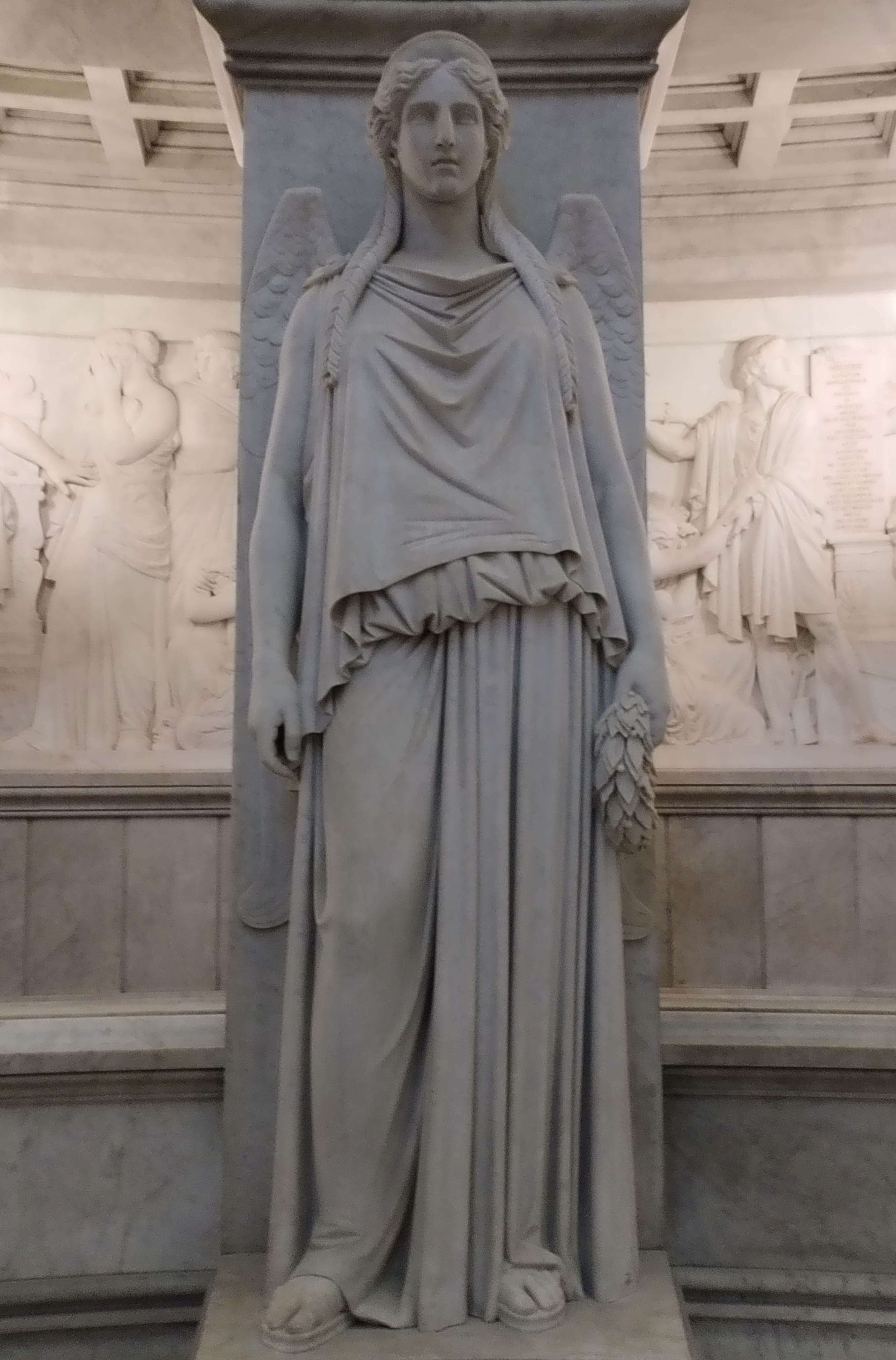
Victoire n°9
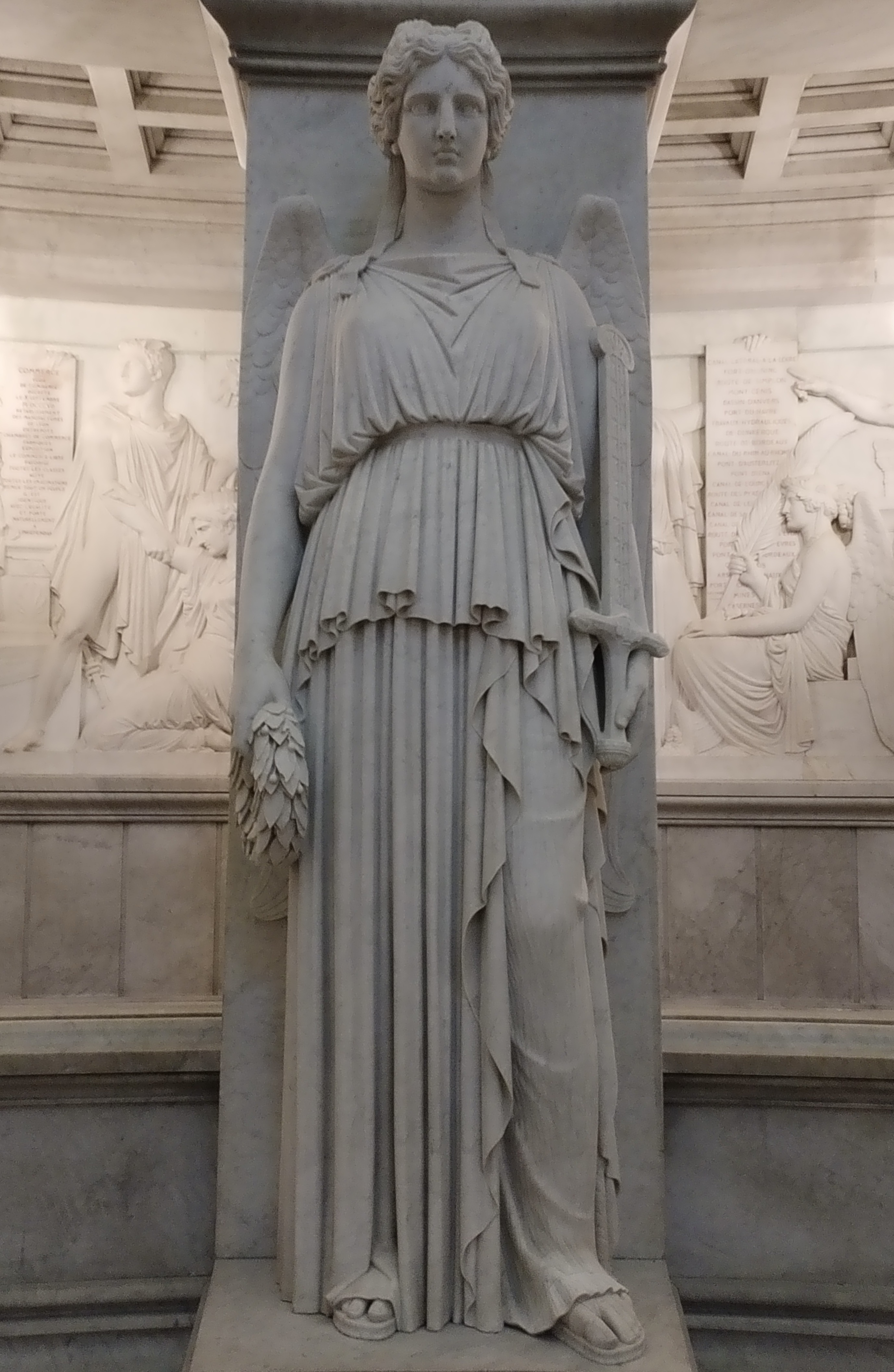
Victoire n°10
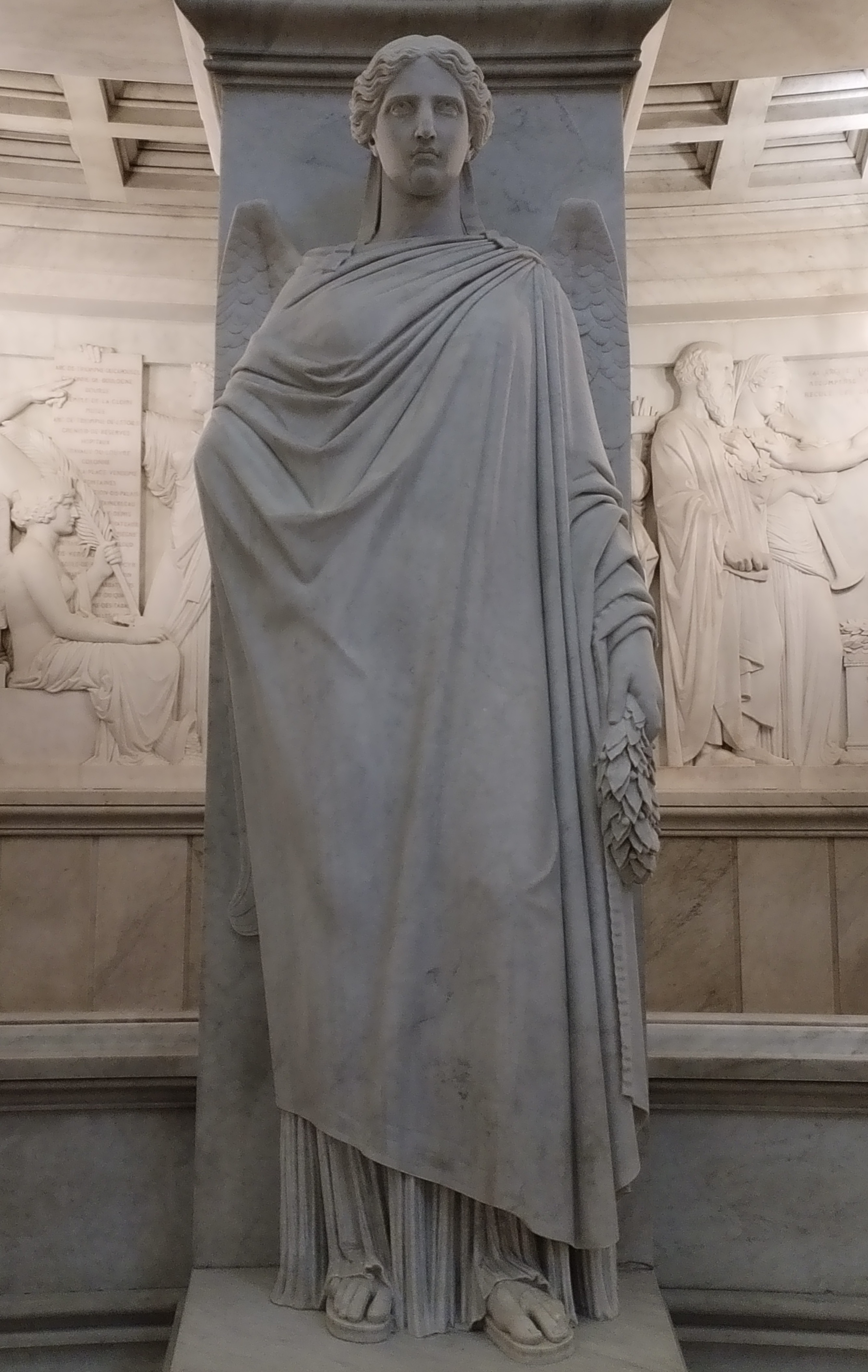
Victoire n°11
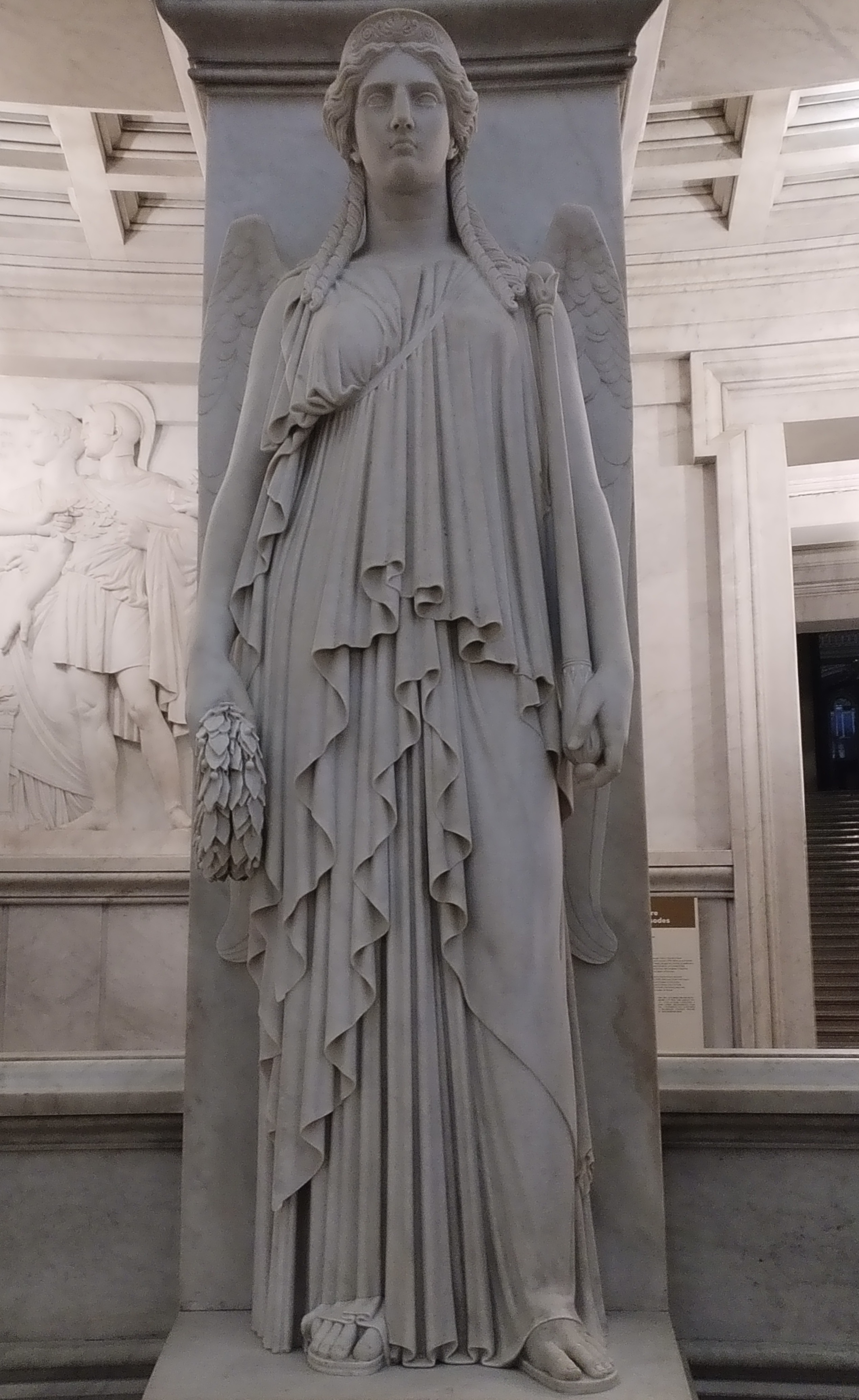
Victoire n°12
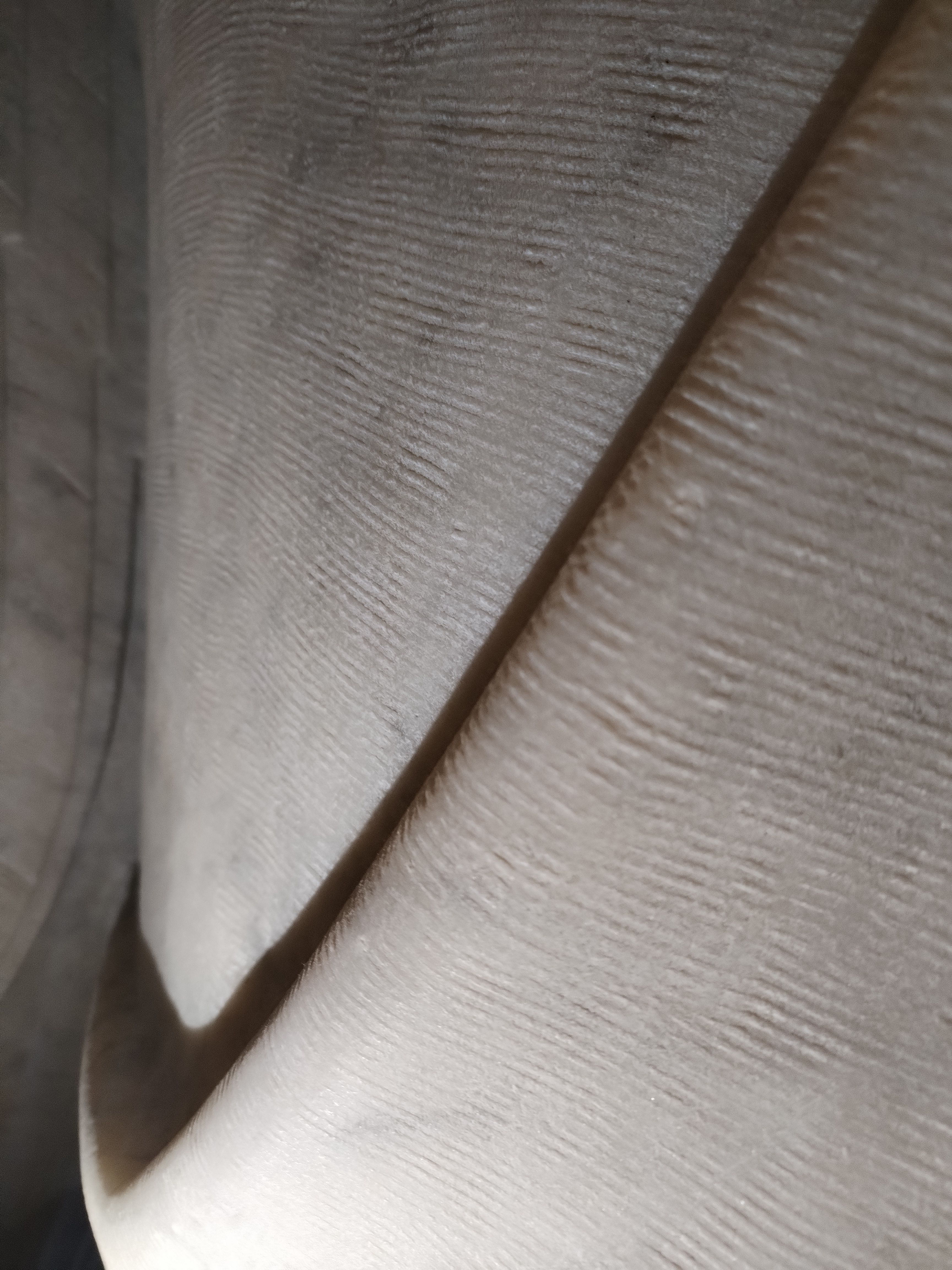
Détail du drapé de la Victoire n°1.
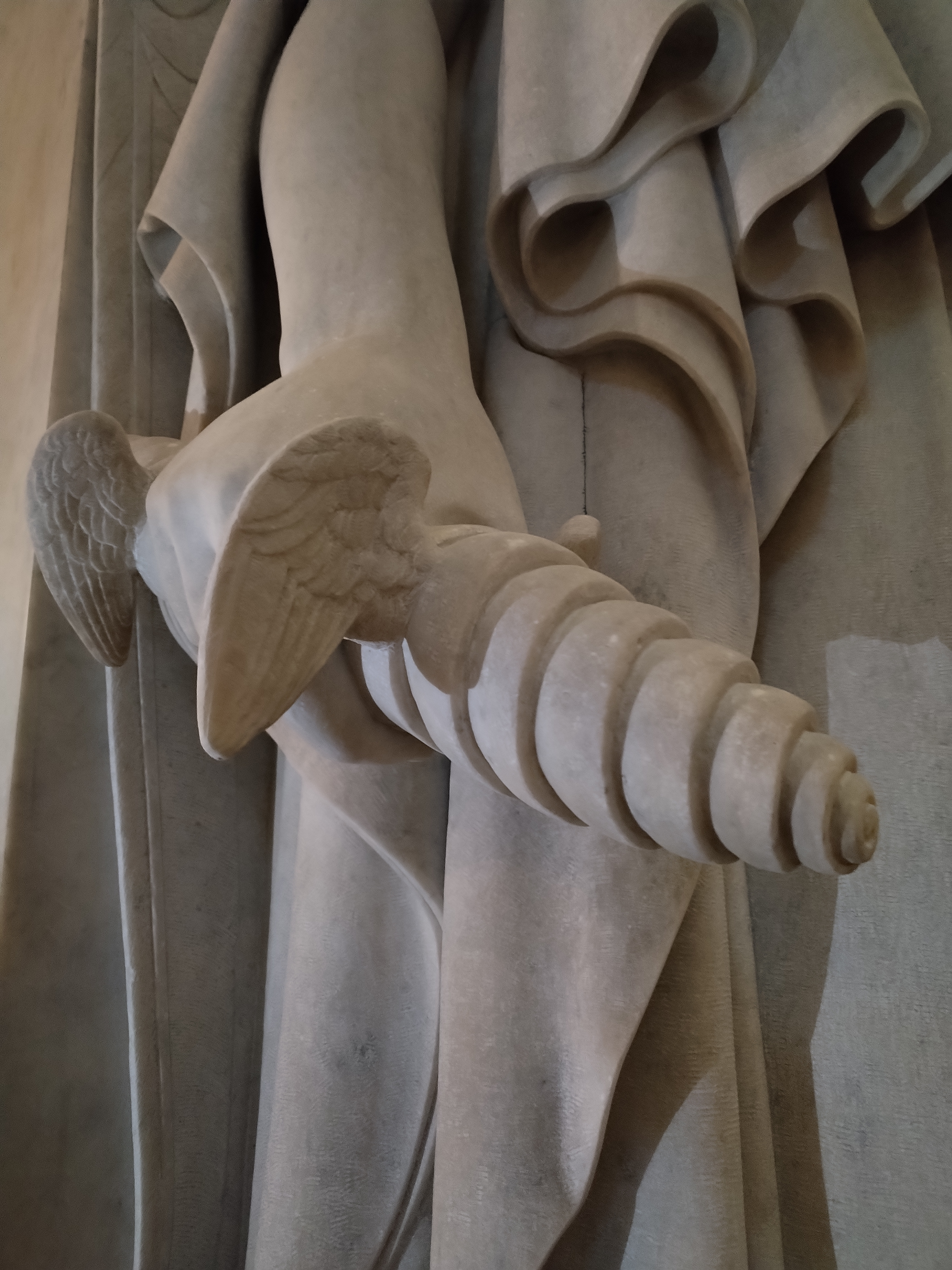
Foudre ailé de la Victoire n°7.
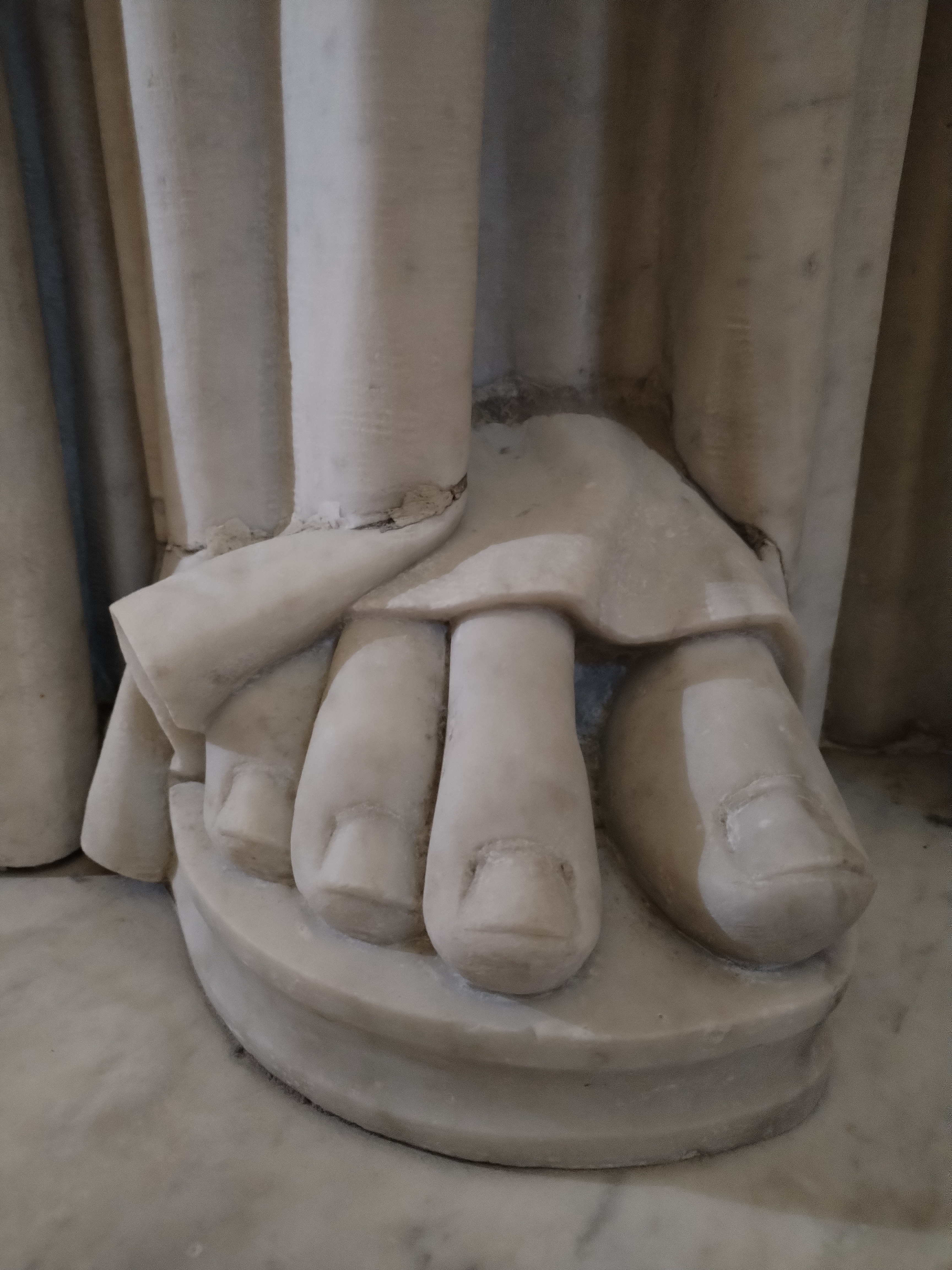
Pied droit rapporté de la Victoire n°4.

###### Caractéristiques individuelles
Ce tableau reprend les caractéristiques de chaque Victoire. La Victoire désignée comme étant la Victoire n°1 est celle placée à gauche dans le prolongement de l'escalier (en regardant dans la direction du sarcophage) puis les Victoires sont comptées dans le sens des aiguilles d'une montre.
| Victoire      | Cheveux                                                                   | Vêtements                                                         | Attributs                                                                                                   | Autres                                                                                       |
| ------------- | ------------------------------------------------------------------------- | ----------------------------------------------------------------- | --- | -------------------------------------------------------------------------------------------- |
| Victoire n°1  | Deux tresses doubles tombant sur la poitrine                              | Manteau passé sur l'épaule gauche Avant-bras droit nu             | Main droite : palme abaissée                                                                                | Pupilles creusées Poing gauche appuyé sur la hanche En appui sur la jambe droite             |
| Victoire n°2  | Quatre tresses retombant sur la poitrine                                  | Manteau court Bras nus                                            | Main gauche : trompette dressée le long du corps                                                            | Pupilles creusées En appui sur la jambe gauche                                               |
| Victoire n°3  | Chevelure surmontée d'une flamme Quatre tresses retombant sur la poitrine | Manteau                                                           | Main droite : couronne Main gauche : palme levée                                                            | Globes oculaires lisses En appui sur la jambe droite                                         |
| Victoire n°4  | Quatre tresses formant un turban puis retombant sur la poitrine           | Manteau court Bras nus                                            | Main droite : couronne Main gauche : rouleau et un bracelet au poignet                                      | Globes oculaires lisses En appui sur la jambe droite Pied droit rapporté                     |
| Victoire n°5  | Chignon dont les rubans retombent sur les épaules                         | Manteau retroussé à la taille Avant-bras nus                      | Main droite : palme levée Main gauche : couronne de lauriers                                                | Hauteur de 350 centimètres Pupilles creusées Légèrement hanchée En appui sur la jambe gauche |
| Victoire n°6  | Deux tresses tombant sur la poitrine                                      | Manteau Bras nu                                                   | Main droite : couronne Main gauche : deux clés                                                              | Pupilles creusées En appui sur la jambe droite                                               |
| Victoire n°7  | Tresses tombant le long du cou                                            | Manteau court                                                     | Main droite : foudre Main gauche : couronne                                                                 | Pupilles creusées En appui sur la jambe gauche                                               |
| Victoire n°8  | Attachés par des rubans retombant sur la poitrine                         | Manteau Épaule droite et bras nus                                 | Main gauche : couronne                                                                                      | Pupilles profondément creusées Légèrement hanchée En appui sur la jambe gauche               |
| Victoire n°9  | Quatre tresses retombant sur la poitrine                                  | Manteau Bras nus                                                  | Main gauche : couronne                                                                                      | Pupilles creusées En appui sur la jambe gauche                                               |
| Victoire n°10 | Attachés par des rubans retombant sur la poitrine                         | Manteau retroussé à la taille Bras nus                            | Main droite : couronne Main gauche : glaive levé                                                            | Pupilles creusées En appui sur la jambe droite Pied gauche rapporté                          |
| Victoire n°11 | Bandeau et rubans retombant sur les épaules                               | Très long manteau                                                 | Main gauche : couronne                                                                                      | Pupilles creusées Bras et main droite dissimulés sous le manteau Pied gauche rapporté        |
| Victoire n°12 | Diadème Quatre tresses retombant sur la poitrine                          | Manteau attaché sur l'épaule gauche par une fibule ronde Bras nus | Main droite : couronne Main gauche : sceptre se terminant par une sphère sortant d'une couronne de feuilles | Globes oculaires lisses Pied droit rapporté                                                  |

#### Les bas-reliefs de la galerie circulaire
La galerie circulaire, qui entoure le sarcophage de Napoléon, abrite dix bas-reliefs de marbre blanc de Carrare. Exécutés par le sculpteur Pierre-Charles Simart et ses collaborateurs, ils ont « pour but de rappeler toutes les grandes institutions civiles que la France doit au génie de Napoléon ».
Chaque bas-relief mesure 4m30 de long et 2m57 de haut. Sept des dix modèles mi-grandeur en plâtre sont aujourd’hui conservés au musée des Beaux-Arts de Troyes.

##### L'ajout des bas-reliefs au projet initial
Les bas-reliefs n’étaient pas prévus dans le projet initial de Visconti car l’enveloppe financière votée le 25 juin 1841 ne permettait pas d’envisager un tel décor sculpté. En 1842, la commission de la Chambre des députés, chargée d’examiner le projet, décide de supprimer la statue équestre de l’Empereur dans la Cour d’honneur (et par conséquent le corridor), afin d’ajouter ces bas-reliefs.
Dans un de ses rapports à la Chambre des députés, daté du 11 janvier 1851, Visconti reconnait la nécessité de cet ajout, malgré le dépassement des crédits engagés : « Les statues et les bas-reliefs n’étaient pas prévus au devis primitif, je le reconnais, mais ils étaient indispensables pour l’effet du monument, qui sans cette décoration aurait été pauvre et froid. (…) J’ai eu pour unique pensée d’élever un monument digne de la France, comptant sur les sentiments des Chambres et du pays ».
En juin 1846, seules les esquisses des bas-reliefs sont commandées à Simart et non leur réalisation. L’arrêté du 10 juin 1846 accorde au sculpteur la somme de 15 000 francs. Fait assez inhabituel, une somme supplémentaire de 5 000 francs lui est accordée pour la surveillance de l'exécution en marbre de ses esquisses.
Selon Philippe Durey, Louis Visconti et Hygin-Auguste Cavé, directeur de la Division des Beaux-Arts du ministère de l’Intérieur, auraient été soucieux d’une unité de conception et de réalisation au sein du tombeau et chercheraient donc à imposer Simart comme seul maitre d’oeuvre.
En mars 1847, toutes les esquisses et modèles de petits formats sont terminés et reçoivent un accueil favorable du public. Un grand nombre de sculpteurs interviennent alors auprès du ministère de l’Intérieur pour obtenir de Simart la réalisation d’un de ses bas-reliefs. En avril 1847, Jean-Auguste-Dominique Ingres écrit à Cavé pour l’intimer à confier la totale exécution des marbres à Simart. Il soulève dans sa lettre le problème moral de confier à un artiste le travail d’un exécutant : « Qu'a-t-il besoin pour cela ? Que d'habile praticiens, habiles machines mais intelligentes et naïves, lui traduisent en grand… ; ce que d'autres artistes même avec beaucoup de talents, ne sauraient ou ne voudraient faire, attendu que leur amour-propre déjà blessé d'exécuter l'œuvre d'un autre, voudrait ajouter ou retrancher à l’oeuvre de M. Simart, de là devant naître indubitablement des désordres que personne ne pourrait éviter ».
Finalement, par arrêté du 27 juillet 1847, le gouvernement décide d’un compromis : l’exécution des bas-reliefs est bien confiée à Simart, à la condition qu’il délègue la réalisation de cinq d’entre eux à de jeunes prix de Rome. Ces cinq jeunes sculpteurs sont : Auguste Ottin, Victor Vilain, Louis Léopold Chambard, François Lanno et Petit. Cependant, de graves désaccords éclatent entre eux et Simart. Seuls Ottin, Petit et Lanno terminent la taille de leur marbre. Simart achève par conséquent les sept autres.
En octobre 1848, seul un bas-relief est terminé et mis en place dans la galerie circulaire. Tous les marbres sont enfin achevés le 3 décembre 1853. Ce travail aura épuisé Simart, qui écrit que ces bas-reliefs sont le « tombeau de ma gloire »,

##### Composition
Tous les bas-reliefs présentent une composition similaire : au centre, vu de face, le Génie de Napoléon regarde droit devant lui dans une attitude solennelle. Vers lui convergent les autres personnages, vus de profil ou de trois-quarts et assemblés par groupes de deux ou trois. Cet effet de procession, convergeant vers la statue de Napoléon dans la cella, fait écho aux reliefs antiques et s’inspire notamment des reliefs du Parthénon, à Athènes. Simart était par ailleurs familier de la statuaire antique. Par ailleurs, le style antique était, au XIXe siècle, considéré comme le plus à même d’exprimer la gravité et la majesté des sujets représentés.

##### Explication des bas-reliefs
L’ensemble de ce cycle narre les dispositions prises et les institutions créées sous l’égide de Napoléon, afin de rétablir et de maintenir la paix au sein du territoire français. Les grands travaux relancent les industries et le commerce, favorisant le retour à l’abondance.

###### La Légion d'honneur

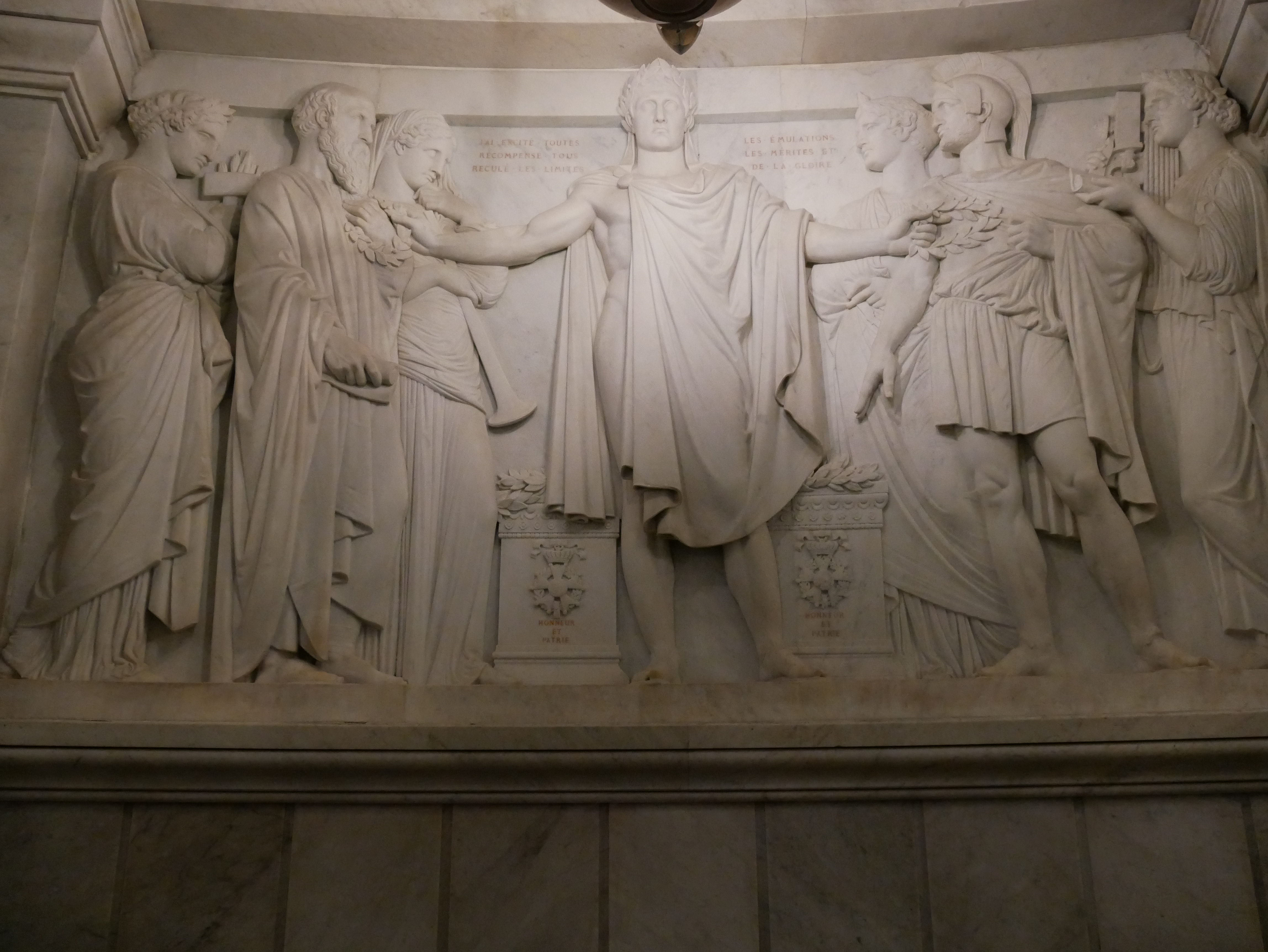
Bas-relief de la Légion d'honneur, galerie circulaire du tombeau de Napoléon Ier aux Invalides.

Au centre, le Génie de Napoléon distribue des couronnes de laurier aux personnes qui l'entourent. À sa droite se trouvent le Magistrat (le vieil homme tenant dans sa main un papier de loi), l’Artiste (tenant un burin et des pinceaux) et l'Historien (tenant une trompette). À sa gauche se trouvent le Guerrier (en armes), l'Homme de science (tenant un compas) et le Poète. Sur deux autels sont disposés les insignes de la Légion d'honneur : les couronnes de laurier et la croix d'honneur.
L’inscription qui accompagne la scène est tirée du Mémorial de Sainte-Hélène : « J’ai excité toutes les émulations, récompensé tous les mérites et reculé les limites de la gloire ».

###### Les Travaux publics

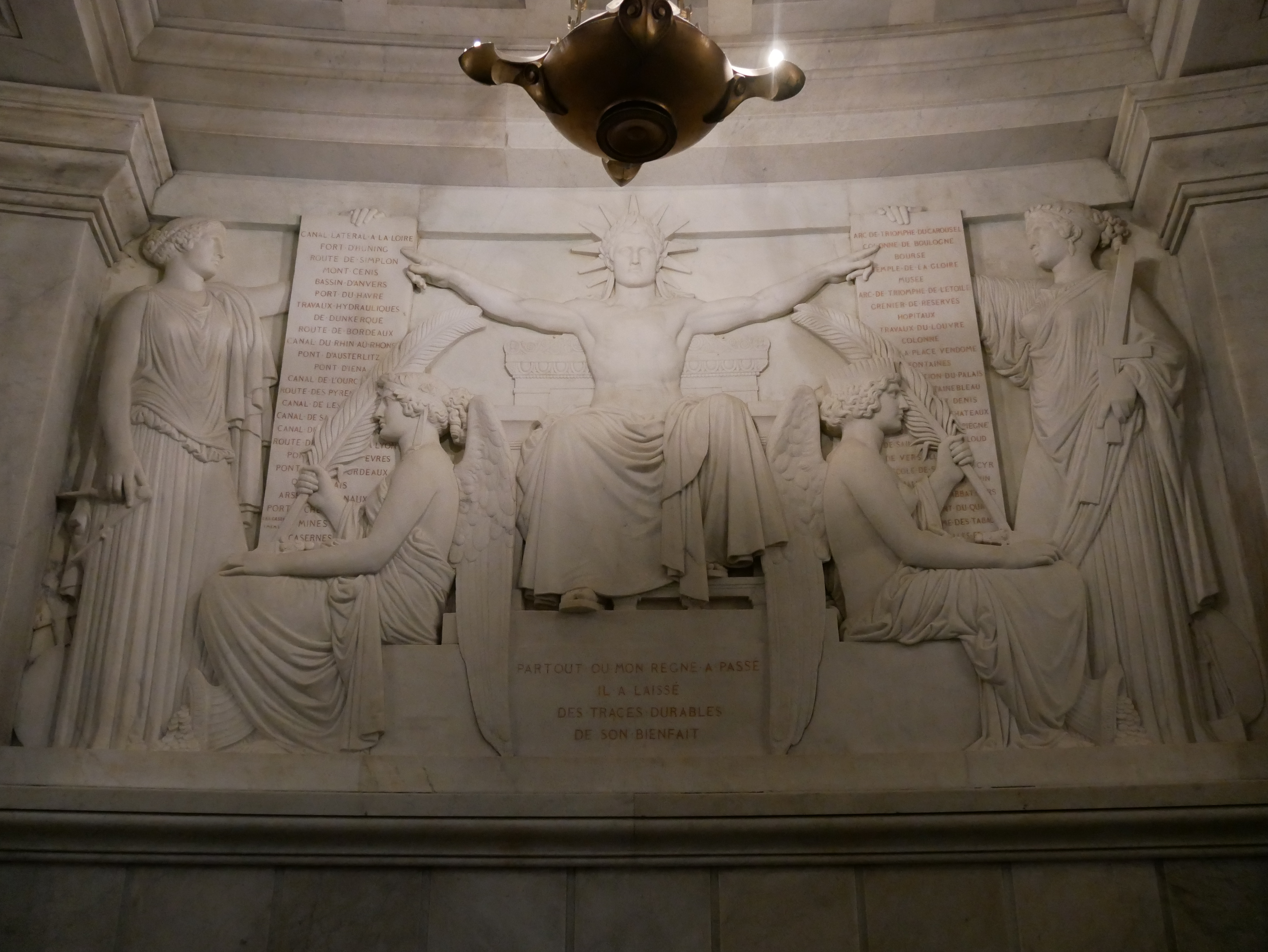
Bas-relief des Travaux publics, galerie circulaire du Tombeau de Napoléon Ier aux Invalides.

Le Génie de Napoléon, assis sur son trône, désigne deux tables sur lesquelles sont inscrites la nomenclature des grands travaux entrepris sous le Consulat. Ces tables sont tenues par l’Architecture (à droite), et le Génie Civil (à gauche). Ils représentent l’Art et la Science, au service des idées de Napoléon. Deux Victoires, tenant des palmes et accompagnées de cornes d’abondance, sont assises au pied du trône. Elles rappellent les conquêtes militaires de Napoléon, et le fait que ses campagnes de travaux s’étendent au delà du territoire français.
L’inscription est sur la base du trône : « Partout où mon règne a passé, il a laissé des traces durables de son bienfait ».

###### La protection accordée au Commerce et à l'Industrie

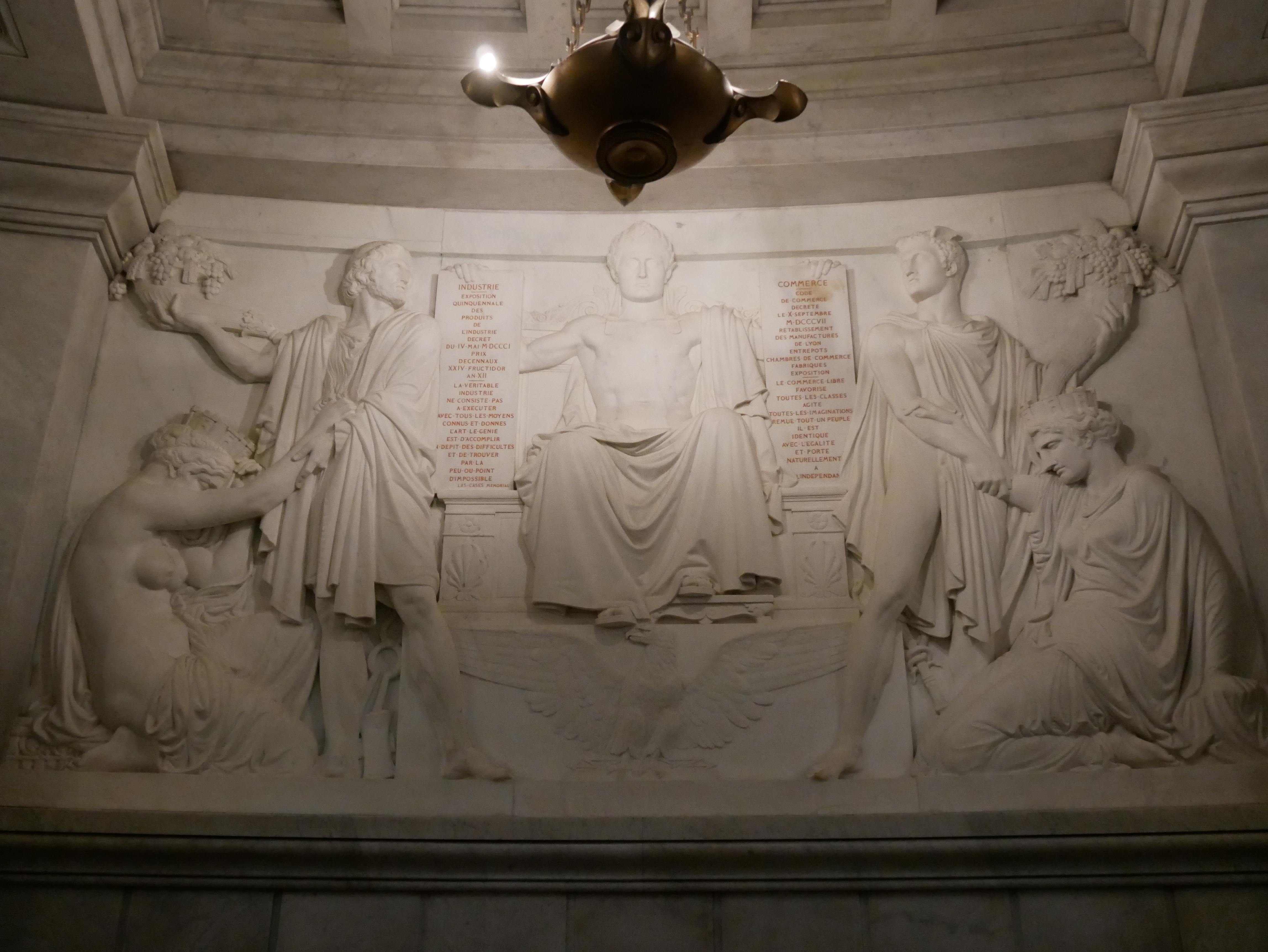
Bas-relief de la Protection accordée au Commerce et à l'Industrie, galerie circulaire du Tombeau de Napoléon Ier aux Invalides.

Le Génie de Napoléon soutient deux tables sur lesquelles sont inscrites le nom des deux institutions fondées pour garantir le commerce et soutenir l’industrie : le Code du Commerce et l’Exposition des produits de l’Industrie. À gauche du Génie de Napoléon se tient Mercure, le dieu des commerçants et à sa droite se trouve Vulcain, le dieu de l’industrie. Les divinités relèvent deux figures féminines, coiffées d’une couronnes à tours et créneaux, qui représentent les Provinces françaises. Ainsi, le relief représente le Commerce et l’Industrie relevant les Provinces de la pauvreté.
Cette composition est accompagnée de l’inscription suivante : « Le commerce libre favorise toutes les classes, agite toutes les imaginations ; il est identique avec l’église et porte naturellement à l’indépendance. La véritable industrie ne consiste pas a exécuter avec tous. Les moyens connus et donnés ; l’art et le génie, c’est d’accomplir en dépit des difficultés, et de trouver par le peu ou point d’impossible ».

###### La Cour des Comptes

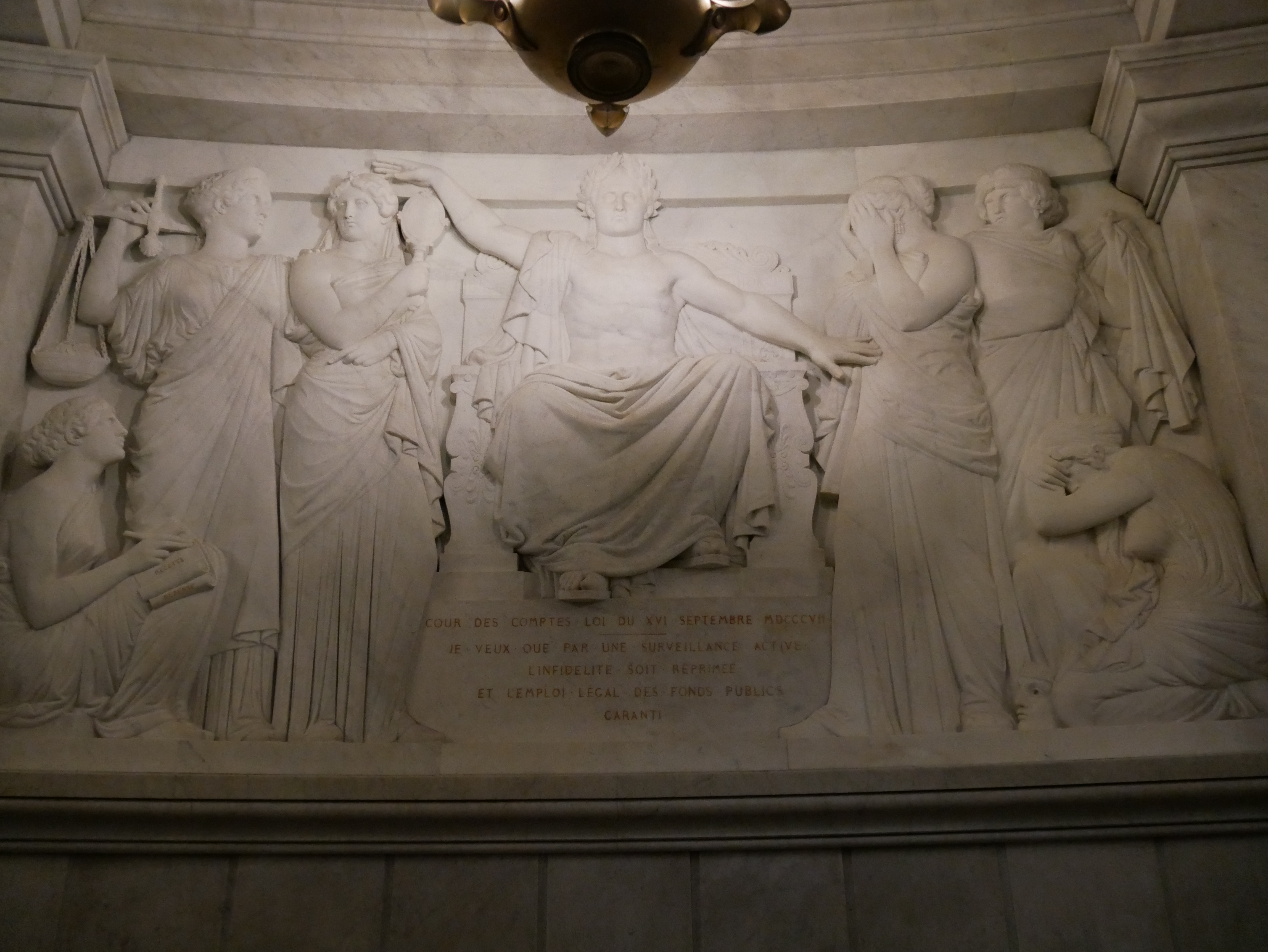
Bas-relief de la Cour des Comptes, galerie circulaire du Tombeau de Napoléon Ier aux Invalides.

Le Génie de Napoléon, assis sur son trône, repousse de sa main droite l’Erreur et l’Imposture ; le Mensonge, tombé à genoux, se cache le visage. De sa main gauche, le Génie de l’Empereur consacre l’ordre financier et la comptabilité régulière représentés par les trois femmes à sa gauche : la Vérité financière (tenant un miroir), l’Exactitude (avec la balance) et l’Ordre, écrivant sous la dictée de la Vérité. Ainsi, le relief représente le retour à l’ordre dans la gestion financière du pays et le recul de la corruption.
L’inscription est la suivante : « Je veux que, par une surveillance active, l’infidélité soit réprimée et l’emploi légal des fonds publics garantie ».

###### L'Université

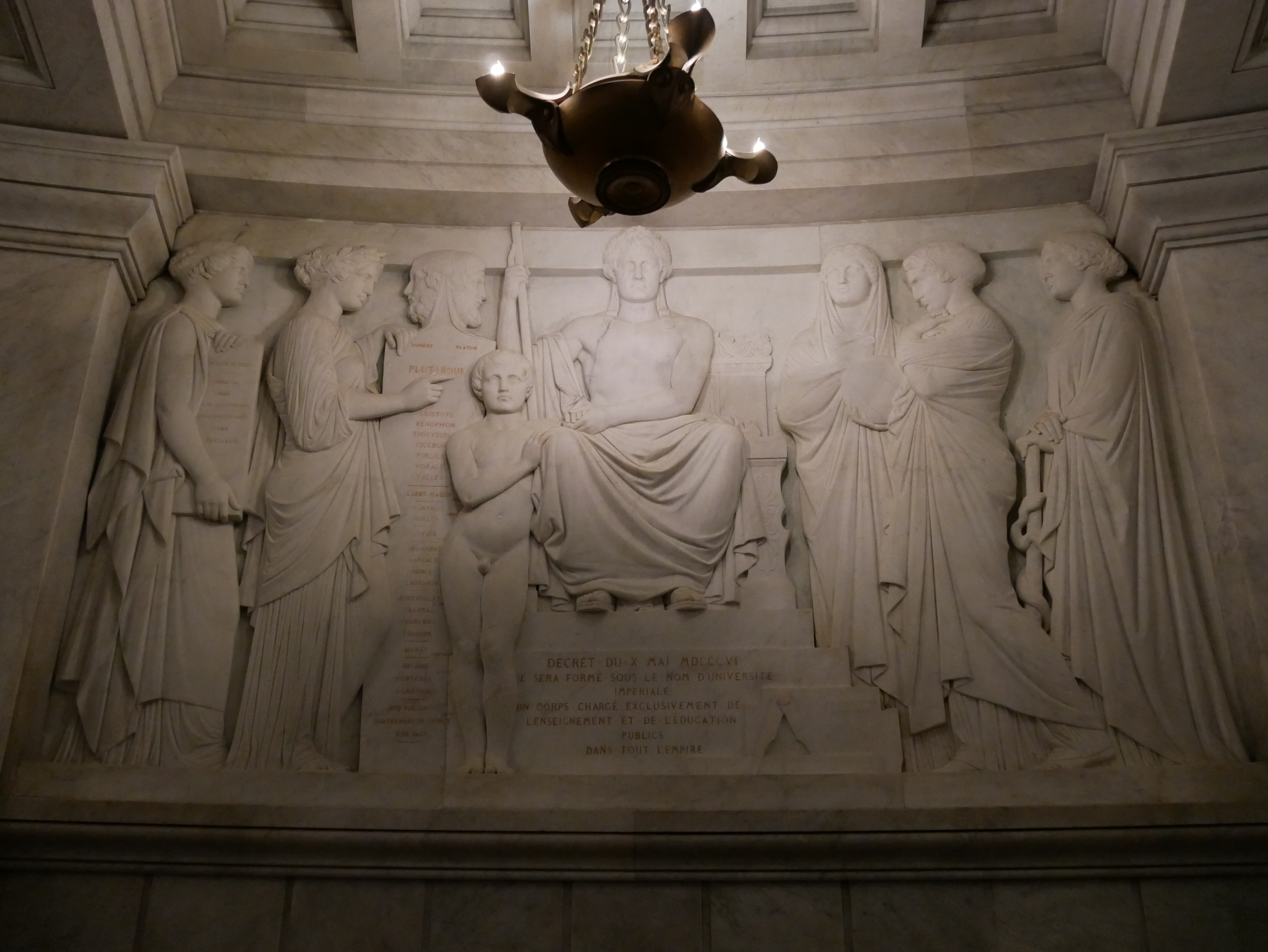
Bas-relief de l'Organisation de l'Université, galerie circulaire du Tombeau de Napoléon Ier aux Invalides.

Le Génie de Napoléon, assis sur son trône, remet la Jeunesse française entre les mains des cinq Facultés qui composent l’Université nouvellement formée : la Médecine (tenant le bâton d'Asclépios), les Sciences (dans la posture des sénateurs romains, la main dans les plis de la toge), la Théologie (tenant la couronne), le Droit (tenant la table) et les Lettres. Les Lettres sont accoudées aux bustes d’Homère et de Platon, montrant ainsi que l’enseignement universitaire s’appuie sur l’étude des penseurs de l’Antiquité. À travers ce relief, Napoléon confie la jeunesse à l’Université, qui a pour mission de former les futurs citoyens.
Sur la base du trône est inscrit : « Décret du X mai MDCCCVI : il sera formé, sous le nom d’université impériale, un corps chargé exclusivement de l’éducation et de l’enseignement publics dans tout l’Empire ».

###### Le Concordat

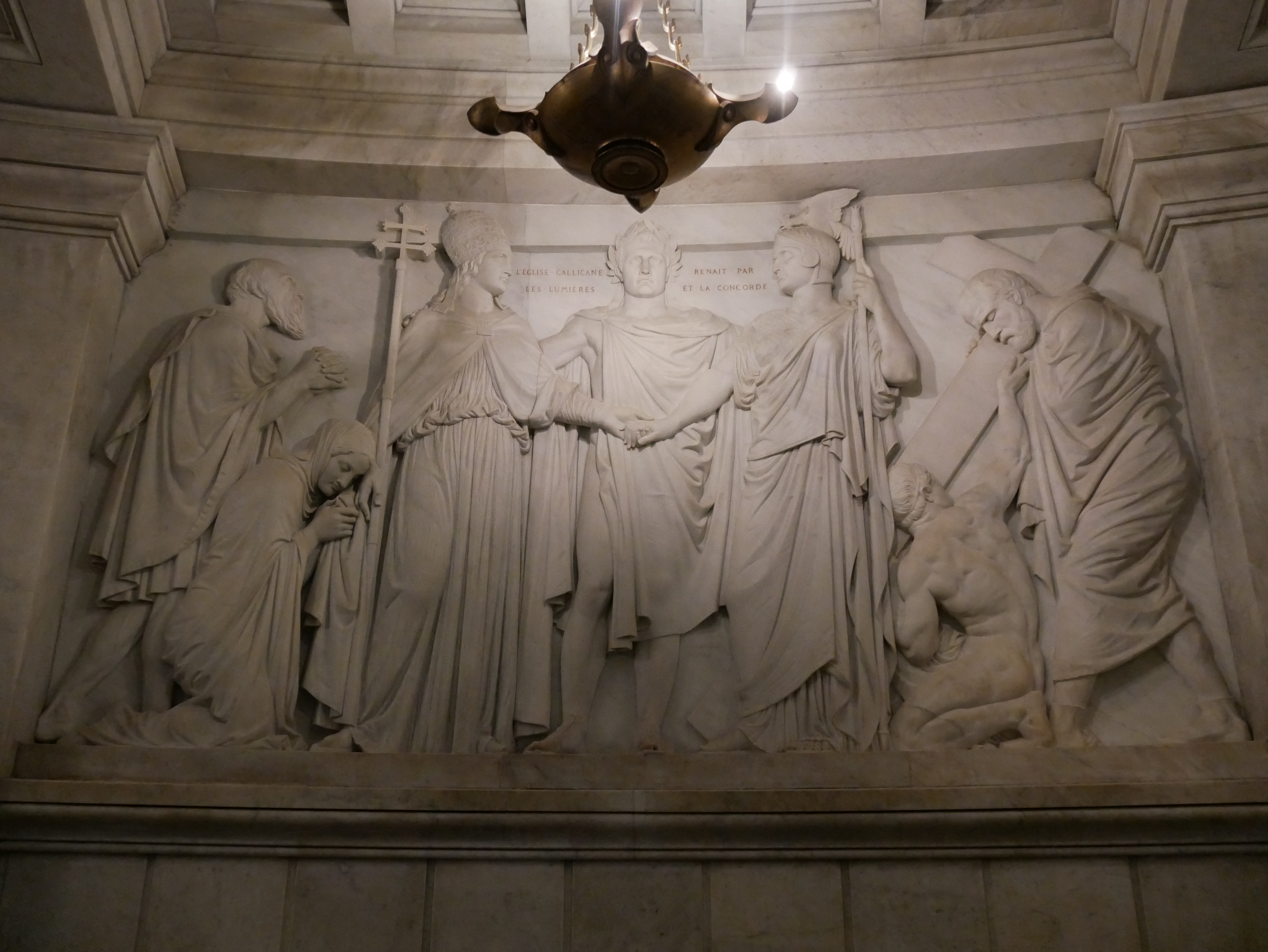
Bas-relief du Concordat, galerie circulaire du Tombeau de Napoléon Ier aux Invalides.

Le Génie de Napoléon préside à la réconciliation de la Rome catholique (coiffée de la tiare papale, elle tient une croix et se situe à sa droite) et de la France (coiffée d’un casque, elle tient une lance et se situe à sa gauche). Un vieil homme et une jeune femme, à genoux, sont en attitude de prière, tandis qu’à droite de la composition, deux jeunes gens relèvent la croix.
L’inscription qui accompagne le relief est la suivante : « L'Église gallicane renait par les lumières et la concorde ».

###### Le Code Civil

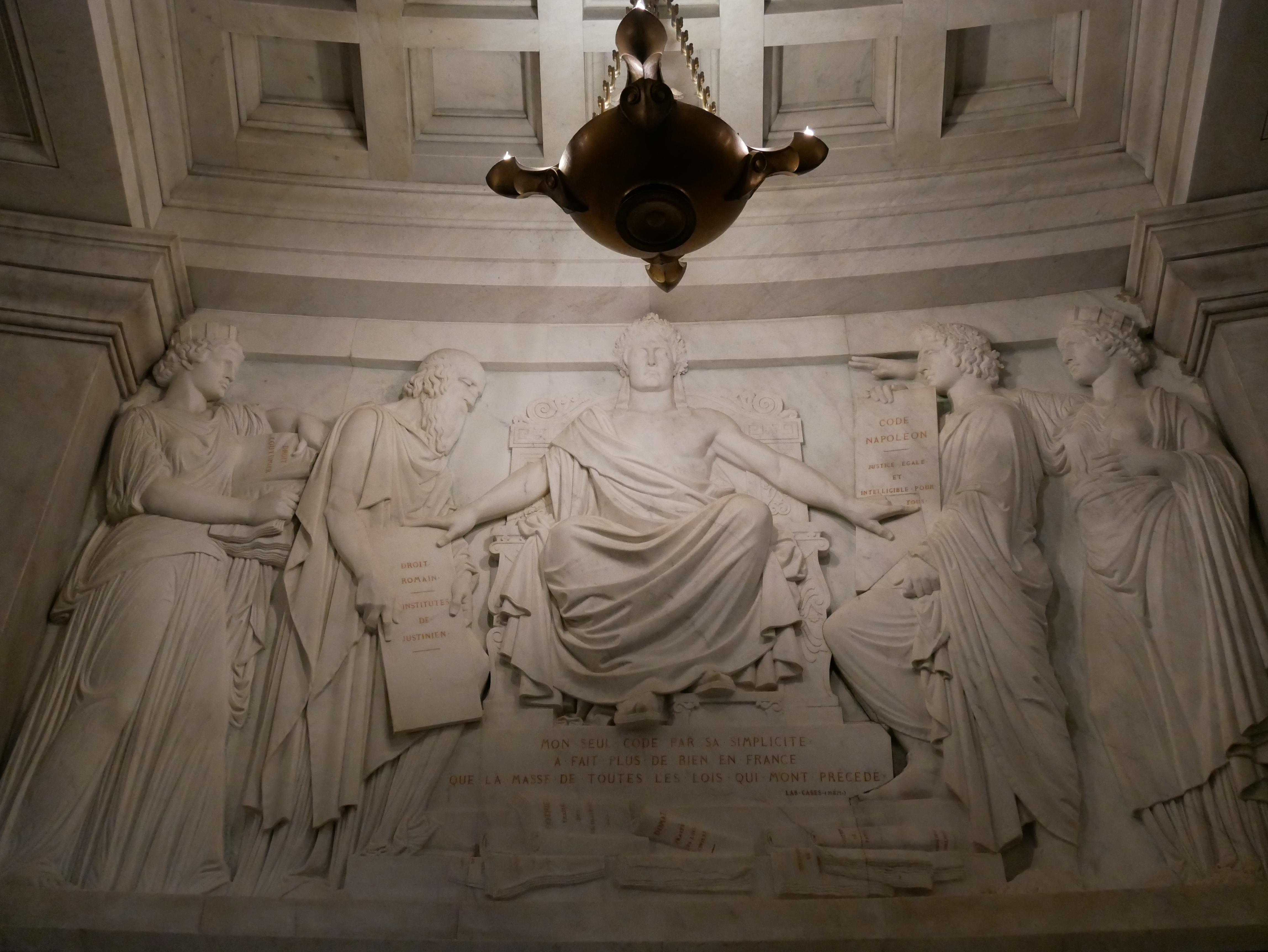
Bas-relief du Code Civil, galerie circulaire du Tombeau de Napoléon Ier aux Invalides.

Le génie de Napoléon, assis sur son trône, supprime de sa main droite l’ancienne législation française et de sa main gauche, la remplace par une nouvelle loi. L’ancien droit est représenté par le vieillard, tandis que le nouveau droit est représenté par le jeune homme. La faiblesse du vieil homme contraste avec la fermeté dont fait preuve le jeune homme. Aux extrémités de la composition, les femmes couronnées représentent les Provinces de France. À gauche, elles déchirent le droit coutumier d’Ancien Régime ; à droite, elles adhèrent à la nouvelle loi et prêtent serment au Code Napoléon.
L’inscription, sur la base du trône, est la suivante : « Mon seul code, par sa simplicité, a fait plus de bien en France que la masse des lois qui l’ont précédé ». Sur la table tenue par le vieillard est inscrit : « Droit romain, institutes de Justinien ». Sur la table tenue par le jeune homme est inscrit : « Code Napoléon. Justice égale et intelligible pour tous ».

###### Le Conseil d'État

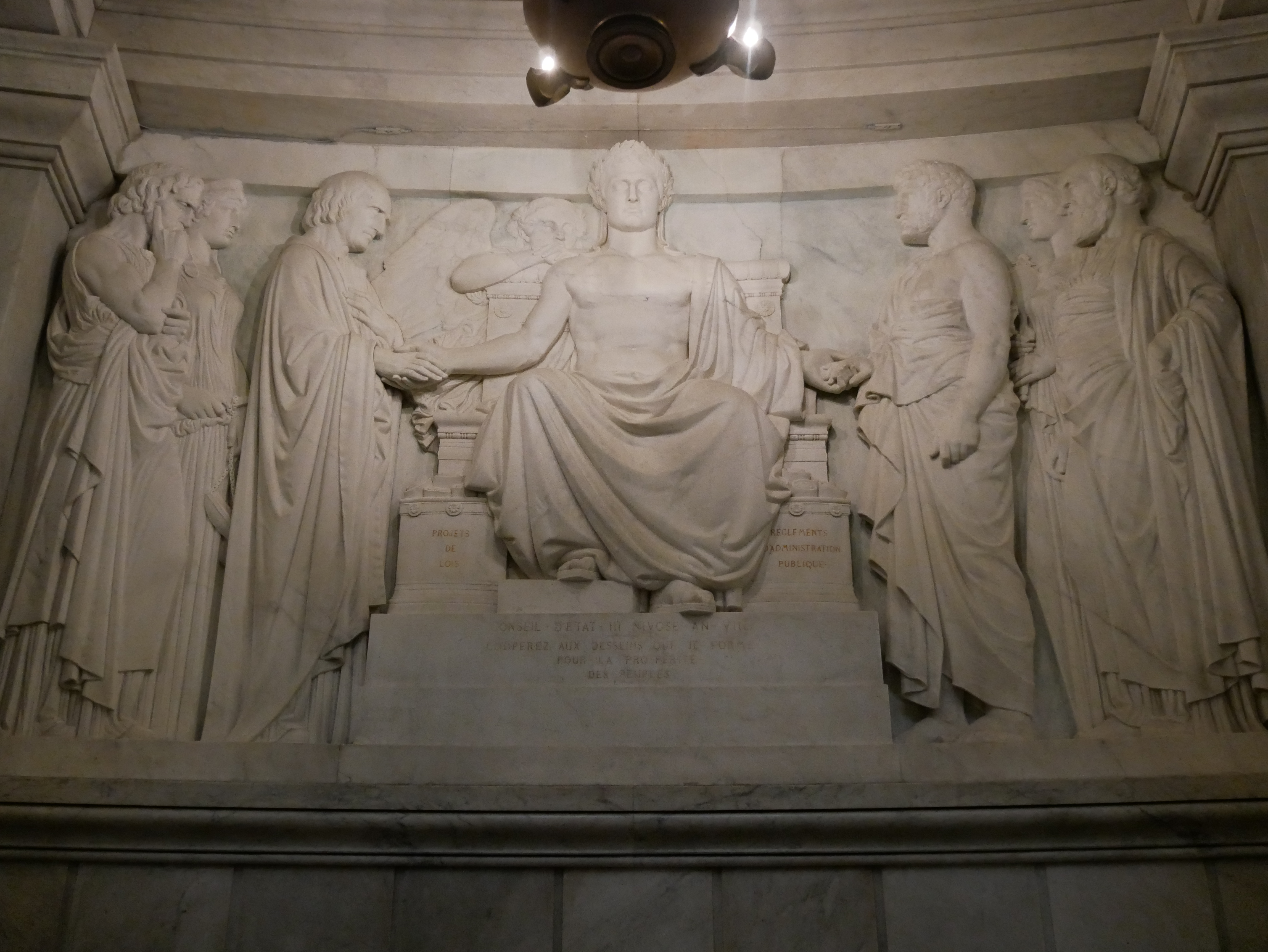
Bas-relief du Conseil d'État, galerie circulaire du Tombeau de Napoléon Ier aux Invalides.

Le Génie de Napoléon, assis sur son trône, fait venir à lui les grands hommes de la Nation pour gouverner. Se mêlent des hommes nouveaux et des hommes anciens pour montrer que seul le mérite et non le statut social permet d’accéder aux hautes charges civiles. Une Victoire se tient derrière le trône, qui rappelle que Napoléon est à la fois un législateur et un militaire, et que c’est au moyen des armes qu’il est arrivé au pouvoir.
L’inscription, sur la base du trône, est la suivante : « Conseil d’État, III nivôse an VIII. Coopérez aux desseins que je forme pour la prospérité des peuples » .

###### L'Administration française

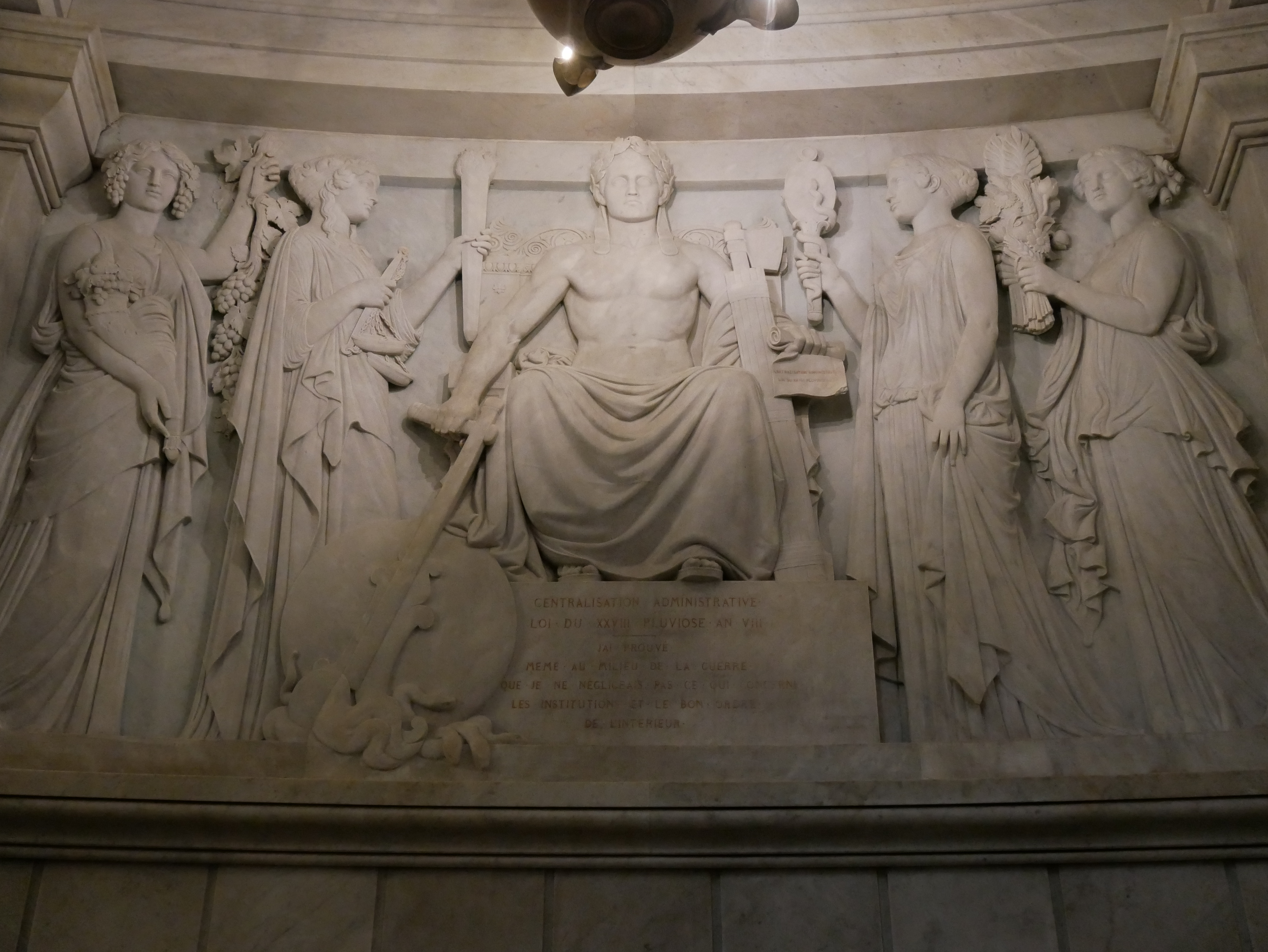
Bas-relief de l'Administration française, galerie circulaire du Tombeau de Napoléon Ier aux Invalides.

Le Génie de Napoléon, assis sur son trône, tient dans sa main gauche la loi du 28 pluviôse an VIII (17 février 1800), qui constitue la centralisation administrative, et le faisceau de licteur, symbole du pouvoir souverain. Dans sa main droite, il tient le timon des affaires, au-dessus d’un globe représentant la France au centre du monde. Au pied du trône, une hydre est écrasée sous le poids du gouvernail, qui est le symbole d’une bonne gouvernance. Ils représentent l’anarchie administrative dont la France est délivrée grâce à la bonne gestion de Napoléon. De part et d’autre du Génie de Napoléon se tiennent la Justice (tenant une balance et une torche enflammée) et la Prudence (tenant un miroir entouré d’un serpent) ; elles président aux décisions de Napoléon. Aux extrémités de la composition se tiennent l’Abondance (tenant une corne d’abondance et des pampres de vigne) et la Prospérité publique (tenant des rameaux).
Sur la base du trône est inscrit : « Sans ordre, l’administration n’est qu’un chaos ». Par chaos, Simart entend la situation administrative de la France d’Ancien Régime, d’une grande complexité.

###### La Pacification des Troubles publics

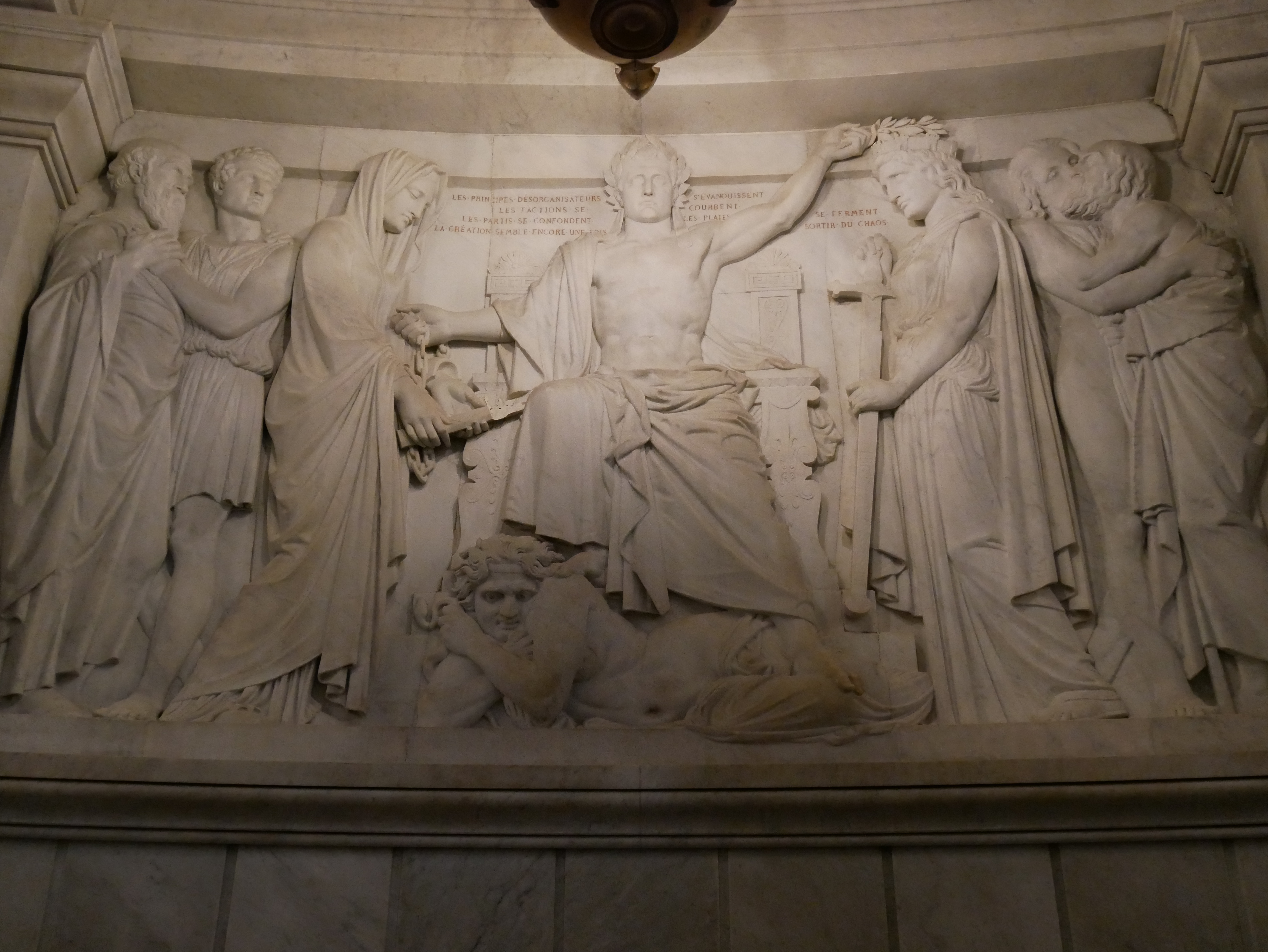
Bas-relief de la Pacification des Troubles publics, galerie circulaire du Tombeau de Napoléon Ier aux Invalides

Le Génie de Napoléon, assis sur son trône et couronné de laurier, est représenté à la fois comme un guerrier et un pacificateur. De sa main droite, il brise les chaînes de l’Eglise catholique et de sa main gauche, élève un rameau d’olivier, symbole de paix, au dessus de la Vendée qui remet son épée dans son fourreau. Enfin, le Génie de Napoléon foule aux pieds l’Anarchie, signe de retour à l’ordre et à la paix après les tumultes de la Révolution et des guerres de Vendée. À gauche de la composition, le groupe du jeune homme et du vieillard représente les émigrés rappelés en France après le retour de la paix. À droite de la composition, l’Ancien Régime (représenté par le vieil homme) se réconcilie avec la jeune Liberté.
L’inscription qui accompagne la scène est la suivante : « Les principes désorganisateurs s’évanouissent, les factions se courbent, les partis se confondent, les plaies se ferment ; la création semble encore une fois sortir du chaos.».

#### La cella du tombeau
La chambre des reliques, la cella, est localisée dans l'axe de l'entrée du tombeau et abritait initialement des objets personnels ayant appartenu à Napoléon Ier, tels que le chapeau d'Eylau, l'épée d'Austerlitz ou le collier de la Légion d'honneur. Ces reliques ont d'abord été présentés sur un autel en quartzite rouge surmonté ensuite d'une vitrine. Dans la cella se trouve aussi une statue en marbre doré de l'Empereur en grand costume impérial, tenant les attributs de sa souveraineté (le sceptre et le globe autrefois crucifère). Sculptée par Simart, elle évoque les œuvres antiques chryséléphantines, une technique qui consiste à utiliser des plaques d’ivoire et d’or sur une armature en bois.
Réalisé par les mosaïstes Amilcar Ciuli et Titus Scagnoli, le sol de ce la cella présente un décor symbolique de la gloire et de la victoire. Depuis 1969, la dalle centrale est agrémentée de l'inscription « Napoléon II, Roi de Rome, 1811-1832 ». Sous le sol repose en effet le cercueil de l'Aiglon, fils de Napoléon Ier et de Marie-Louise d'Autriche. Son corps est transféré aux Invalides en 1940 et repose à présent dans la cella depuis 1969.

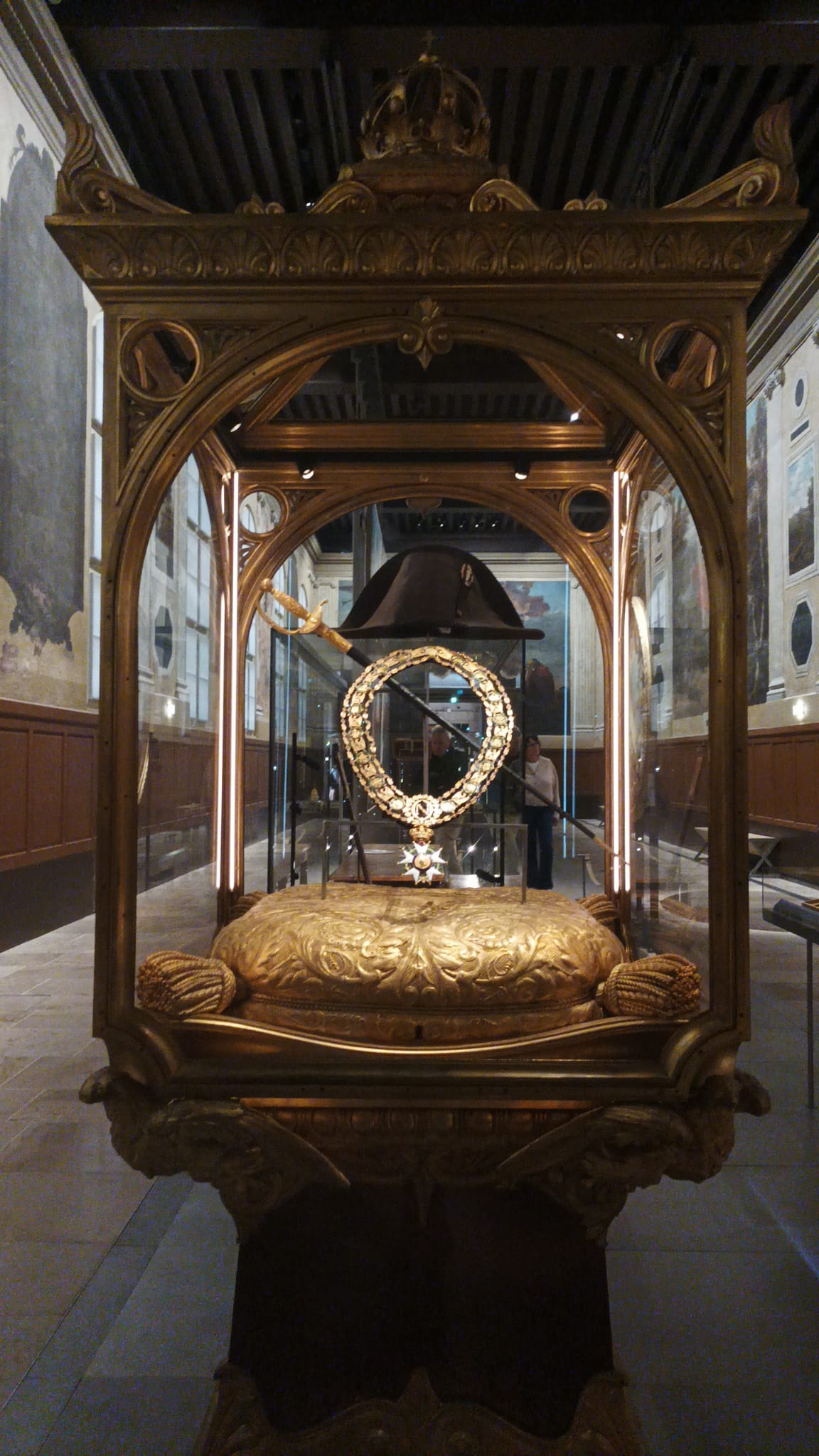
Le chapeau de Napoléon lors de la bataille d’Eylau, l’épée d’Austerlitz et le collier de la légion d’honneur autrefois exposé dans la cella du tombeau.
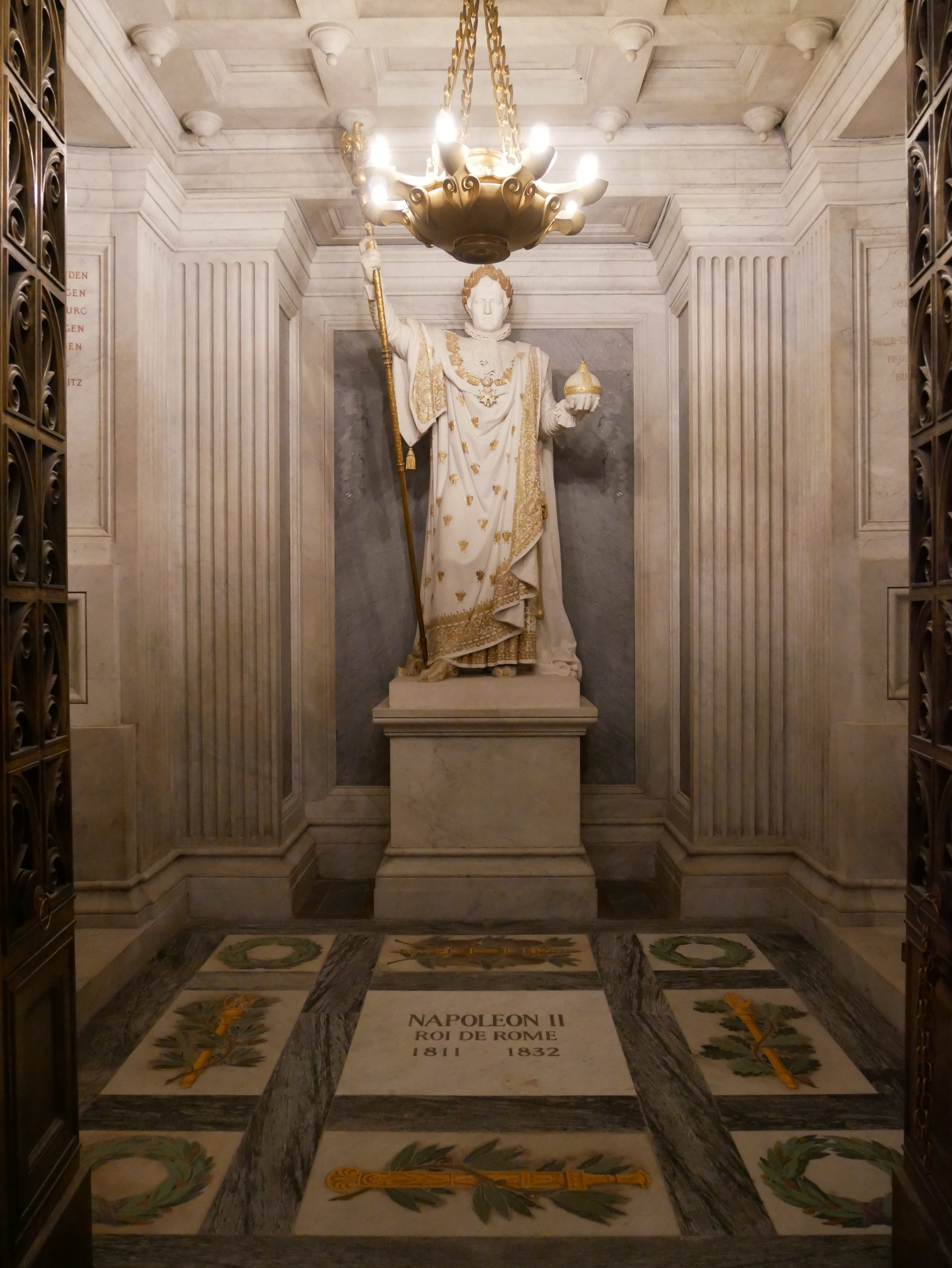
Statue de Napoléon Ier dans la cella du tombeau.
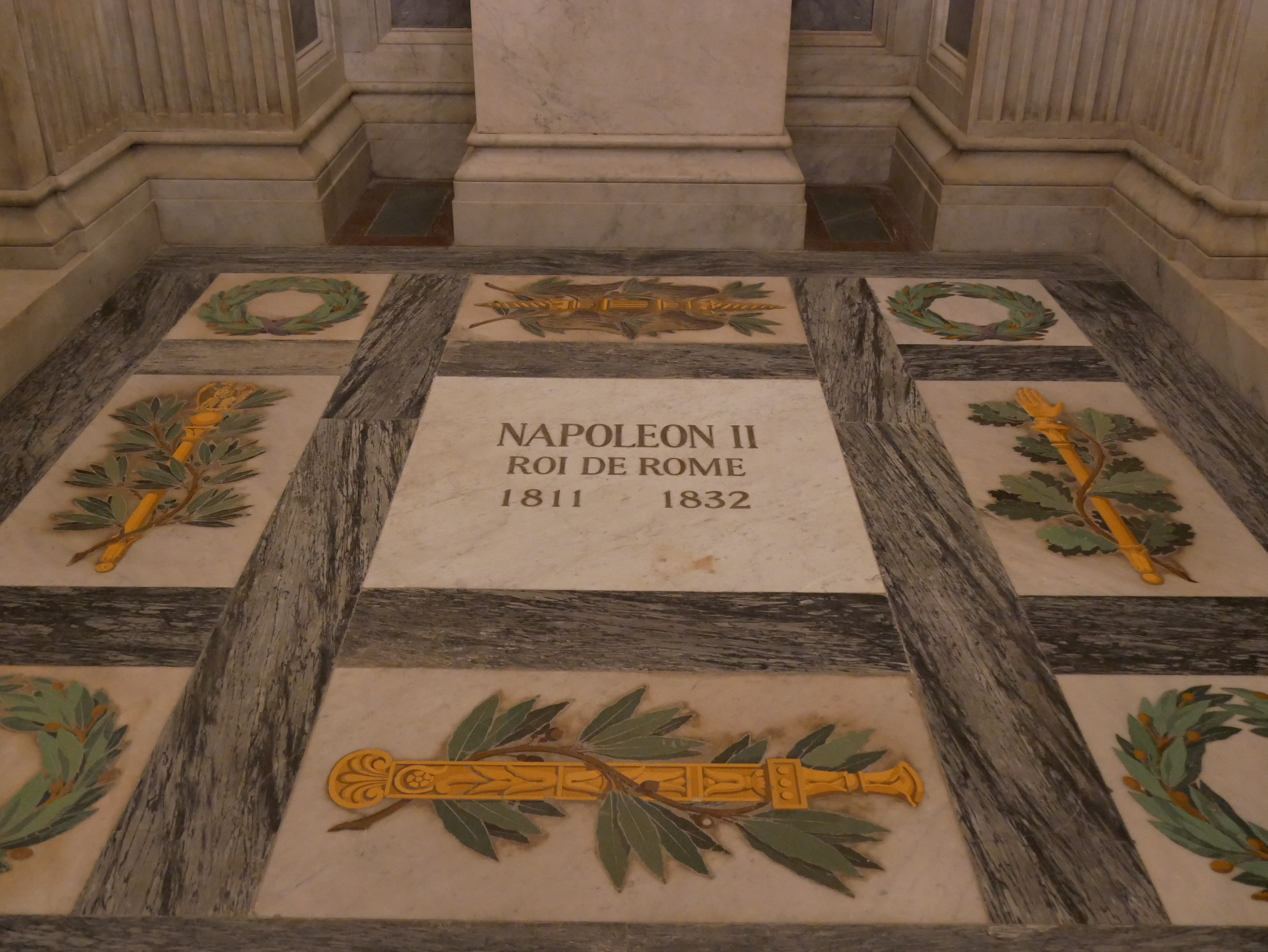
Tombeau de Napoléon II.

## Symboliques du tombeau

### L'hôtel des Invalides et le tombeau de Napoléon pendant la guerre

#### Les Invalides, panthéon militaire au cœur des deux guerres mondiales
La période marquée par les deux guerres mondiales s’est caractérisée par l’affirmation de la fonction de panthéon militaire de l’hôtel des Invalides. Ainsi, le 29 mars 1929 est votée une loi prévoyant que « les maréchaux de France, les officiers généraux qui, pendant la guerre de 1914-1918, ont exercé soit le commandement en chef, soit le commandement d'un groupe d'armées ou d'une armée, seront, soit sur leurs désirs exprimés par disposition testamentaire, soit sur la demande formulée par leurs ayants droit, inhumés dans l'hôtel des Invalides ».
Cette loi s’applique notamment au maréchal Ferdinand Foch dont l’image est, au début du XXe siècle, généralement associée à celle de Napoléon Ier. Si son tombeau doit initialement être édifié à la place du maître-autel conçu par Visconti, ce projet est rapidement abandonné car il est jugé techniquement irréalisable (le tombeau de Napoléon ne pouvant supporter un tel poids). Il aurait aussi été dommageable de modifier la sépulture de l’Empereur, alors très appréciée. Le tombeau du maréchal Foch est finalement réalisé par Paul Landowski et inauguré en mars 1937.
Les deux guerres mondiales sont marquées par l’inhumation de plusieurs militaires au sein du caveau des gouverneurs. Pour la Première Guerre mondiale figurent les maréchaux Maunoury, Fayolle, Franchet d'Espèrey, les généraux Nivelle, Sarrail, Pau, Roques, Mangin, Guillaumat, Langle de Cary et Lanrezac, les amiraux Boué de Lapeyrère et Guépratte ; et pour la Seconde Guerre mondiale les généraux Giraud et Leclerc de Hautecloque, le maréchal Juin, ainsi que les généraux Houdemon, Kientz et Monclar.

#### Le tombeau, un lieu de mémoire et d’inspiration
Également au cours des deux guerres mondiales, l'importance symbolique de la figure de Napoléon Ier atteint son apogée et son tombeau devient un lieu d'inspiration pour les patriotes et les militaires. Le monument est aussi représenté par plusieurs artistes.
En 1918, alors que la ville de Paris est bombardée, des mesures sont prises pour protéger le tombeau de l’Empereur, situé sous un Dôme largement endommagé.
Lors de la Seconde Guerre mondiale, Adolf Hitler visite le tombeau en juin 1940, accompagné de Hermann Giesler, l'architecte chargé de concevoir son mausolée.

#### Le transfert du corps de l’Aiglon dans le tombeau
Le 14 décembre de la même année, le transfert des cendres de Napoléon II, appelé également l’Aiglon, est orchestré sous le signe de la « collaboration franco-allemande », par Otto Abetz, ambassadeur du Reich allemand,. En effet, à la suite de sa visite aux Invalides, Hitler décide de restituer à la France le corps de Napoléon II, fils unique de Napoléon et de Marie-Louise d’Autriche. Ce dernier était, depuis 1832, enterré dans la crypte des Capucins à Vienne.
Sa dépouille est rapatriée aux Invalides dans la nuit du 14 et du 15 décembre 1940, à l'occasion du centenaire du retour des cendres de l’Empereur. La cérémonie, grandiose, reflète combien le tombeau de Napoléon rayonne alors au-delà des frontières françaises.
Entre 1941 et 1961, le tombeau de l’Aiglon est exposé dans la chapelle Saint-Jérôme comme celui de son père au siècle précédent. C’est finalement en 1969, à l’occasion du bicentenaire de la naissance de Napoléon, que sa dépouille est placée définitivement dans la cella du tombeau de Napoléon. Il est inhumé sous le sol de la cella, vidée des reliques de l’Empereur. Sur le sol est inscrit la titulature « Napoléon II, roi de Rome », devant la statue de Napoléon sculptée par Pierre-Charles Simart, soit symboliquement au pied de son père.

### Symbolique actuelle et tourisme
Dès sa construction, le tombeau a attiré l'attention. Le chantier pharaonique qui a employé des centaines d’ouvriers et d’artisans et qui a été traversé par de nombreux incidents, a marqué une époque et continue de constituer un point de repère important du circuit historique et patrimonial de Paris. Attirant chaque année 1 500 000 visiteurs qui viennent visiter le musée de l’Armée et l’église Saint-Louis des Invalides. Il fait partie intégrante de la « géographie symbolique » de Paris qui transcrit la richesse de l’histoire de France en sa capitale.
En effet, l’ensemble des Invalides demeure un lieu qui porte en héritage beaucoup de fonctions. Au fil des décennies, respectivement hôpital, institution, cathédrale, centre administratif et militaire, il constitue le lieu d’une intense circulation humaine passée et présente. L’équilibre entre les différentes fonctions est mince : à la fonction historique et architecturale se superpose une fonction religieuse - même si le Dôme et le tombeau des Invalides tendent à cristalliser les regards, associant ainsi la figure de Napoléon aux Invalides et inscrivant l’église comme un haut lieu de l’histoire militaire. En effet, ce tombeau a été complété progressivement par un ensemble funéraire plus large dédié aux frères de l’Empereur, à son fils et à d’illustres soldats (Marceau, Lyautey, Leclerc, Juin, Giraud). Le rôle de ce panthéon militaire, qui confère au lieu son attractivité touristique, s’est effectivement renforcé et élargi au XXe et XXIe siècles .
Le caractère solennel du lieu sert de décors à de nombreuses visites diplomatiques. Des funérailles, visites de personnalités, célébrations de nombreux évènements ou manifestations commémoratives sont organisées dans la cour d’honneur ou sous le Dôme, témoignant ainsi du rayonnement culturel, historique et politique des Invalides,. De même, l’église des soldats, devenue cathédrale du diocèse aux armées françaises en 1986 sous le pontificat du pape Jean-Paul II, est le lieu d’une importante organisation religieuse de baptêmes, mariages et obsèques et offices religieux à caractère mémoriel, patriotique et militaire. Au quotidien, des concerts contribuent également à l’animation de l’édifice faisant de l’église Saint-Louis des Invalides un haut lieu culturel parisien.